# Sulmona
Sulmona (Sulmóne in abruzzese, Solmona fino al 1902) è un comune italiano di 21 582 abitanti della provincia dell'Aquila in Abruzzo. Situata nel cuore dell'Abruzzo, a ridosso del parco nazionale della Maiella, Sulmona è nota nel mondo per la secolare tradizione nella produzione dei confetti. Inoltre è sede vescovile dell'omonima diocesi di Sulmona-Valva.
Già oppidum dei Peligni, successivamente municipio romano, nel 43 a.C. Sulmo diede i natali al poeta latino Publio Ovidio Nasone. Nel Medioevo, per volontà di Federico II, fu dal 1233 al 1273 sede del giustizierato d'Abruzzo. È tra le città decorate al valor militare per la guerra di liberazione, insignita della medaglia d'Argento per i sacrifici delle sue popolazioni e per la sua attività nella lotta partigiana durante la seconda guerra mondiale.

## Geografia fisica
(Ovidio, Tristia IV,10)

### Territorio
Sulmona sorge al centro della Valle Peligna, tra il torrente Vella ed il fiume Gizio, ad ovest delle montagne della Maiella e del Morrone, che sovrastano la città.
Il territorio della Valle Peligna, il cui nome deriva dal greco peline = "fangoso, limaccioso", in età preistorica era occupato da un vastissimo lago. In seguito a disastrosi terremoti la barriera di roccia che ostruiva il passaggio verso il mare dell'acqua crollò; in compenso il terreno rimase fertile.

### Sismicità
Situata nel distretto sismico della Maiella, Sulmona fu duramente colpita dal terremoto del 3 novembre 1706 (detto anche terremoto di Sulmona) che provocò immani distruzioni, la perdita di gran parte dell'antico patrimonio artistico nonché la morte di un migliaio di cittadini.
- Classificazione sismica: zona 1 (alta sismicità)[8]

### Clima
La città è distante dal mare (circa 60 km) da far sì che le estati siano calde e spesso torride, in quanto priva del benefico influsso della brezza marina. L'isoterma di luglio, 24,7 °C, nasconde valori massimi talvolta pari anche a 41,7 °C (30 luglio 2005) e ripetuti 40 °C (2003-2006-2007-2011). I temporali primaverili ed estivi, anche se non frequenti data la conformazione della Valle Peligna, possono essere di moderata intensità, e raramente sono accompagnati da grandine. Gli inverni sono ben più rigidi di quanto i valori altimetrici potrebbero far pensare: infatti nel mese più freddo, gennaio, il termometro raggiunge valori medi pari a circa 3,9 °C. I venti predominanti provengono dai quadranti occidentali: durante il periodo caldo prevalentemente da SW al mattino, N-NW alla sera; nel periodo freddo da S al mattino, da W-NW alla sera; ovviamente con variazioni in seguito alle condizioni atmosferiche del Centro-Italia.
Il clima è in sintesi di tipo continentale, con una possibile escursione termica fra il dì e la notte molto elevata (anche 25 °C). Le perturbazioni, provenienti sia da Ovest che da Est, spesso vengono fermate dai rilievi portando così quantitativi scarsi di piogge. Le precipitazioni sono pertanto molto più ridotte di quanto l'altitudine farebbe supporre: basti pensare che la città, pur trovandosi a circa 400 m s.l.m., presenta valori pluviometrici (scarsi 600 mm) pari a poco più della metà di quelli che si registrano a Chieti, che beneficiando dei venti umidi di origine marina, fa registrare valori di circa 1000 mm, pur essendo situata a 330 m s.l.m., un'altitudine dunque più bassa di quella del capoluogo peligno.
È da rilevare che la valle, per un verso è protetta da tutti i suoi monti, ma per lo stesso motivo può essere molto afosa nei periodi più caldi e molto umida nei periodi piovosi.
In inverno gli episodi di gelate e neve sono frequenti, come avvenuto nel gennaio 2002-2005, e nel dicembre 2007.
Dal punto di vista legislativo il comune di Sulmona ricade nella fascia climatica D in quanto i gradi giorno della città sono 2 038, dunque limite massimo consentito per l'accensione dei riscaldamenti è di 12 ore giornaliere dal 1º novembre al 15 aprile.
Qui di seguito è illustrata una tabella riassuntiva dei fenomeni, riferita alla stazione meteorologica di Sulmona:
| Sulmona            | Mesi | Mesi | Mesi | Mesi | Mesi | Mesi | Mesi | Mesi | Mesi | Mesi | Mesi | Mesi | Stagioni | Stagioni | Stagioni | Stagioni | Anno |
| Sulmona            | Gen  | Feb  | Mar  | Apr  | Mag  | Giu  | Lug  | Ago  | Set  | Ott  | Nov  | Dic  | Inv      | Pri      | Est      | Aut      | Anno |
| ------------------ | ---- | ---- | ---- | ---- | ---- | ---- | ---- | ---- | ---- | ---- | ---- | ---- | -------- | -------- | -------- | -------- | ---- |
| T. max. media (°C) | 7,9  | 10,3 | 14,1 | 18,7 | 23,5 | 28,4 | 31,5 | 31,7 | 26,5 | 19,6 | 13,9 | 9,7  | 9,3      | 18,8     | 30,5     | 20,0     | 19,7 |
| T. media (°C)      | 3,9  | 5,5  | 8,7  | 12,6 | 16,8 | 21,1 | 23,5 | 23,6 | 19,8 | 14,1 | 9,6  | 5,7  | 5,0      | 12,7     | 22,7     | 14,5     | 13,7 |
| T. min. media (°C) | −0,1 | 0,6  | 3,3  | 6,6  | 10,2 | 13,9 | 15,5 | 15,5 | 13,0 | 8,7  | 5,4  | 1,8  | 0,8      | 6,7      | 15,0     | 9,0      | 7,9  |

## Storia

### Le origini
Gli antichi scrittori, tra i quali Ovidio e Silio Italico, concordano sulla remota origine di Sulmona, ricollegabile alla distruzione di Troia.
Il nome della città deriverebbe infatti da Solimo (in greco antico: Σωλυμος?, Sōlymos), uno dei compagni di Enea. 

Le prime notizie storiche, però, ci giungono da Tito Livio che cita l'oppidum italico e narra come la città, nonostante le battaglie perse del Trasimeno e di Canne, rimase fedele a Roma chiudendo le proprie porte ad Annibale.
Sulle alture del monte Mitra si hanno testimonianze archeologiche dell'oppidum; si tratta di una zona posta più in alto della sede attuale della città, che assunse tale posizione solo nel periodo romano.

### L'età Romana

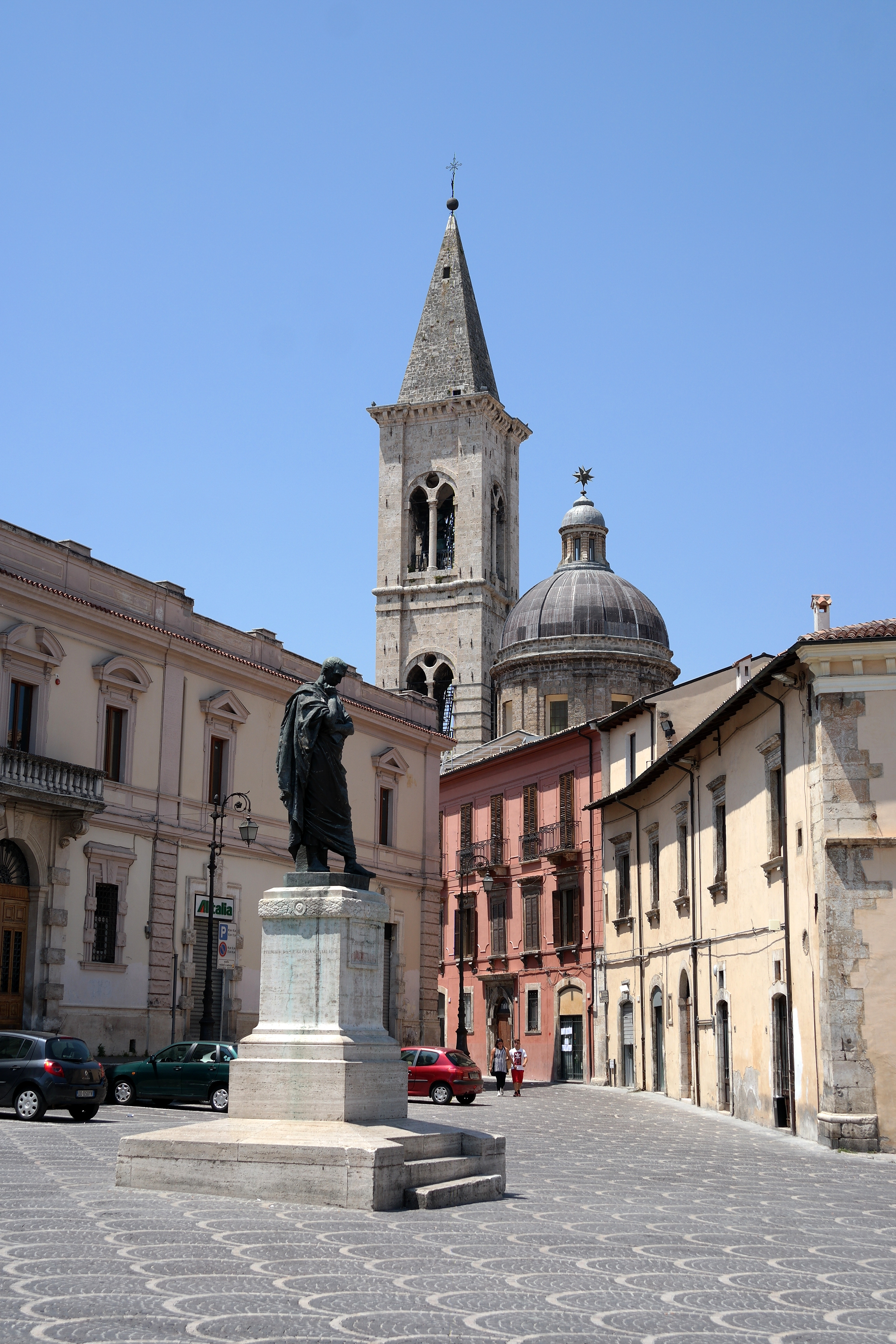
La statua di Ovidio in piazza XX settembre

Durante l'epoca romana, Sulmona (allora nota come Sulmo) fu sede di uno dei tre municipi peligni assieme a Corfinium e Superaequum. Nell'81 a.C. si ha il secondo avvenimento narrato dagli storici, ossia la distruzione della città da parte di Silla, a seguito della ribellione per ottenere l'integrale applicazione della Lex Cornelia de Suffragiis.
Dopo trentadue anni però si ebbe la rinascita, con la costituzione di una guarnigione pompeiana, che dovette arrendersi, per l'ennesima rivolta dei sulmonesi, a Marco Antonio, inviato da Cesare. La data storica più importante per Sulmona è il 43 a.C., anno di nascita dell'illustre poeta latino Publio Ovidio Nasone, il cantore dell'amore e delle Metamorfosi, poi relegato a Tomi, in Romania, dall'imperatore Augusto (la relegatio a differenza dell'exilium non comportava la perdita della cittadinanza romana e dei diritti conseguenti né comportava la confisca dei beni).
Dalle iniziali del celebre emistichio ovidiano Sulmo Mihi Patria Est, la città ha preso le lettere contenute nel suo stemma, 'SMPE'.
Scrive Ovidio: "Sulmo mihi patria est, gelidis uberrimus undis,
milia qui novies distat ab Vrbe decem" (Ovidius, Tristia IV, 10 - versi 3-4),
"Sulmona è la mia patria, ricchissima di gelide acque,
che dista nove volte dieci miglia da Roma".
E ancora:
"Pars me Sulmo tenet Paeligni tertia ruris
parva, sed inriguis ora salubris aquis.
...
arva pererrantur Paeligna liquentibus undis
...
terra ferax Cereris multoque feracior uvis"
"Sono a Sulmona, terzo dipartimento della campagna Peligna, piccola terra ma salubre per le acque che la irrigano... nei campi peligni scorrono limpide acque... Terra fertile di grano e molto più fertile di uve" (Amores II, 16). Si trattava delle acque sorgive del fiume Gizio.
Le tracce della Sulmona romana sono riemerse dagli scavi nel tempio di Ercole Curino, posto ai piedi del monte Morrone in cui, secondo un'antica leggenda, vi sarebbero i resti della villa di Ovidio. Le ricerche hanno portato alla luce una copia in bronzo rappresentante l'Ercole in riposo, oggi custodito nel Museo archeologico nazionale d'Abruzzo, a Chieti. Si tratta di un bronzetto, dono di un mercante, databile intorno al III secolo a.C., rappresentante l'eroe appoggiato col braccio sinistro sulla clava da cui pende una pelle di leone: viene considerato uno dei capolavori della piccola plastica antica. Oltre all'Ercole, sono stati ritrovati materiali architettonici e immagini votive.

### Medioevo

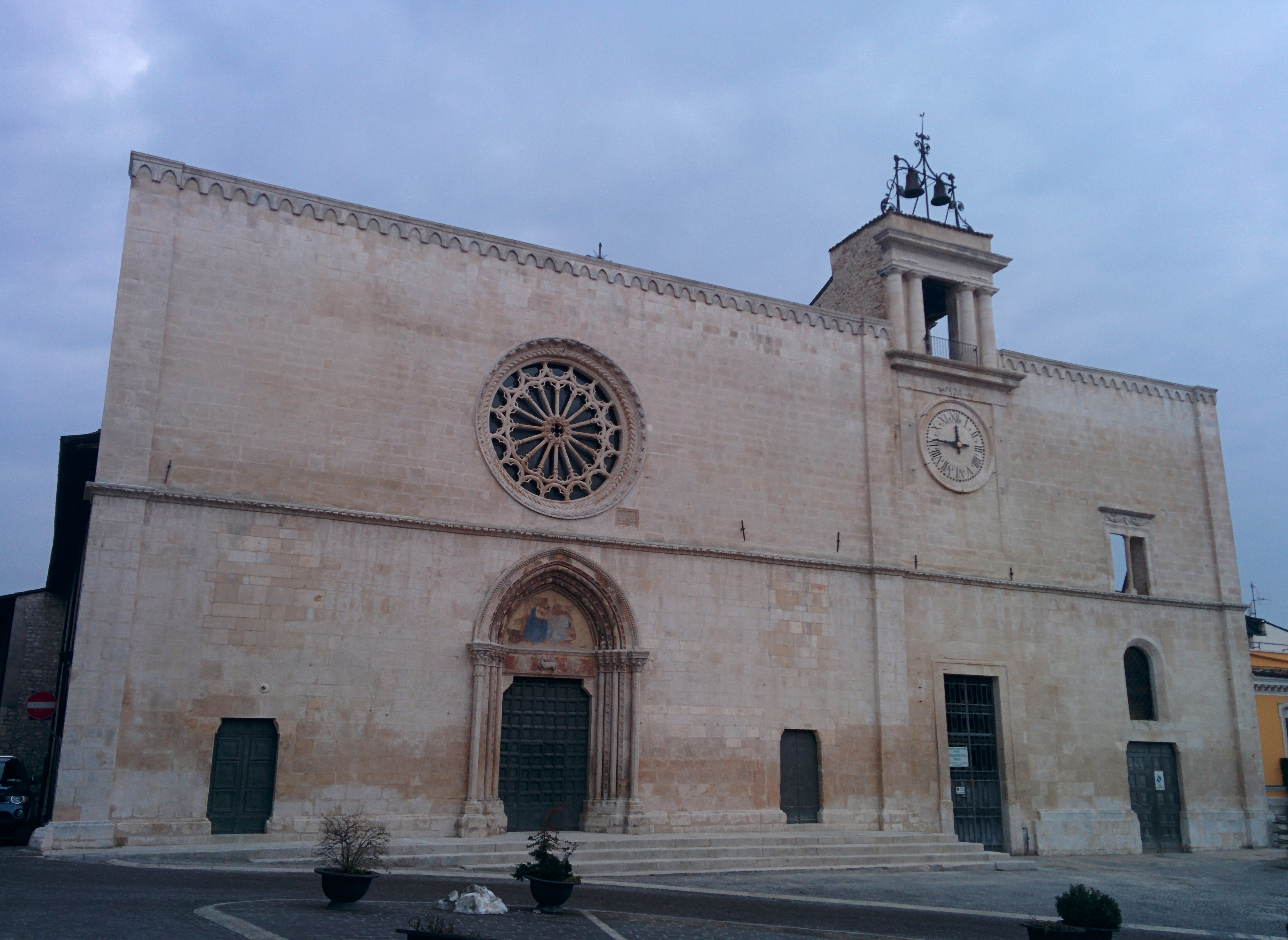
Chiesa di santa Maria della Tomba

La tradizione fissa nel III secolo l'avvento del Cristianesimo: inizialmente il territorio peligno era costituito da un'unica grande diocesi, quella di Valva, a cui si aggiunse quella di Sulmona, dopo controversie nate con il capitolo di Corfinio. Tuttavia la prima notizia di un vescovo sulmonese risale al V secolo. La dinastia degli Svevi agì a sostegno di Sulmona costringendo il vescovo a porre la sua sede entro le mura della città.
Durante il regno di Federico II si ebbe la costruzione di eccezionali opere civili, come l'acquedotto medioevale, uno dei monumenti dell'epoca più importanti dell'Abruzzo.

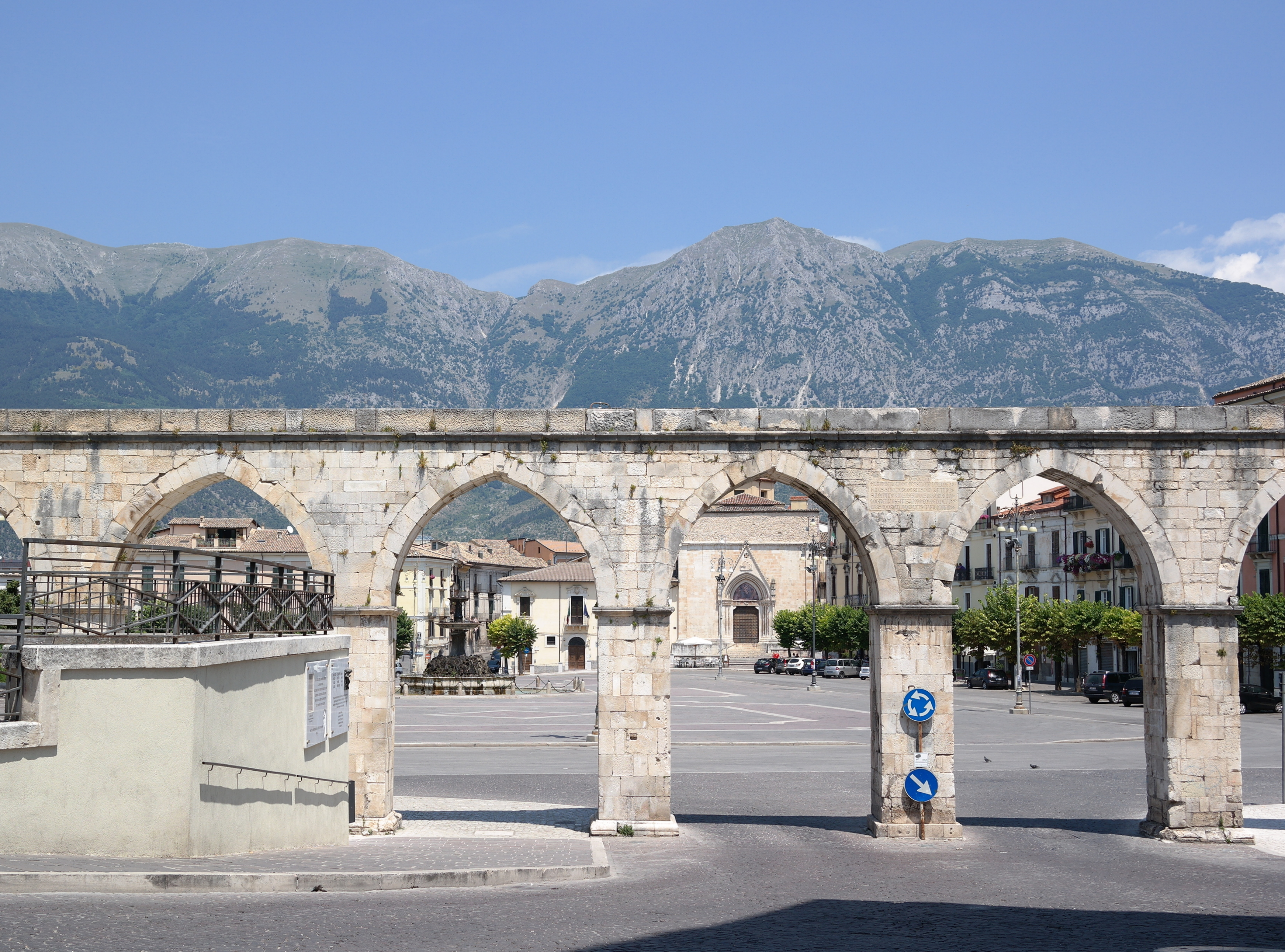
L'acquedotto medievale

Dal punto di vista politico, Sulmona divenne comune sotto i Normanni e, unita alla Marsica, costituì un'unica grande provincia d'Abruzzo. Federico II, grazie agli statuti di Melfi, promosse la città a capitale e sede della curia di una delle grandi province in cui divise la parte continentale del regno.
Infine Sulmona fu sede del giustizierato d'Abruzzo e di uno studio di diritto canonico equivalente a quello di Napoli. Importantissima, inoltre, la disposizione per cui delle sette fiere annuali che si tenevano in sette città del regno, la prima si svolgesse a Sulmona ("primae nundinae erunt apud Sulmonam") dal 23 aprile all'8 maggio.
Alla fine del XIII secolo, Sulmona seguì da vicino la vicenda del papa dimissionario fra' Pietro da Morrone, meglio conosciuto come papa Celestino V. Oltre alla vicenda più nota bisogna ricordare l'istituzione a Sulmona della congregazione monastica degli eremiti di San Damiano, poi detti Celestini. La cella di Celestino V è ancora visitabile nel vicino Eremo di Sant'Onofrio al Morrone, a ridosso del quale sorgeva il paese scomparso di Sagizzano.
Nel XIV secolo Sulmona ebbe una propria Zecca e batté monete che recavano sul dritto le iniziali del motto ovidiano S M P E (Sulmo mihi patria est), inserite ciascuna all'interno di un quarto del campo scompartito da una croce, mentre sul rovescio portavano l'immagine di Pietro da Morrone in abiti papali.

### Rinascimento
La caduta degli Svevi portò all'avvento degli Angioini, che osteggiarono fieramente la città, non perdonandole la fedeltà a Federico II e il successivo appoggio al giovane Corradino di Svevia. Così Sulmona venne privata del giustizierato e poi della facoltà di diritto canonico.
Nonostante tutto nel XIV secolo la città triplicò la sua superficie e si cinse di una seconda cerchia di mura e di ben sei porte.
Sempre in questo secolo si costruì il palazzo dell'Annunziata, dapprima asilo per orfani, poi ospedale e oggi uno dei simboli della città.

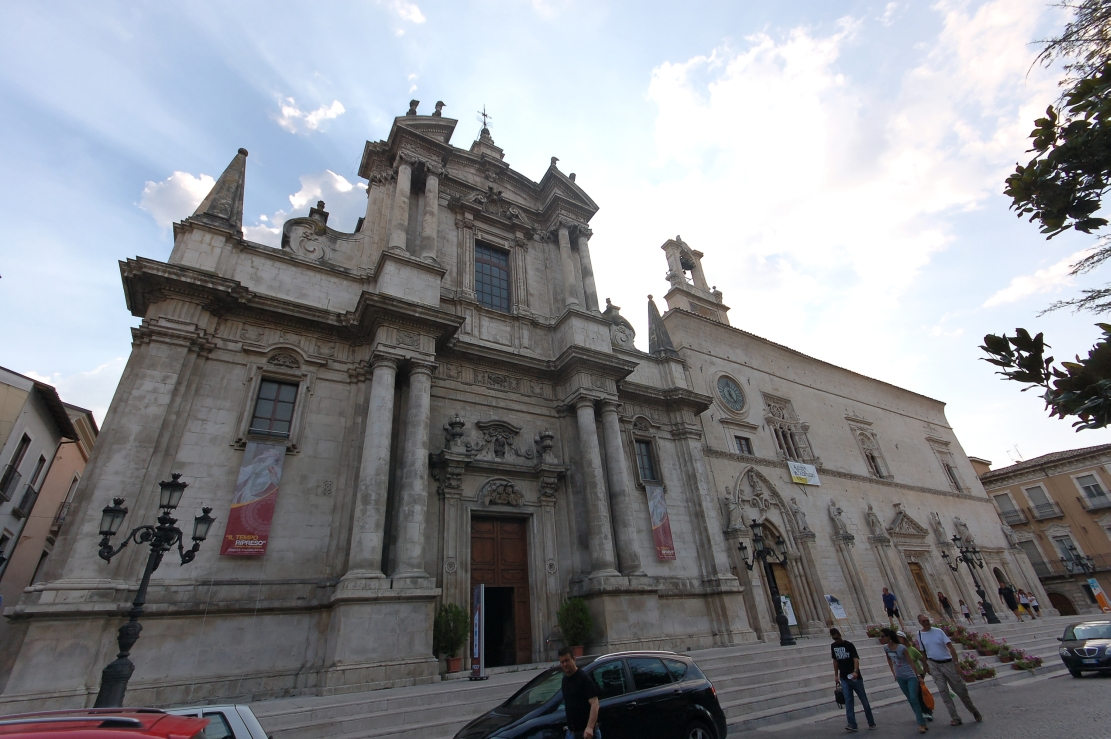
Il complesso della santissima Annunziata

Nel corso del XVI secolo nacque la Scuola Orafa Sulmonese, i cui manufatti esponevano il marchio SUL. Si ebbe la nascita dell'industria della carta e furono impiantati vari opifici lungo il fiume Gizio. Anche il commercio ebbe una notevole crescita, grazie al mercato di stoffe preziose (la seta sermontina). Venne innalzato, inoltre, il campanile dell'Annunziata che è ancora oggi la costruzione più alta della città, con i suoi 65,5 metri.
Alla fine del secolo, infine, fu introdotta l'arte della stampa, grazie al letterato e studioso ovidiano Ercole Ciofano. Vennero edite le opere di Ovidio e pubblicati i capitoli della giostra cavalleresca.

### Storia moderna e contemporanea

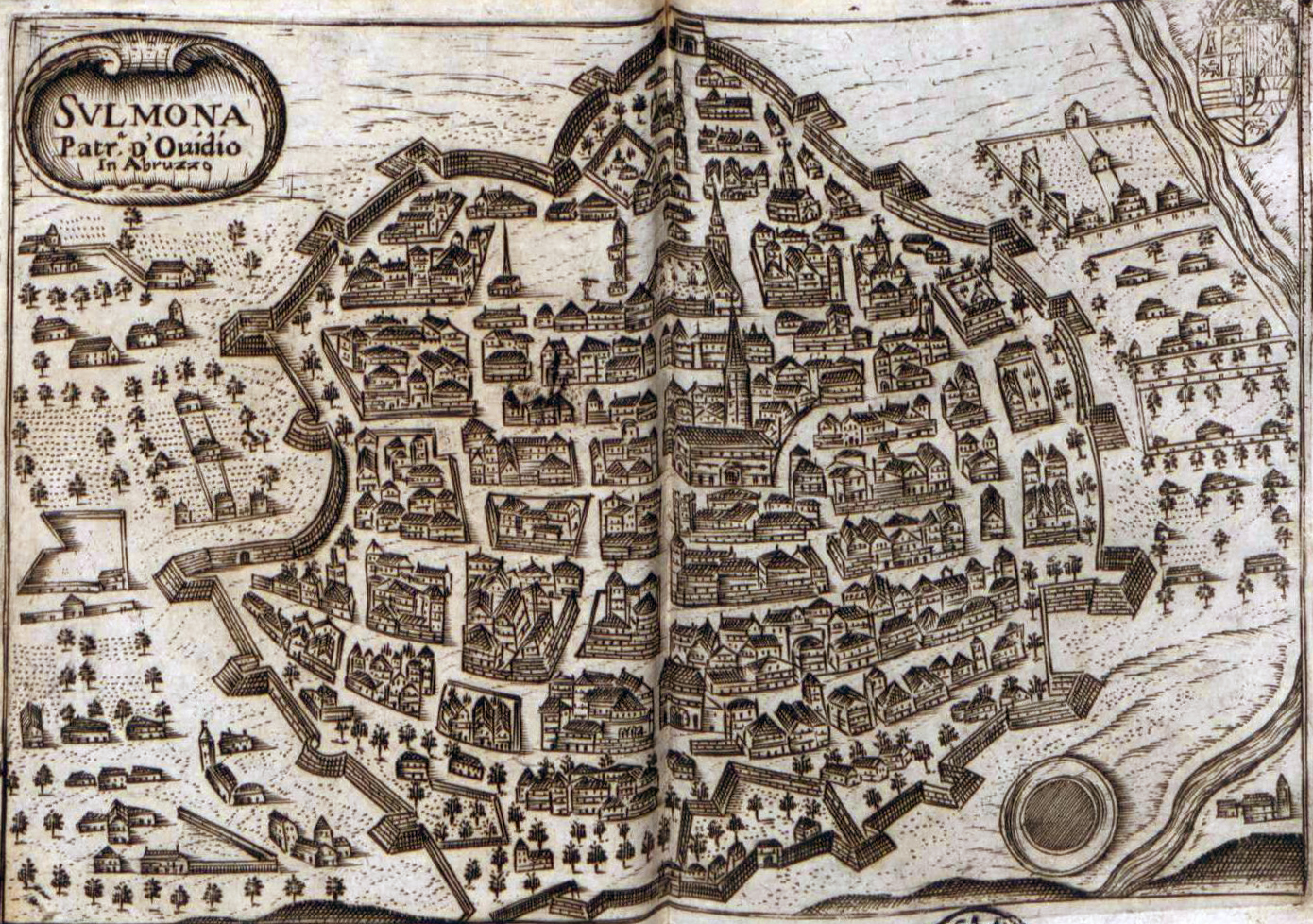
Sulmona nell'Itinerario di Franz Schott, 1647

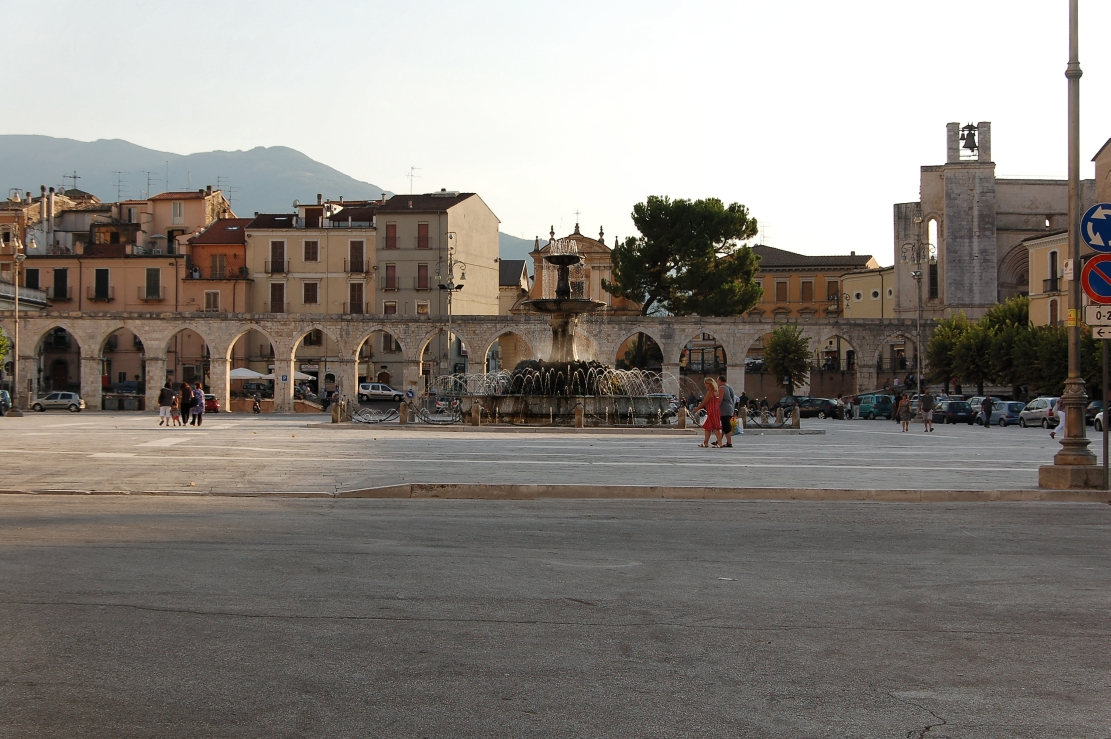
Piazza Garibaldi

Nel 1610, dopo che per tutto il secolo XVI era stata tenuta (1526-1600) dalla famiglia De Lannoy, venuta al seguito di Carlo V che la diede loro col titolo di principato, la Città fu nuovamente infeudata con titolo principesco a Marcantonio II Borghese nipote del Papa Paolo V dal re di Spagna Filippo III. Nel 1656 fu dismessa la giostra cavalleresca che si teneva due volte l'anno, per mancanza e disapplicazione dei cavalieri, oltre che per la terribile peste: la manifestazione è rinata nel 1995.
Ma il Seicento fu anche il secolo in cui le chiese sulmonesi vennero dotate degli organi di tipo italiano opera di organari locali, tra i quali Marino e Vincenzo da Sulmona, che realizzarono in San Pietro a Roma l'organo della cappella gregoriana. Il 3 novembre 1706, tre anni dopo quello dell'Aquila si verificò un disastroso terremoto che distrusse l'intera città e che risvegliò la cittadinanza. Erano le 13:00 circa. I morti furono oltre mille (oltre 1/4 della popolazione).
Molti i danni: fu semidiroccata la cattedrale (con rovina degli affreschi, crollo delle volte e della copertura, danneggiamento della facciata e dell'abside); rimasero rovinate tutte le chiese antiche, alcune delle quali non più ricostruite, rovinate le porte urbiche, caduti a terra tratti di mura, crollate alcune arcate dell'acquedotto medioevale. Poco rimase dei palazzi e chiese che Sulmona vantava.

#### XIX secolo

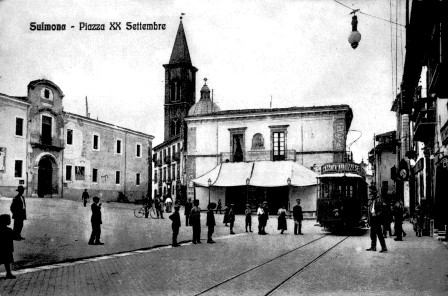
Piazza XX settembre nel primo Novecento

L'Ottocento segnò un nuovo periodo di rinascita, in cui il nodo ferroviario sulmonese, grazie alla sua strategica posizione, ebbe notevole sviluppo e con esso si ebbe una eguale crescita economica e demografica.
Nel 1889 nacque un'altra grande personalità della città, Giuseppe Capograssi, insigne studioso di filosofia del diritto.

#### XX secolo
Il Novecento è stato caratterizzato da periodi di alterna fortuna, tra i quali vale la pena ricordare la costruzione nel 1933 del teatro comunale, la ricostruzione dello storico cinema Pacifico e i vari passaggi del giro d'Italia.
Durante la seconda guerra mondiale Sulmona subì gravissimi danni e, vista la sua posizione a ridosso della Linea Gustav, vide lo spopolamento di tutta la zona sud (dalla Maiella occidentale alla zona dell'alto Sangro). La città venne bombardata il 27 agosto 1943 in quanto nodo viario e ferroviario strategico. La stazione ferroviaria fu colpita poco prima di mezzogiorno dagli angloamericani con 69 aerei B17, le famose "fortezze volanti", e da altrettanti Liberator. Si conteranno un centinaio di morti (uomini, donne, bambini) e un migliaio di feriti. L'altro obiettivo era lo stabilimento industriale "Dinamitificio Nobel" che produceva materiali esplodenti e impiegava tremila lavoratori. Nonostante tutte le avversità si colgono i primi segni di rinascita a partire dalla visita del primo presidente della Repubblica Enrico De Nicola nel novembre del 1946. Inoltre venne ricostituito l'Archivio di Stato, sottratto dal regime fascista per vendicarsi di una rivolta popolare del 1929.
Il comune di Sulmona è tra le Città decorate al Valor Militare per la Guerra di Liberazione in quanto insignito della Medaglia d'Argento al Valor Militare per i sacrifici delle sue popolazioni e per la sua attività nella lotta partigiana durante la seconda guerra mondiale.
Nel corso della seconda metà del Novecento è stata avanzata la proposta di fare di Sulmona il capoluogo di una nuova provincia, ma il progetto non arrivò a buon fine. La città, inoltre, venne spogliata di istituzioni che contribuivano alla propria ricchezza, come il distretto Militare. Ne nacquero dei moti di protesta, ricordati come i moti di Jamm' mò, culminati con le giornate del 2 e 3 febbraio 1957.

### Simboli

Il gonfalone comunale

La città ha come segno distintivo lo stemma concesso nel 1410 da re Ladislao I di Napoli.
La descrizione araldica è la seguente:

### Onorificenze
Sulmona è tra le città decorate al valor militare per la guerra di liberazione, insignita della medaglia d'argento al valor militare per i sacrifici delle sue popolazioni e per l'attività nella lotta partigiana durante la seconda guerra mondiale:

## Monumenti e luoghi d'interesse

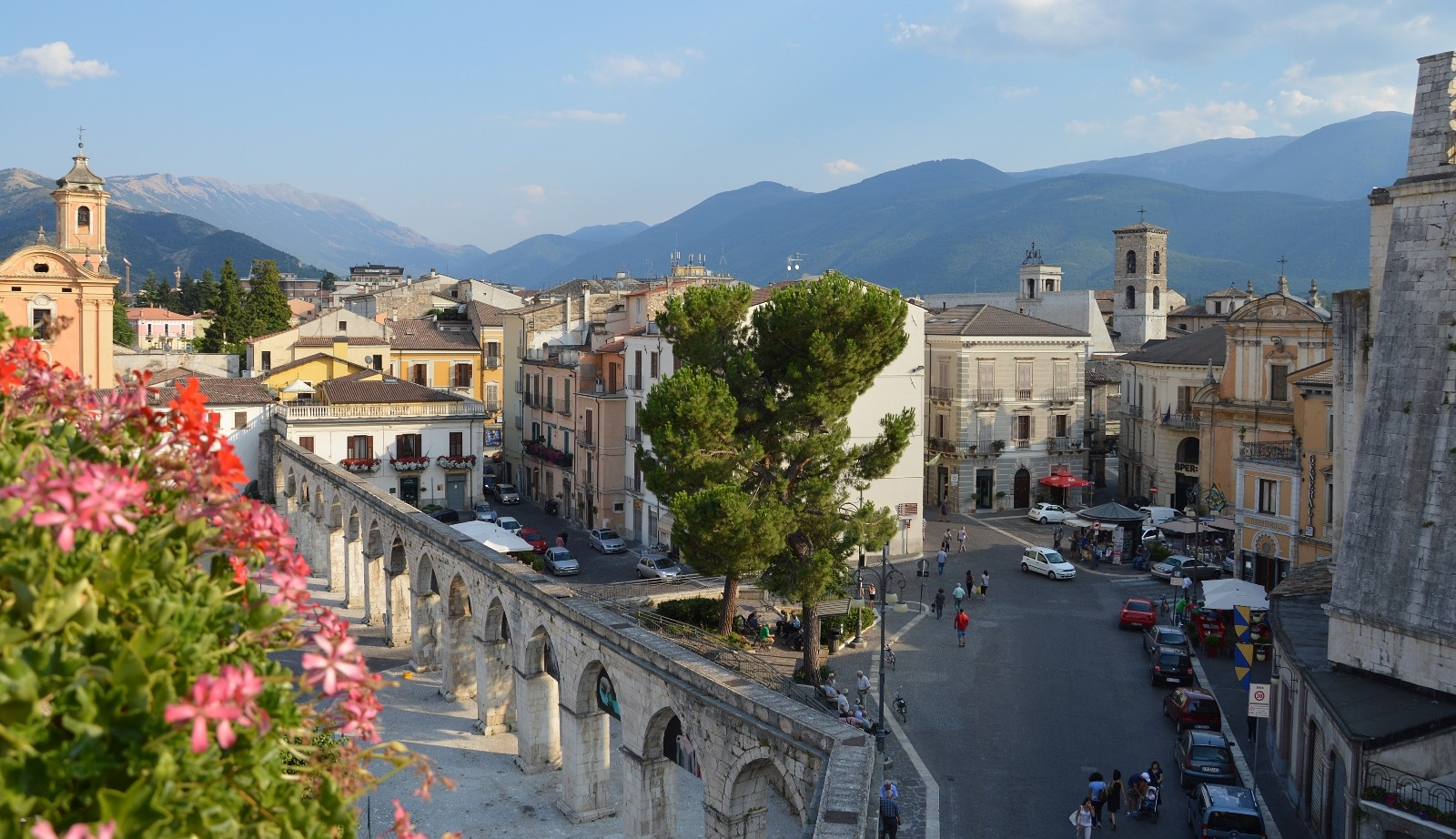
Veduta del centro storico

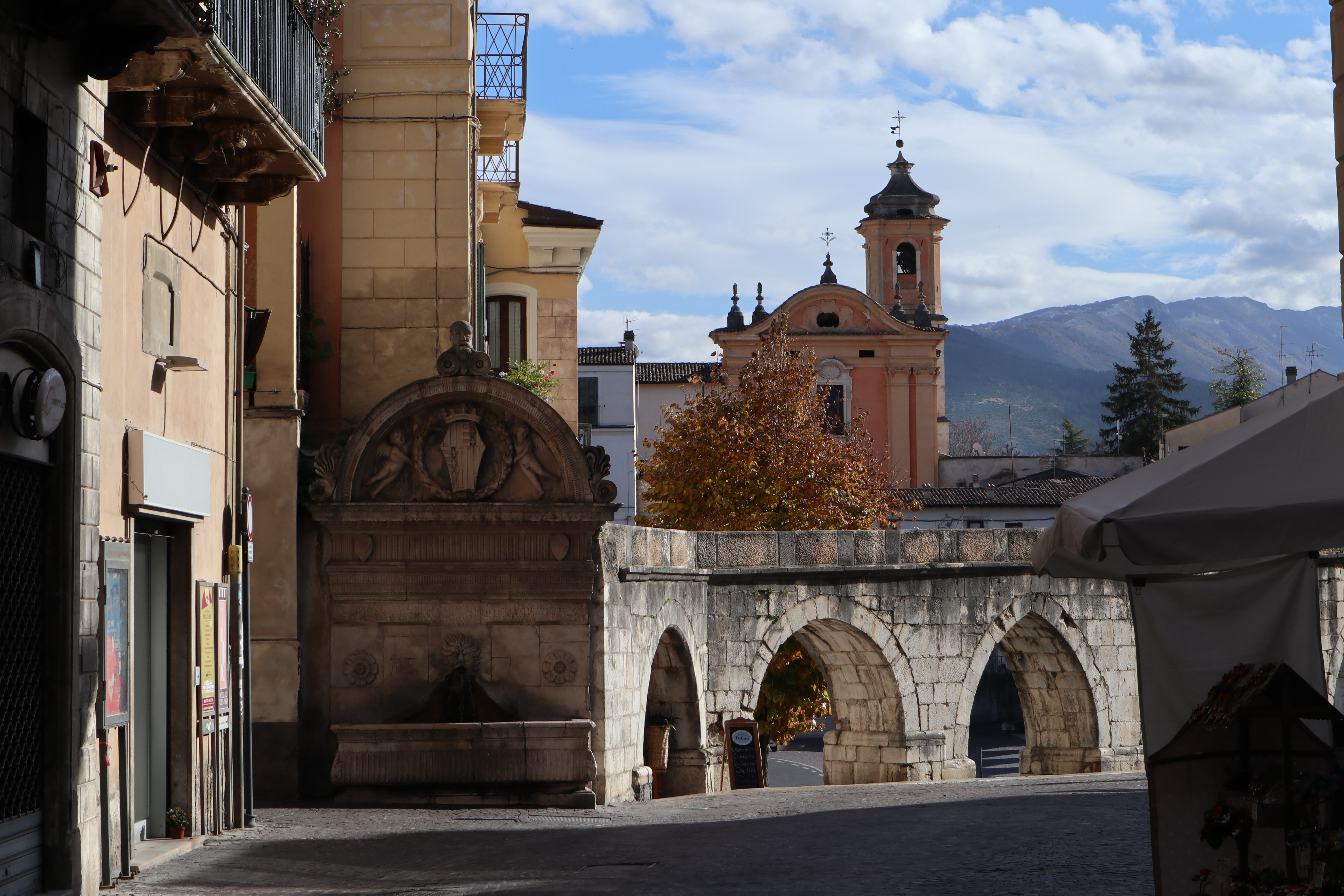
Uno scorcio con la Fontana del Vecchio, lAcquedotto Svevo e la chiesa di Santa Chiara

Il centro storico ha un aspetto ellittico, con gli estremi dell'ovali posti a nord e sud della valle Peligna. Il cardo massimo è il corso Ovidio, che lambisce nella zona baricentrica piazza Garibaldi, mentre le vie principali dei decumani sono viale Antonio De Nino, via San Cosimo, via Corfinio, via Mazara, via del Vecchio. I principali slarghi, oltre alla piazza maggiore, sono piazzale Carlo Tresca, largo Mazara, piazza XX Settembre, piazza del Popolo.
Il centro storico è inoltre lambito da una circonvallazione continua che cinge tutto il perimetro delle mura fino al piazzale della villa comunale, a nord mediante viale Roosevelt e poi via Pescara si collega con la città nuova, mentre a est mediante il ponte Capograssi alla Cittadella della Giustizia, ed a sud verso Pacentro, il centro si collega al quartiere dell'ospedale mediante viale Mazzini. Il centro storico è ricco di monumenti, suddiviso in sette quartieri, o "sestieri": borgo Pacentrano, borgo Santa Maria della Tomba, borgo San Panfilo, Sestiere porta Manaresca, Sestiere porta Japasseri, Sestiere porta Bonomini e Sestiere porta Filiamabili (o Filiorum Amabilis). Ognuno di questi sestieri ha uno stemma e una storia, e ha dei rappresentanti che gareggiano in estate nella manifestazione medievale della "Giostra cavalleresca".

### Mura

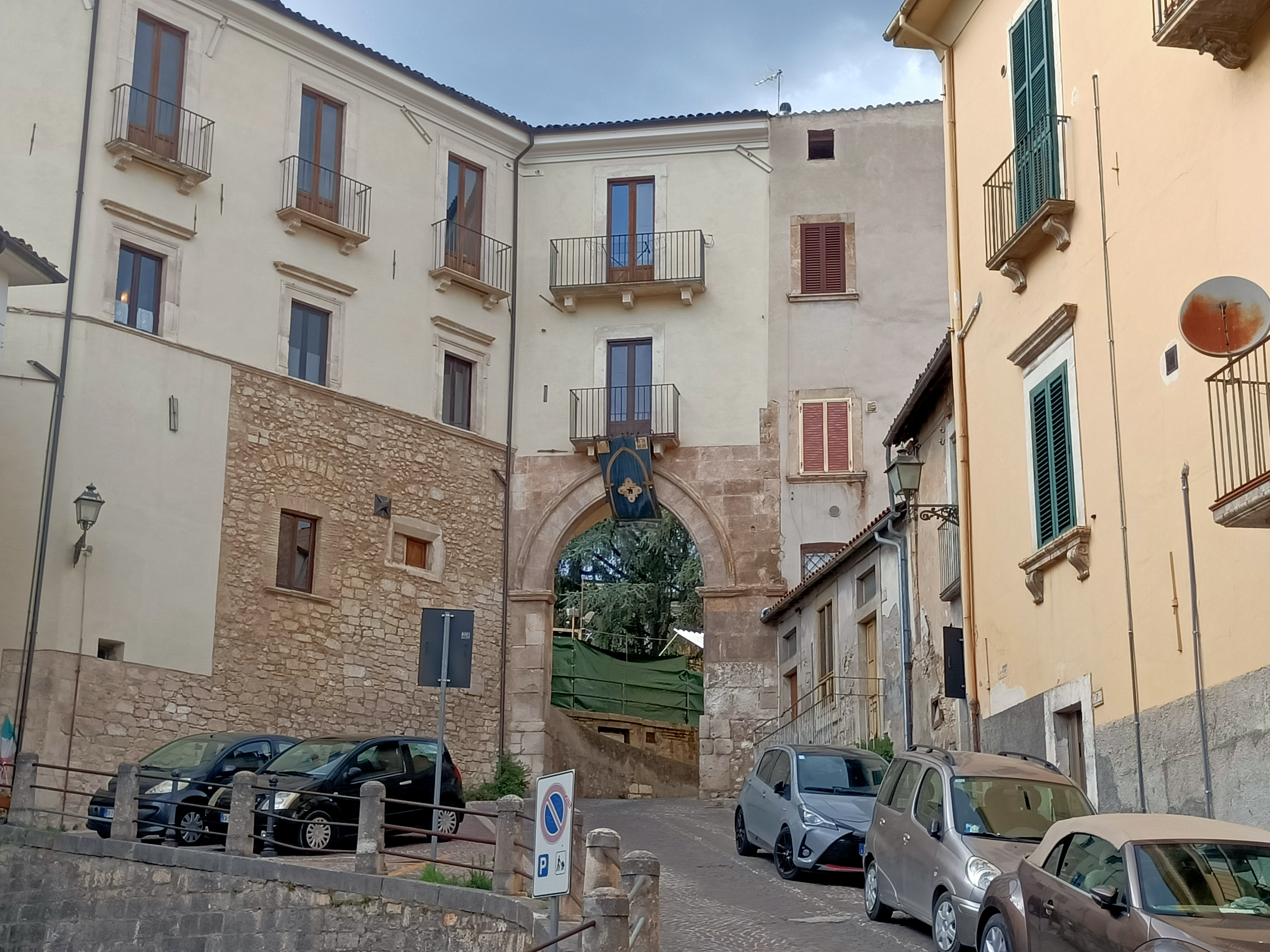
Porta Filiamabilii a Sulmona

- Mura fortificate di Sulmona: è probabile che la cinta muraria originaria sia del III secolo a.C., quando Sulmona era la capitale dei Peligni italici, successivamente conquistata da Roma. Giulio Cesare nel 49 a.C. parla di Sulmona come una città fortificata, e il poeta Ovidio negli Amores ricorda "le mura dell'umida Sulmona". La città antica si strutturò più o meno come un castrum, con forma quadrangolare, composto da cardo e decumano. La cinta muraria altomedievale ricalcò l'area romana, e ne mantenne le dimensioni sino al XIII secolo. La parte romana abbracciava la zona di Campo San Panfilo e la parte del Corso Ovidio sino allo sbocco in Piazza Maggiore, le porte medievali erano 6, due alle estremità del cardo e quattro agli angoli del quadrato, e un ingresso secondario a occidente. Alle porte corrispondevano altrettanti distretti amministrativi, ossia i sestieri, i cui abitanti erano tenuti anche alla custodia, al mantenimento e al consolidamento dell'apparto difensivo.[21] Durante l'età sveva, Sulmona assunse il ruolo di capitale del Giustizierato d'Abruzzo (1233) fondato da Federico II, le prospere condizioni socio-economiche e la centralità geografica della città nel nuovo territorio abruzzese, favorirono l'ampio popolamento dell'antica città romana. Ben presto gli spazi urbani divennero saturi, e si iniziarono a occupare zone campestri fuori dalle mura sia a nord sia a sud, dato che l'espansione trasversale era impedita dai fiumi Vella e Gizio. Sorsero i borghi extraurbani di Porta Pacentrana, Borgo San Panfilo, Porta Napoli e Porta Sant'Antonio, che furono cinti di un nuovo perimetro murario, completato nel 1302 nella parte settentrionale. La città di Sulmona assunse un aspetto fusiforme che ancora oggi si conserva abbastanza bene, con nuove 7 porte aggiunte a quelle storiche, con l'aggiunta più avanti di Porta Saccoccia, presso Porta Orientale (o Pacentrana). Durante il regno di Alfonso I d'Aragona nel 1443 furono edificati dei torrioni angolari con muratura a scarpa, di cui rimane solo la torre presso Porta Iapasseri. Nel XVI secolo la cinta muraria iniziò a perdere importanza, anche se era ancora ben consolidata, come dimostra la carta geografica del Pacichelli. Il terremoto disastroso del 1706 e le successive ricostruzioni fecero cadere alcune porte, mentre più tratti di mura venivano inglobati nelle case civili.

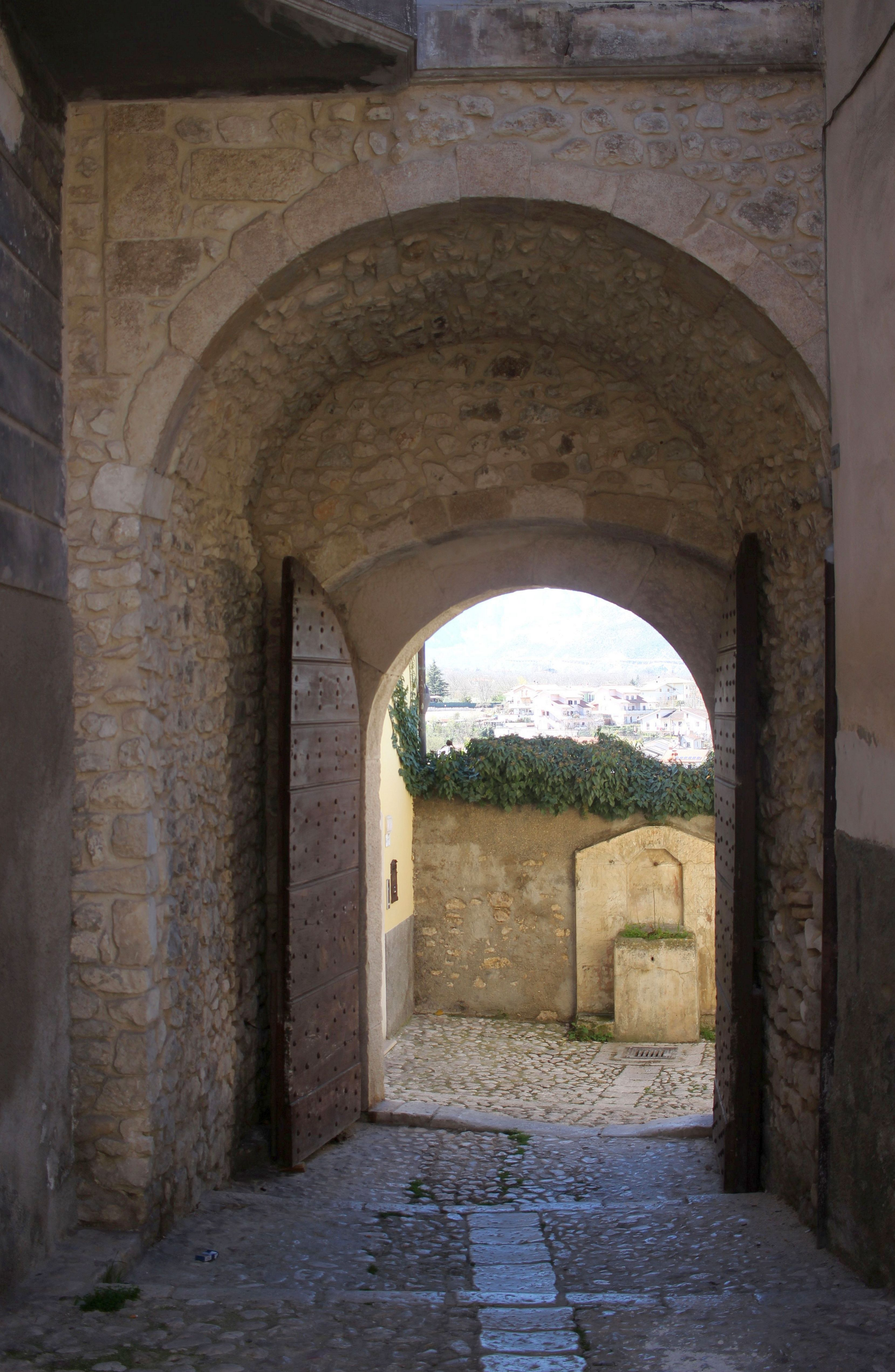
Porta Molina

Benché sia ancora ben leggibile l'impianto murario, le mura vere e proprie dell'epoca aragonese sono visibili solo in alcuni tratti, come a Porta Romana, presso la torre di Porta Iapasseri in via Circonvallazione Orientale, a Porta Pacentrana e dietro il convento di Santa Chiara, dove si trova il parcheggio multipiano. Delle sette porte che si aprivano nella prima cinta, rimangono solo 4, di cui la meglio conservata è Porta Filiamabili (o Filiorum Amabilis), risalente al Trecento nell'attuale conformazione, mentre gli altri accessi di Porta Bonomini e Porta Iapasseri sono scomparsi, e ne rimangono solo tracce degli stipiti. Delle 8 porte successive della seconda cinta, rimangono 6, tutte in buono stati di conservazione, e in uso, con l'eccezione di Porta Napoli, nel cui arco è stato posto un grande vaso per impedire l'accesso alle automobili. La torre a nord-est, presso Porta Iapasseri, è dell'epoca aragonese, composta da un bastione a scarpata, e di muratura in conci squadrati. Un'altra torre-bastione si trova a ovest, presso Porta Bonomini, edificata dal Duca di Calabria nel corso del sopralluogo alle fortificazioni del 1485. Le porte ancora in piedi sono: Porta Pacentrana - Porta Napoli - Porta Bonomini - Porta Filiorum Amabilis - Porta Sant'Antonio Abate - Porta Molina - Porta Romana - Porta Santa Maria della Tomba - Porta Saccoccia.

### Architetture religiose

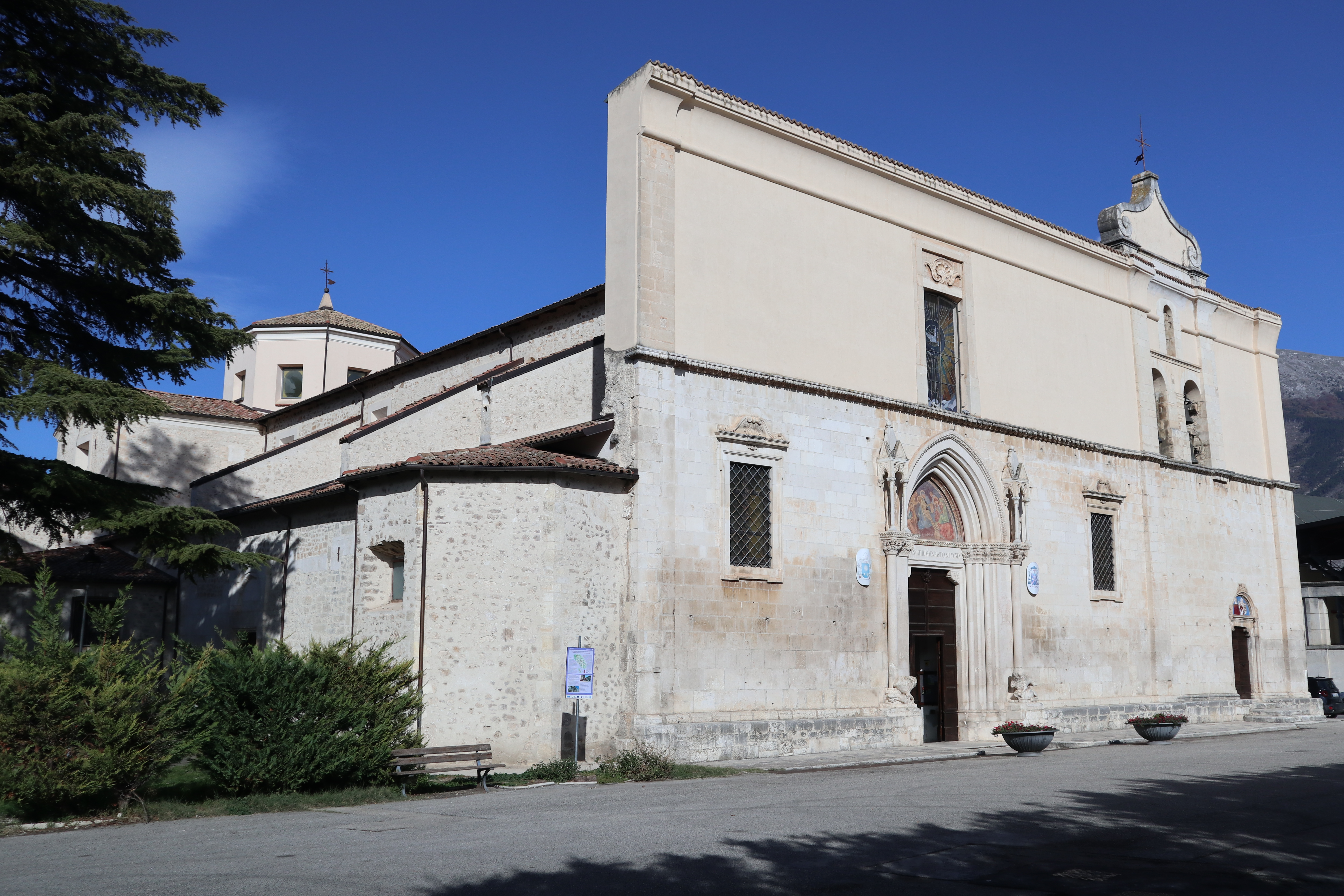
Cattedrale di San Panfilo.

- Cattedrale di San Panfilo: Chiesa cattedrale della città di Sulmona e della Diocesi di Sulmona-Valva, la cui costruzione risale all'anno 1075. Si presenta oggi come il risultato di una serie di stratificazioni architettoniche sovrappostesi nei secoli a partire dall'originaria edificazione (secondo la tradizione) su un tempio di età romana. In origine dedicata a Santa Maria, subì una serie di trasformazioni già nel XII secolo e in tale epoca fu dedicata al santo patrono di Sulmona, San Panfilo appunto. Colpita e gravemente danneggiata in seguito al terremoto del 1706, fu ricostruita con forme barocche, in parte ancor oggi visibili, nonostante i recenti restauri. Ha il rango di basilica minore. Di originale resta la facciata dal punto di vista esterno, in stile gotico, incentrata sul portale di Nicola Salvitti, con lunetta affrescata trecentesca, incorniciato in un arco a tutto sesto, affiancato da colonne con guglie che contengono le statue di San Panfilo e San Pelino. L'interno barocco a tre navate possiede all'ingresso due sarcofagi, uno dei quali del vescovo Bartolomeo de Petrinis. L'altare è rialzato con una rampa di scale, che portano da un lato verso la sacrestia, dall'altro conducono alla cripta gotica con il sarcofago del vescovo.

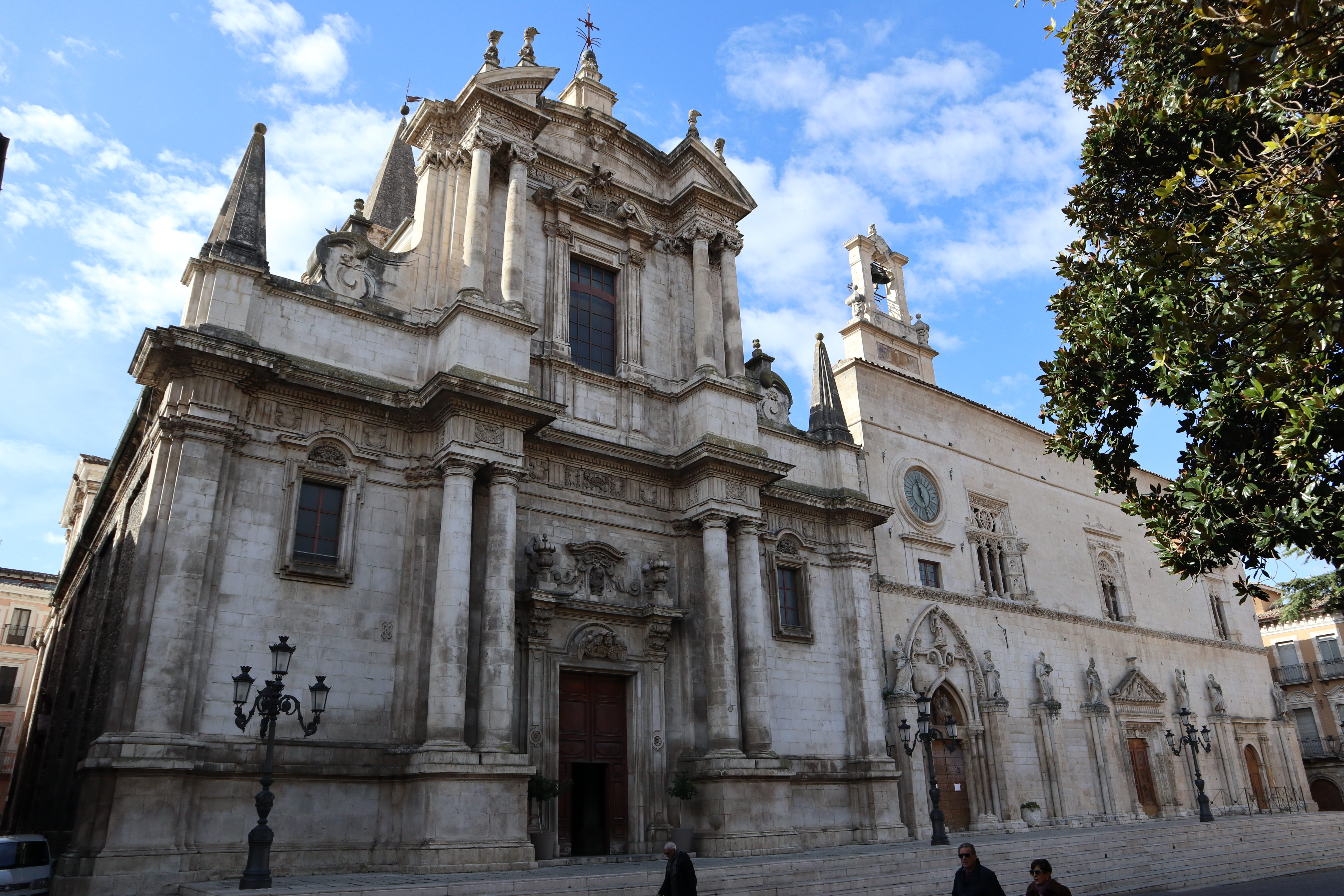
Complesso della Santissima Annunziata.

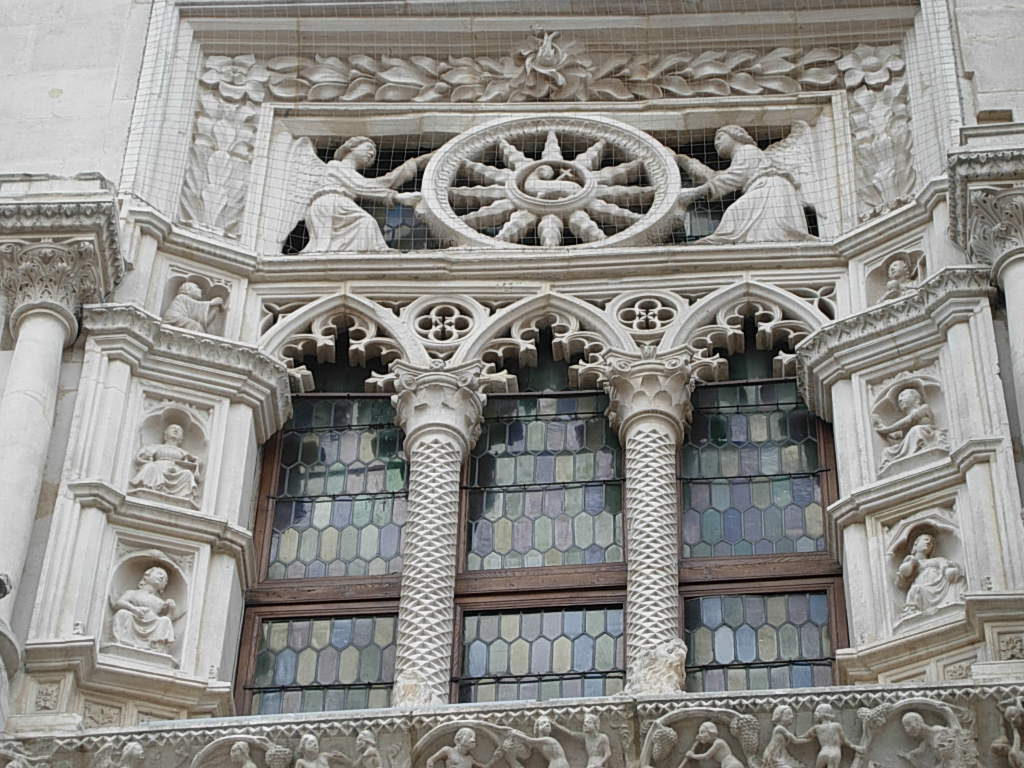
Trifora del Palazzo dell'Annunziata.

- Complesso della Santissima Annunziata: si tratta di un complesso edilizio religioso fondato nel 1320 come ospedale per i pellegrini, ospitato nel Palazzo Annunziata, con una chiesa. La chiesa fu ricostruita nel XV secolo, con il portale rinascimentale del 1415, anche se dell'edificio medievale oggi non resta quasi nulla se non il campanile tardo gotico. La chiesa e gran parte del palazzo vennero riedificati quasi daccapo dopo il forte terremoto del 1706. Anche sul fronte monumentale del palazzo vi sono elementi quattrocenteschi legati all'arte tardo gotica. Sulla parte retrostante della chiesa sorge il poderoso campanile a torre con arcate a bifore. L'interno della chiesa è barocco a tre navate, quattro campate con cupole. Vi sono conservate tele di Alessandro Salini. Il palazzo ospita il Museo Civico. La facciata del post terremoto 1706 risale al maestro Norberto Cicco da Pescocostanzo. L'interno è stuccato con affreschi barocchi di Giambattista Gamba e Alessandro Salini. L'abside ha opere di Giuseppe Simonelli. L'altare policromo della Santissima Annunziata è di Giacomo Spagna (1620). Ciò che colpisce della chiesa è l'adiacente Palazzo Annunziata, con monumentale facciata gotica, e portale ogivale del 1415, con la statua di San Michele Arcangelo. Lo stemma cittadino sulla finestra è di Antonuccio di Rainaldo. Altro elemento importante è la finestra trifora gotica, tempestata di figure clericali in rilievo e appunto due figure angeliche che reggono lo stemma cittadino.

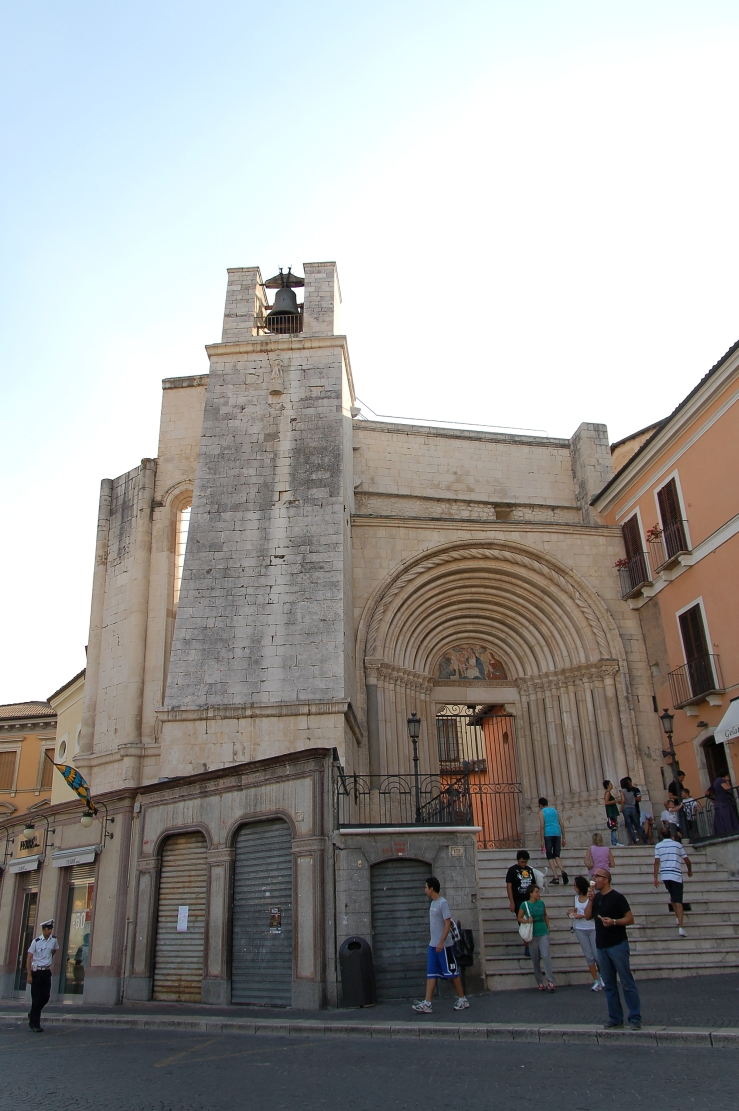
Chiesa di San Francesco della Scarpa, prospetto su Piazza Garibaldi.

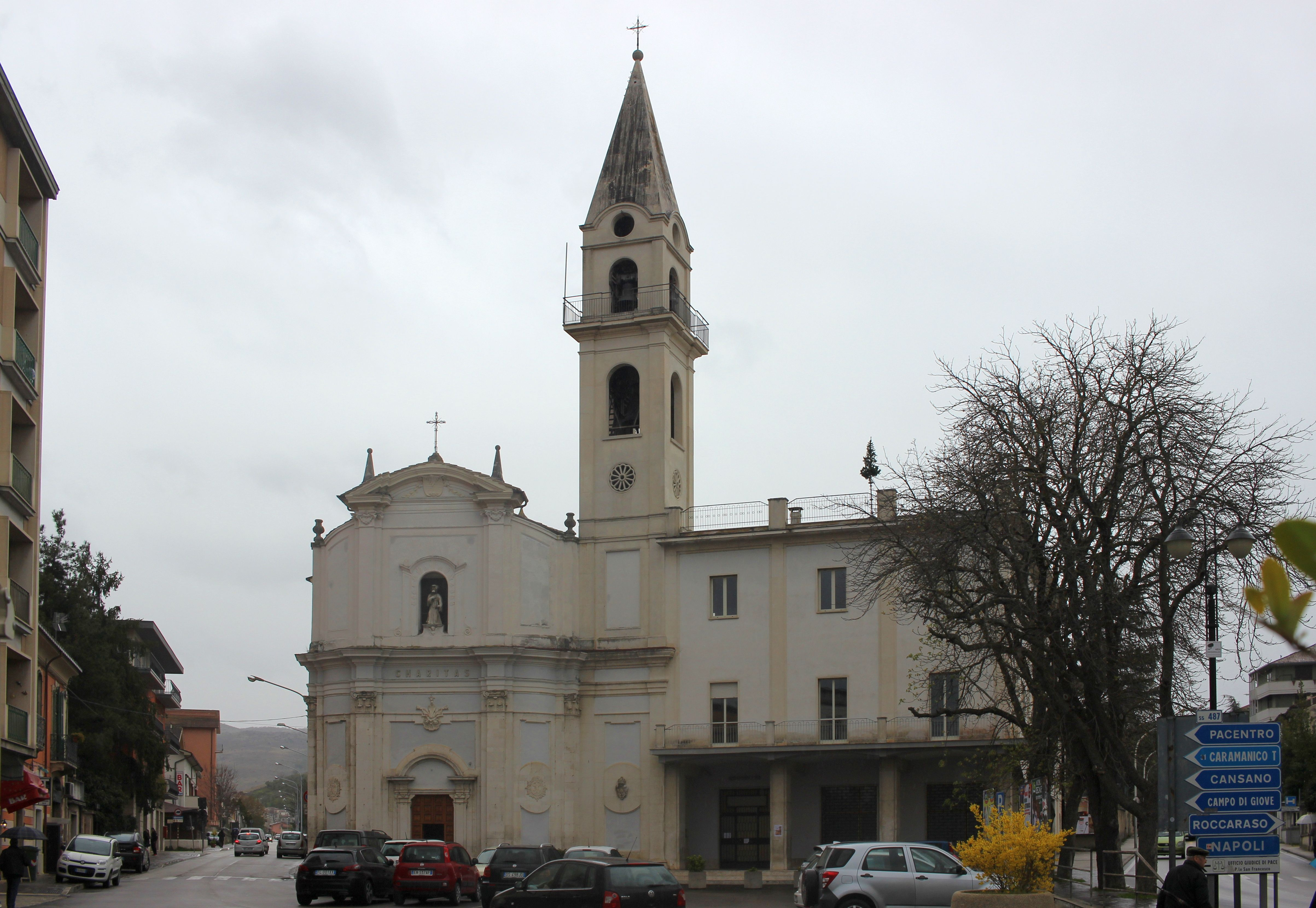
San Francesco di Paola

- Chiesa di San Francesco della Scarpa: si tratta di un complesso monastico costruito nel 1290 per volere di Carlo II di Napoli, destinato a essere fino al 1706 uno dei complessi francescani più importanti d'Abruzzo. L'edificio anche dopo il sisma del 1456 presentava una struttura originale e articolata, come dimostrano anche le tracce della cosiddetta "Rotonda" presso l'ingresso laterale dal corso, ma dopo il terremoto del 1706 la chiesa è stata completamente riedificata in forme barocche, con un impianto planimetrico molto più semplificato. L'impianto longitudinale attuale è rettangolare con navata unica, conservando sul lato del corso il relitto di un secondo ingresso tardo-gotico, forse la parte più interessante della zona esterna. La facciata un tempo era a coronamento orizzontale e oggi è a salienti, con due ali curvilinee, frutto del ridimensionamento delle strutture interne, con la parte gotica soltanto nel settore di base, che conserva il portale ogivale strombato, opera del Salvitti. L'interno è a croce greca allungata, le cui cappelle si alternano presso le pareti, dando vita a un gioco di forme. Presso il transetto ci sono due altari laterali, il presbiterio è quadrangolare, nella controfacciata è situato l'rogano ligneo del 1754, opera di Domenico Antonio Fedeli di Camerino, incorniciato da una monumentale mostra in legno intagliato dai maestri pescolani. Gli arredi lignei sono di Ferdinando Mosca, che lavorò anche alla Cappella dei Lombardi. Al centro della navata campeggia un Crocifisso ligneo rinascimentale, sulla destra presso la cappella dei Lombardi si trovano le raffigurazioni di sant'Ambrogio, san Carlo Borromeo e la "Pala della Visitazione" di Giovanni Paolo Olmo. Presso il presbiterio si innalza anche la grande cupola ottagonale. Lungo il corso si staglia il portale gotico strombato, di dimensioni sproporzionate rispetto al principale portale di ingresso, a dimostrazione della maestosità originaria del complesso. Accanto alla chiesa si trova il settecentesco Palazzo San Francesco, fino al 1867 sede del convento dei Francescani, e poi requisito per diventare l'attuale sede municipale del comune di Sulmona. L'interno è preceduto da un ampio chiostro centrale con arcate.

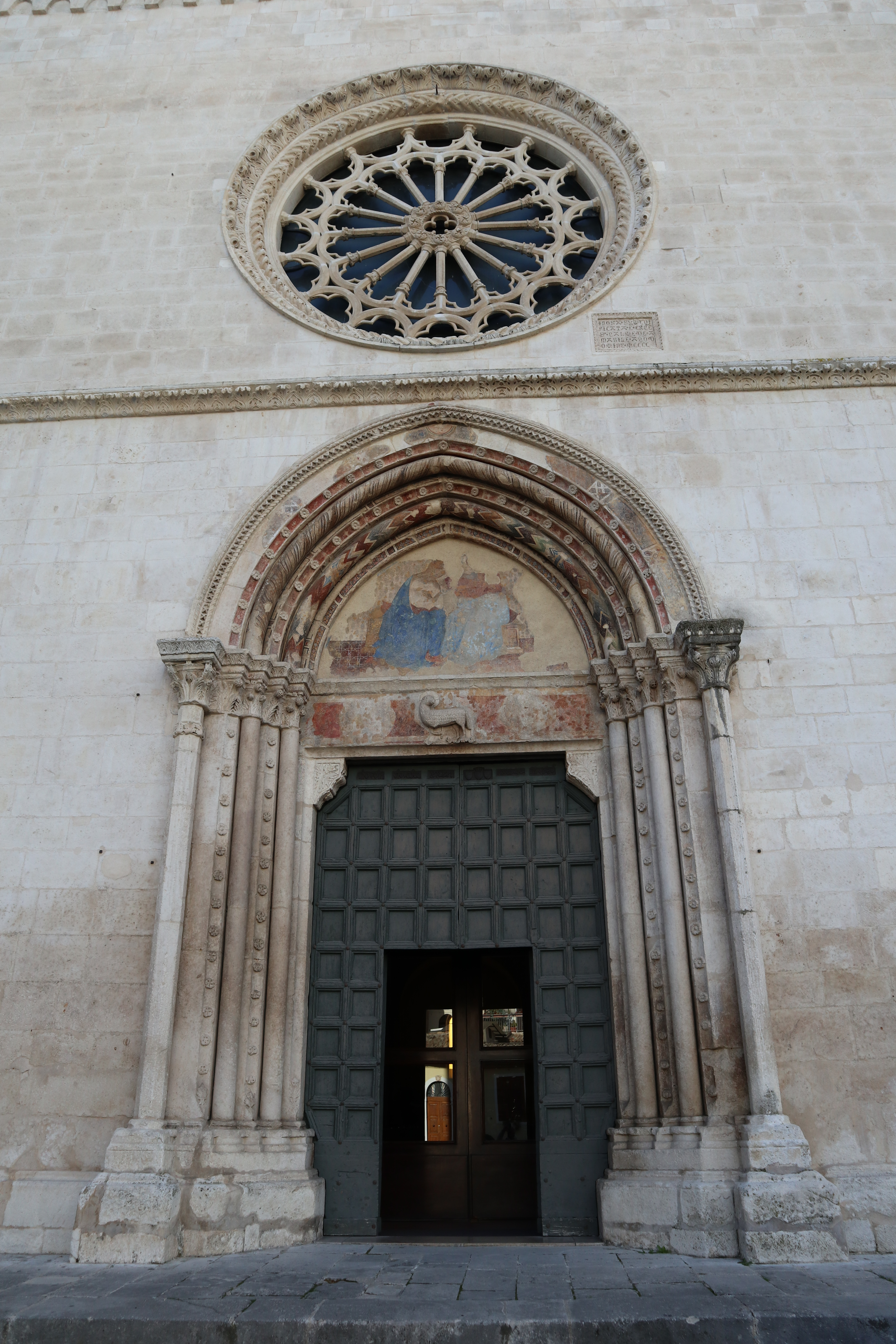
Santa Maria della Tomba.

- Chiesa di Santa Maria della Tomba: secondo la tradizione, la chiesa fu eretta sopra la casa del poeta Ovidio, o forse sopra un sepolcro pagano, da cui il nome "della Tomba". La costruzione attuale risale al XIII secolo, restaurata nel 1619, e ricostruita dopo il 1706 in forme barocche, completamente smantellate nei restauri interni degli anni '60, che riportarono la sobrietà gotico-medievale. La facciata è tardo romanica a coronamento orizzontale, suddivisa in due ordini da cornice. Il portale ogivale è gotico, simile per forma ad altri delle chiese cittadine, come quelli di San Francesco d'Assisi (di un certo Jacopo del 1441) e di San Panfilo. Il suo profilo è definito da una coppia di colonne ottagonali, e dall'alternanza di pilastrini e colonnine lisce poggianti su un basamento in pietra, culminanti in delicati capitelli in foglie d'acanto. La lunetta mostra tracce di un affresco dell'Incoronazione di Maria. Il rosone centrale è del XV secolo, composto da raggiera. L'interno è a tre navate con arcate ogivali e presbiterio con abside semicircolare, e soffitto a capriate lignee.
- Chiesa della Congrega della Santissima Trinità: si affaccia sul corso Ovidio. Benché abbia origini antiche, è stata riedificata completamente dopo il 1706. Sul portale venne inserito il busto del Padreterno, l'impianto planimetrico fu ridotto a una navata, il piccolo campanile fu ricostruito nel 1744 in forme ridotte rispetto all'originale edificato da Cesare Lombardo. Nel 1954 la chiesa fu anche "tagliata", ossia fatta arretrare per permettere maggiore accessibilità al corso, con lo smontamento e rimonto della facciata. Essa è realizzata in conci di pietra a terminazione orizzontale, determinata lateralmente da paraste e suddivisa in due ordini, da una cornice marcapiano modanata simile a quello del coronamento. Nella campata inferiore si apre il portale architravato, affiancato da due colonne classiche poggianti su piedistalli, che sostengono la trabeazione modanata, sormontata da timpano triangolare, dentro cui si trova il busto di Dio. L'interno è a navata unica, e lascia intendere tuttavia l'originario impianto a croce latina, poiché sul presbiterio si aprono due brevi bracci laterali con cappelle. Le pareti sono scandite da lesene scanalate da capitelli impreziositi da dorature, la copertura è a cassettoni in gesso decorato a stelle e rosoni, che obliterano la volta dipinta del 1915, in sostituzione di altre pitture deteriorate, opera di Carlo Patrignani. Presso la controfacciata si trova il prezioso organo con cantoria del 1761 lavorata da Ferdinando Mosca. La balaustra del palco mostra scene dell'Antico e Nuovo Testamento, realizzate da Crescenzo Pizzala (1777).

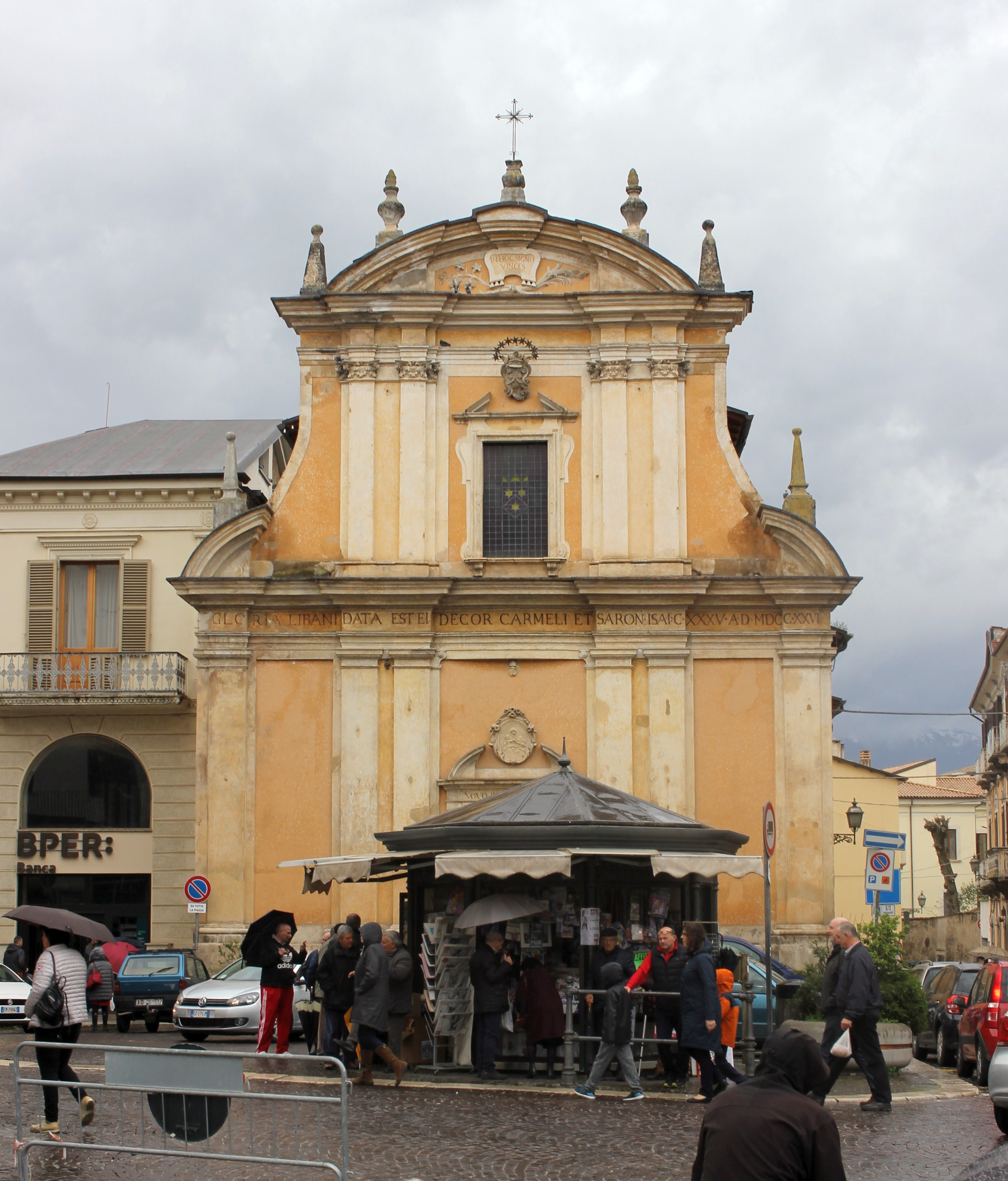
Chiesa del Carmine

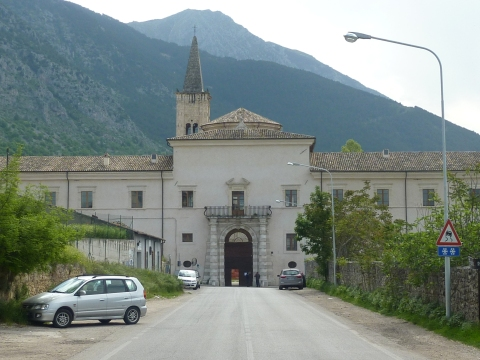
Badia Morronese

- Chiesa del Carmine: fu eretta nel 1225, usata come sede ospedale per gli ammalati. Nel 1634 divenne proprietà dei Carmelitani, dapprima situati nella chiesetta fuori le mura di Santa Maria d'Arabona, i quali misero in cantiere una serie di lavori di ricostruzione che fecero perdere l'antico aspetto medioevale alla chiesa. La facciata è stata realizzata in barocco napoletano da Carlo Faggi, tripartita verticalmente da doppie paraste, divisa orizzontalmente da trabeazione con iscrizione riguardante la presa di possesso dei Carmelitani. Alla base di erge il portale centrale architravato, con il timpano semicircolare spezzato, che accoglie al centro un medaglione in rilievo che raffigura la Madonna col Bambino. Nella trabeazione e nel sottostante architrave c'è la scritta: "Novo Inalbatum Decore 1822", in riferimento a un restauro. L'interno della chiesa è a pianta rettangolare a navata unica, coperta da volta a botte lunettata, con cappelle laterali presso le pareti, impreziosite da partiti decorativi a stucco e dipinti settecenteschi. Presso l'abside si trova un'iconostasi con due aperture laterali, sormontata da pala d'altare con immagini della Madonna del Carmine, affiancata dalle statue di Elia profeta e il discepolo Eliseo.

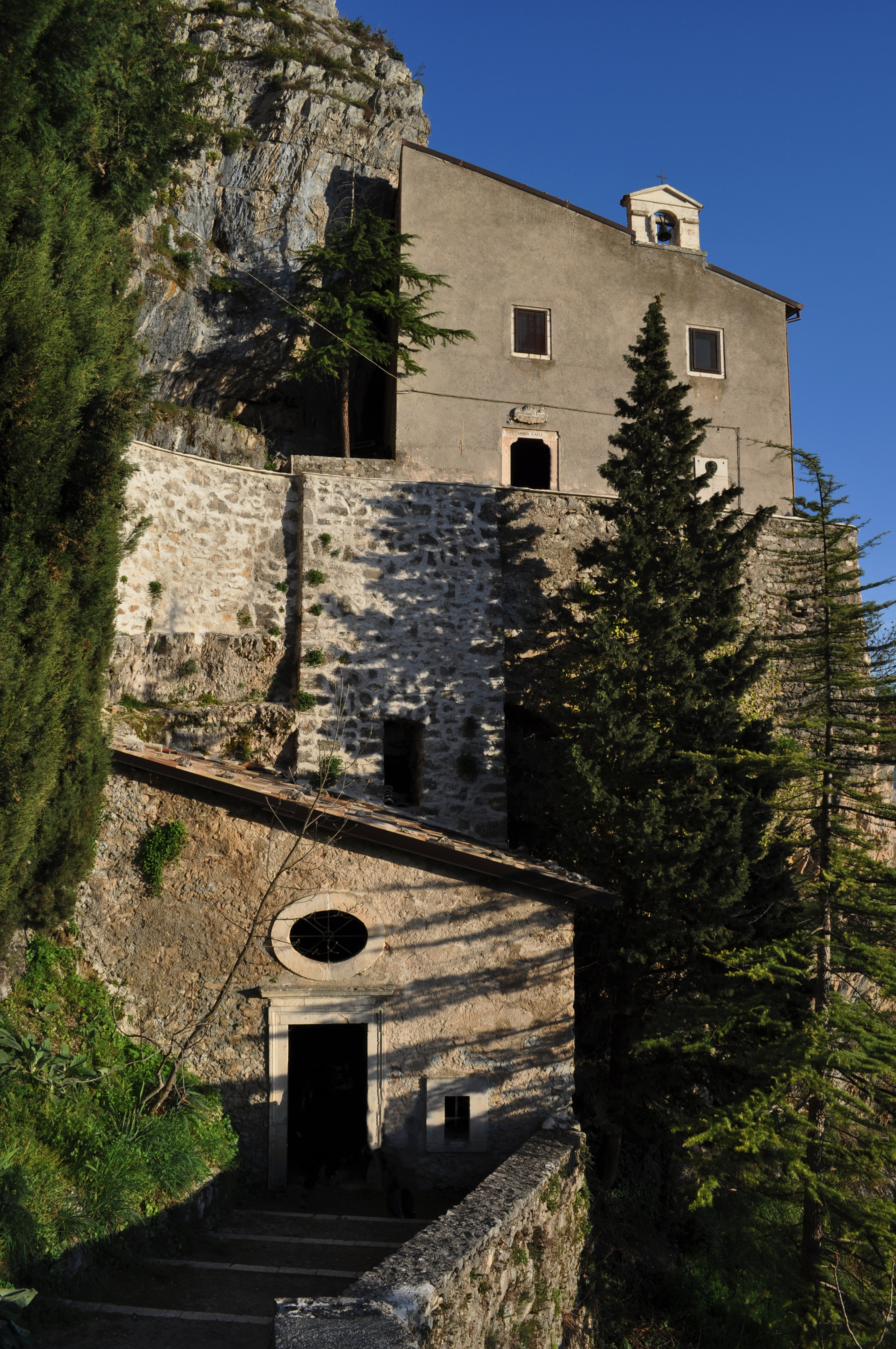
Eremo di Sant'Onofrio

- Badia Morronese - Abbazia di Santo Spirito al Morrone: fu fondata fuori le mura del monaco Pietro da Morrone nel XIII secolo per ospitare l'Ordine dei Celestini. Nel XVI secolo l'abbazia venne ampliata nel 1596 sotto l'abate Donato da Taranto, dotata di un campanile a torre in stile tardo gotico, e ricostruita dopo il 1706. Nel 1730 fu riconsacrata, come attesta la data sotto l'orologio civico di Giovanni De Sanctis. Successivamente nel 1867 con la soppressione dell'ordine il monastero divenne scuola e carcere, fino all'abbandono e al successivo recupero nel Novecento, come sede di Sulmona dell'ente Parco nazionale della Maiella. La corte centrale del complesso, detta dei "platani", costituisce il sagrato della chiesa. Il fronte di Donato di Rocco da Pescocostanzo è della prima metà del XVIII secolo, di impronta borrominiana, con l'alternanza di linee concave e convesse e l'impiego dell'ordine gigante nelle colonne, che richiamano il modello della chiesa di San Carlo alle Quattro Fontane. Il portale affiancato da colonne ioniche su basamento, è sormontato da un riquadro che incornicia una nicchia. Un'alta trabeazione ondulata divide la facciata, che ripropone anche nell'ordine superiore la sovrapposizione di aperture rettangolari nelle sezioni laterali, e la presenza di una finestra centrale. Una balaustra di coronamento intervallata da pilastrini media il passaggio tra la facciata e il cielo retrostante, con al centro un grande orologio. Nella ricostruzione post terremoto 1706, la pianta della chiesa longitudinale venne trasformata a croce greca, con cupola centrale su colonne corinzie, e prolungamento dell'asse della profonda abside. L'interno conserva gli altari marmorei policromi, decorazioni in stucco e arredi lignei, tra cui la cantoria del 1681 della controfacciata, opera di Giovan Battista del Frate, dorata da Francesco Caldarella di Santo Stefano. La decorazione pittorica comprende i "Ritratti degli abati" nella cupola, di Joseph Martinez (metà del XVIII sec), una grande tela di scuola napoletana del XVI secolo con la "Discesa dello Spirito Santo", e altre due tele ritraenti San Benedetto di Norcia (1758) e "Apoteosi di San Pietro Celestino" (1750), realizzate da Antonio Raffaello Mengs.
- Eremo di Sant'Onofrio al Morrone: fu fondato nel 1293 da Pietro da Morrone, che lo dedicò all'eremita Sant'Onofrio. Si trova a 600 metri di altezza, conficcato sulla parete rocciosa del Monte Morrone, e si affaccia sulla valle Peligna. Nell'agosto 1294 Pietro fu raggiunto presso l'eremo dai legati del conclave, insieme al sovrano Carlo II di Napoli per annunciargli l'elezione a pontefice. Dopo la rinuncia al papato, Celestino V tornò presso l'eremo, abbandonato nella sua fuga nel 1295 per scampare all'ira di papa Bonifacio VIII. L'eremo successivamente fu frequentato da vari pellegrini e asceti, fino alla soppressione dell'ordine dei Celestini, la cui sede era la Badia Morronese. Nonostante le ristrutturazioni, l'eremo mantiene le caratteristiche originarie: un breve passaggio immette in un piazzale dal quale si accede alla chiesa principale, costruita sopra la cappella e la grotta di Pietro Angelerio. La chiesa è molto semplice, in stile barocco, con affreschi quattrocenteschi ritraenti Cristo Re e San Giovanni Battista. In corrispondenza della parete di fondo si trova l'oratorio originale di Celestino V, insieme alle celle degli eremiti e alla grotta naturale. La piccola cappella è rivestita da affreschi di un certo "Magister Gentilis", che rappresentano la Crocifissione, la Madonna e San Giovanni Minore; nella lunetta sovrastante è dipinta la Madonna col Bambino su un fondo azzurro decorato da stelle.

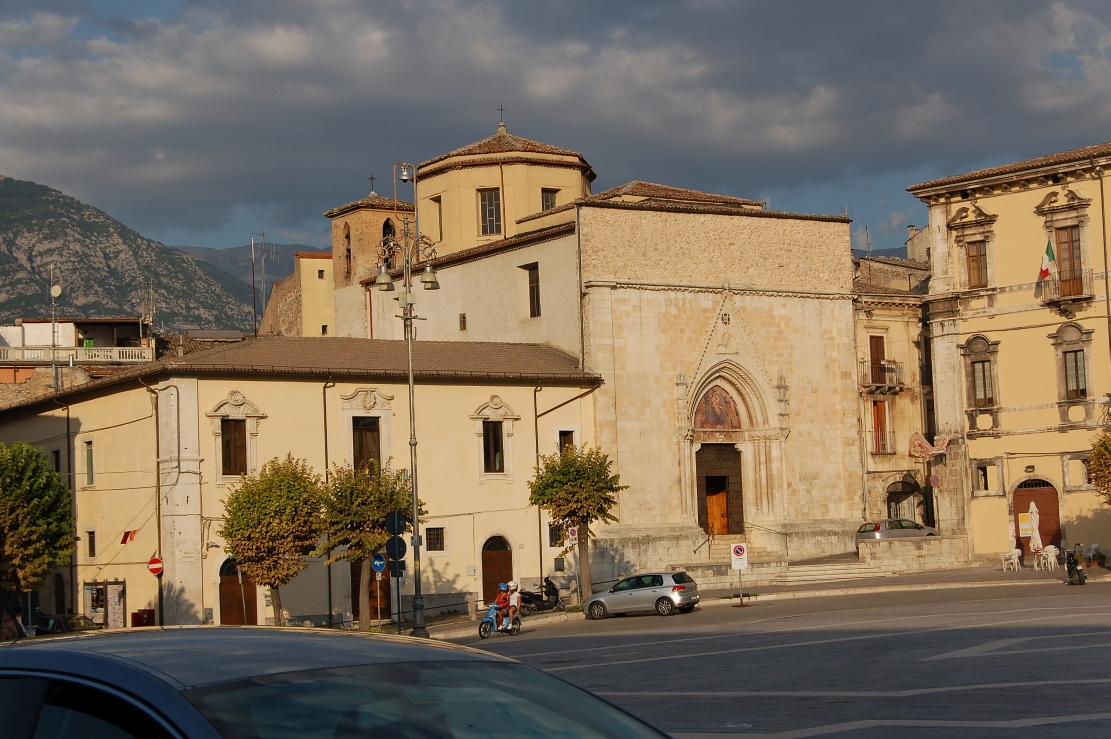
San Filippo Neri

- Chiesa di San Filippo Neri: si affaccia su piazza Garibaldi, nel lato est. La chiesa fu costruita nel 1677 e aveva dimensioni minori rispetto alla conformazione attuale; la sede principale dei Gesuiti era nella chiesa di Sant'Ignazio che si trovava in piazza XX Settembre (oggi scomparsa). In origine la chiesa esisteva già nel XIV secolo, dove avevano sede i monaci Agostiniani, e di essa si conserva solo il portale in stile gotico-angioino, rimontato nell'attuale parrocchia di San Filippo. Dopo il terremoto del 1706, la chiesa venne ricostruita nel 1785 per volere del barone Giambattista Mazaram, e terminata nel 1794, in occasione della visita a Sulmona di Ferdinando IV di Borbone. Con la soppressione dell'ordine dei Filippini, la chiesa fu usata per vari scopi, tra i quali la sede della Guardia di Finanza. Il principale elemento di interesse è il portale della vecchia chiesa di Sant'Agostino, demolita definitivamente nel 1885; ha un arco a sesto acuto con strombatura sottolineata da una sequenza di colonne tortili, e dalla grande cornice a ghimberga che lo sovrasta. Il frontone cuspidato mostra gli stemmi del casato angioino e dei Sanità, che elargirono diverse somme di denaro per l'arricchimento della chiesa. Al centro dell'architrave c'è l'Agnello Mistico crocifero, mentre ai lati quattro stemmi nobiliari. L'interno è a navata unica, con impianto rettangolare settecentesco, decorato da quattro altari laterali, diviso in due campate quadrate coperte da false cupole, a base circolare su pennacchi. Presso il presbiterio ci sono tele settecentesche, come quello della Madonna col Bambino di Amedeo Tedeschi, l'altare del 1888 mostra le tele del Sacro Cuore e l'Immacolata Concezione di Vincenzo Conti.
- Chiesa di San Domenico: fu costruita nel 1280 per volere di Carlo II d'Angiò, inizialmente dedicata a San Nicola di Bari. Il convento compreso nel complesso monastico dei Domenicani comunicava con quello vicino di Santa Caterina d'Alessandria, usato per le monache donne, e fu ampliato nel XV secolo grazie alle offerte di Giovanna II di Napoli e di Ludovico da Taranto, arricchito di una vasta biblioteca. Nel 1815 l'ordine fu soppresso, la biblioteca fu spostata nel palazzo comunale. Il complesso oggi si presenta manomesso a causa dell'incompiuta ricostruzione post terremoto 1706, come dimostra la facciata principale. Il tempio conserva la pianta rettangolare a tre navate, la facciata ha un paramento a conci squadrati che arriva e metà dell'asse: soltanto la parte del primo piano è stata ricostruita in stile neoclassico con il portale a timpano curvilineo. Esso è decorato da una scultura dell'Agnello Mistico che porta la croce, sormontato da una rosetta a quattro petali, simbolo dell'ordine Domenicano. L'interno ha tre navate con arcate a tutto sesto, sostenute da robusti pilastri quadrati. Il fonte battesimale si trova all'ingresso, realizzato nell'800 da don Vincenzo Pantaleo; lungo le pareti sono collocati numerosi altari, con tele settecentesche, e di antico c'è una pala d'altare umbra del XVI secolo raffigurante la "Deposizione", successivamente traslata nel Museo diocesano, in seguito al terremoto del 2009.

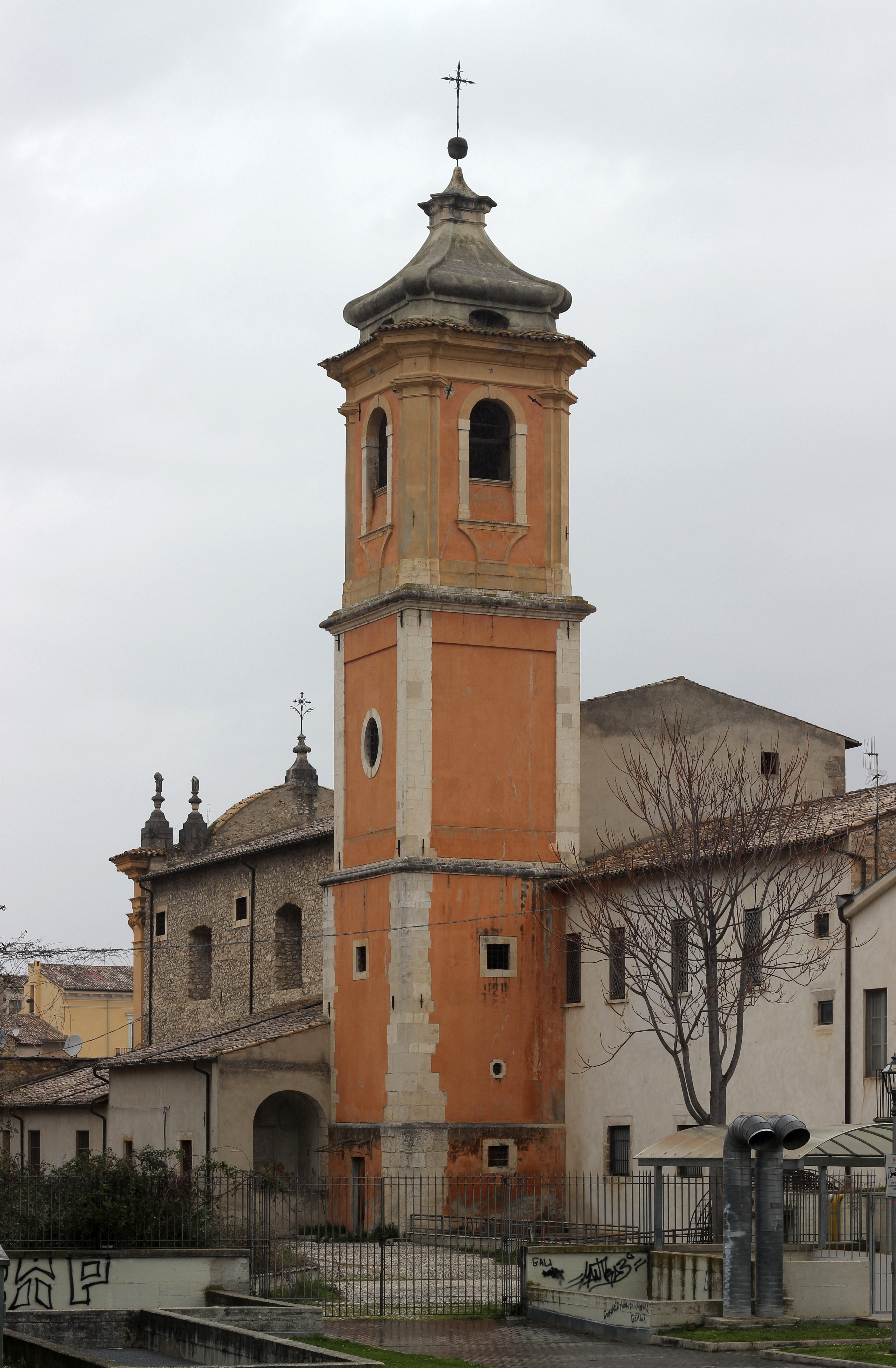
Prospetto di Santa Chiara dal campanile

- Ex Monastero di Santa Chiara: si affaccia su piazza Maggiore (o piazza Garibaldi), risalente al 1269. Fu costruita per volere della beata Floresella da Palena. Dopo il terremoto del 1706, fu quasi completamente ricostruita, e inclusa nel centro storico, però perdendo presto la funzione di chiesa, venendo trasformata in un collegio, nel 1866. Oggi ospita il Museo diocesano. La ristrutturazione dell'architetto Fantoni si limitò a conferire una nuova veste all'edificio medievale, senza alternarne l'impianto. La spazialità interna venne però trasformata grazie alla sopraelevazione dell'area presbiteriale con l'inserimento di una cupola ellittica a profilo ribassato, e alla creazione di nicchie laterali con altari lignei della scuola di Pescocostanzo. Le pareti sono scandite da paraste corinzie, che sostengono un'alta trabeazione modanata, su cui imposta la copertura a volta a botte. Sulle pareti laterali sono collocati sei cori in legno intagliato, destinati alle monache di clausura fino al 1866. L'altare maggiore è del 1735 con la pala della "Gloria di Santa Chiara" di Sebastiano Conca. Il primo altare lungo il fianco destro è ornato da una tela della Natività, e quelli successivi contengono i dipinti di San Francesco nella tomba della beata Floresenda, lo "Sposalizio della Vergine" di Alessandro Salini e il dipinto di Sant'Antonio abate.

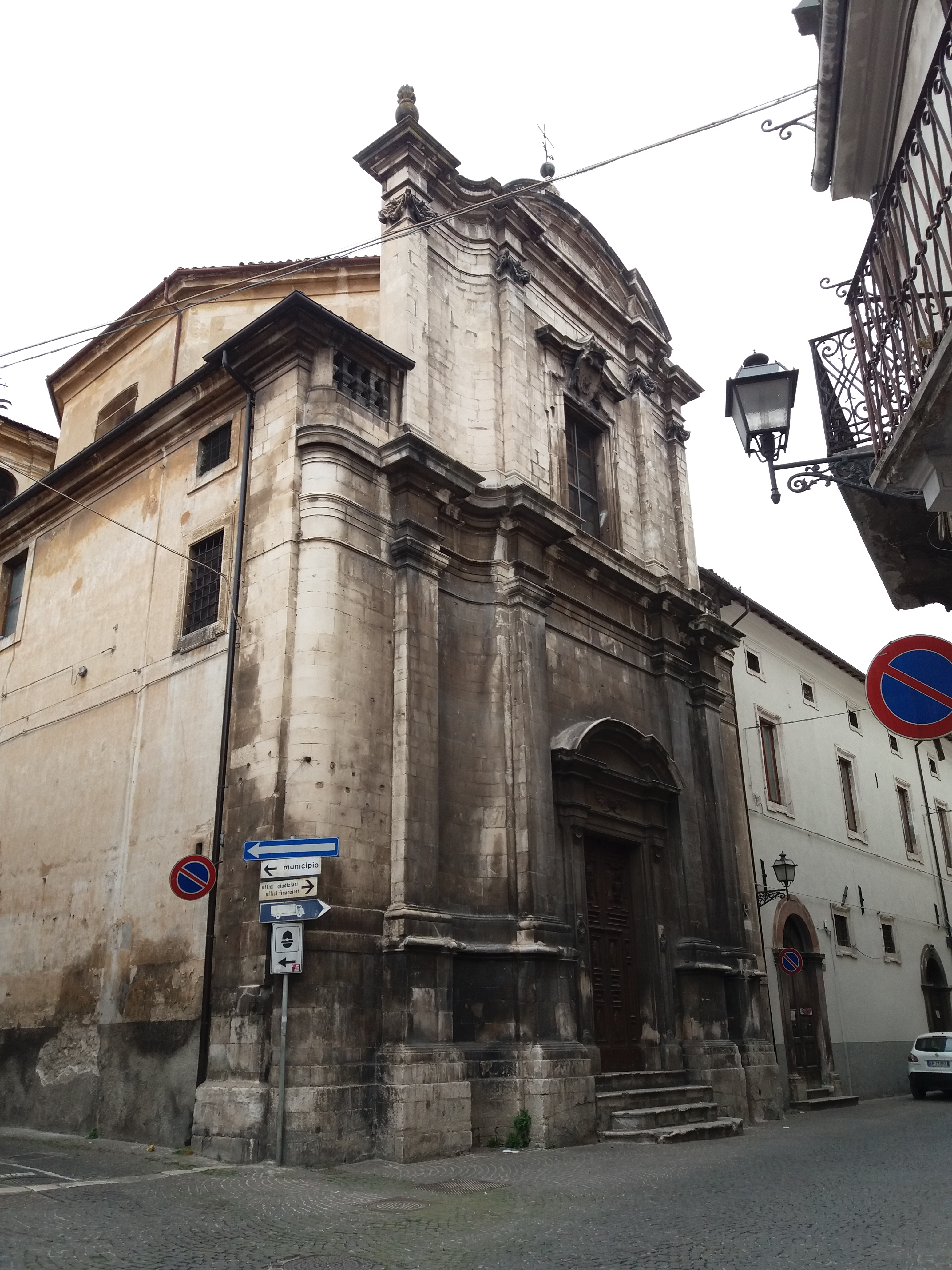
Santa Caterina d'Alessandria

- Chiesa di Santa Caterina d'Alessandria: fu costruita nel 1325 con il convento domenicano femminile, in stretta corrispondenza con il vicino monastero di San Domenico; fu restaurata nel XV secolo dal barone Pietro Giovanni Corvo.[22] Questo apparato rinascimentale fu distrutto nel 1706, e la chiesa ricostruita in forme barocche attuali. Nel XIX secolo il complesso d'avviò verso un lento declino, finché nel Novecento il comune, con la soppressione dell'ordine domenicano femminile, acquistò la struttura destinandola ad edificio scolastico, con alcuni ambienti riservate alle suore rimanenti. La chiesa concessa nel 1967 all'Accademia Cateriniana di Cultura, svolse per un certo periodo la funzione di auditorium. Il prospetto principale in pietra concia, è caratterizzata dall'andamento curvilineo del profilo, realizzato attraverso brevi concavità laterali, da cui aggetta il corpo centrale, protendendosi verso lo spazio urbano antistante. La facciata si articola su due livelli, quello inferiore da cui si diparte un doppio ordine di paraste composite su alto basamento, e quello superiore con paraste ioniche, che sorreggono in alto il coronamento di facciata a timpano semicircolare spezzato dietro il quale fa capolino il tiburio ottagonale della cupola ellittica. La parte mediana è rimarcata dall'elegante portale con ordine a fascia e timpano semicircolare spezzato che riecheggia, la soluzione del coronamento e dal sovrastante finestrone con cornice modanata, timpano triangolare a profilo curvilineo che accoglie il simbolo della ruota dentata, strumento di tortura di Santa Caterina. L'interno ha pianta ellittica, unico esempio sulmonese, con ingresso in corrispondenza dell'asse maggiore e due profonde cappelle lungo quello minore, che nell'insieme conferiscono un aspetto cruciforme. Anche la cupole è ellittica, costruita da Ferdinando Fuga.

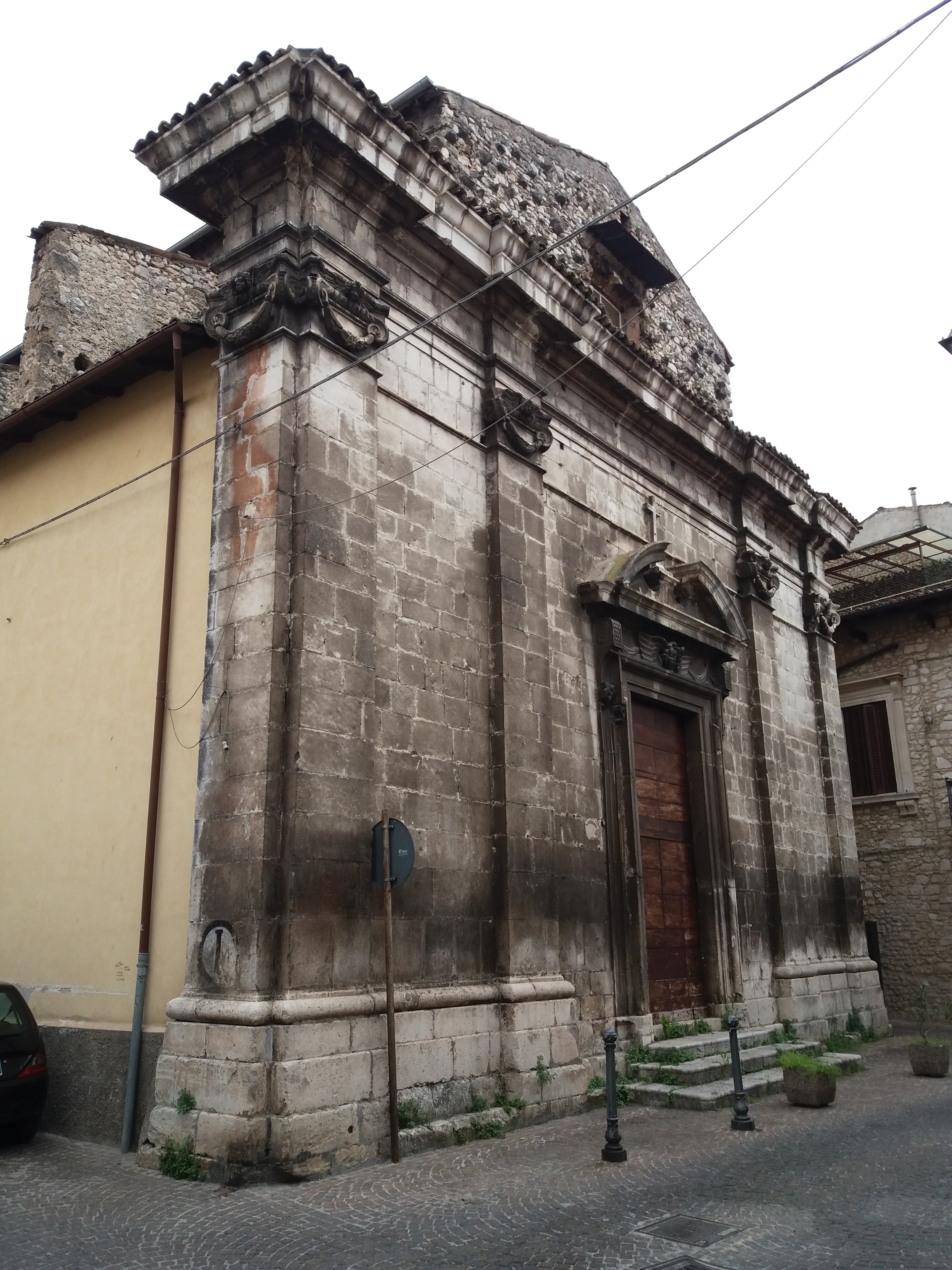
San Gaetano

- Chiesa di San Gaetano: si tratta di una delle prime chiese di Sulmona, fondata nell'VIII secolo, anche se nei secoli successivi fu ampiamente rimaneggiata. La chiesa attuale conserva poco dello stile medievale, essendo in forme barocche. La facciata è molto semplice, in pietra concia, inquadrata da cantonali e suddivisa in due livelli da una cornice modanata. L'asse mediano è sottolineato dall'elegante portale di pietra, rimaneggiato nel 1853 con lesene tuscaniche, architrave a coronamento mistilineo con volute, che accoglie al centro una conchiglia in rilievo. Il finestrone centrale è ornato nella cornice superiore da una testa angelica del 1739. Sul muro perimetrale della chiesa è stato trovato un bassorilievo raffigurante una scena di transumanza, risalente al I secolo d.C., oggi conservato nel Museo Civico di Sulmona, e mostra un pastore con bastone ricurvo insieme al gregge e un carro con tre cavalli. L'interno di questa chiesa è molto semplice, in stile sobrio barocco a navata unica con volta a botte, cappelle laterali, delle quali l'ultima a destra del XVII secolo conserva una teca con reliquiario di San Gaetano Thiene.

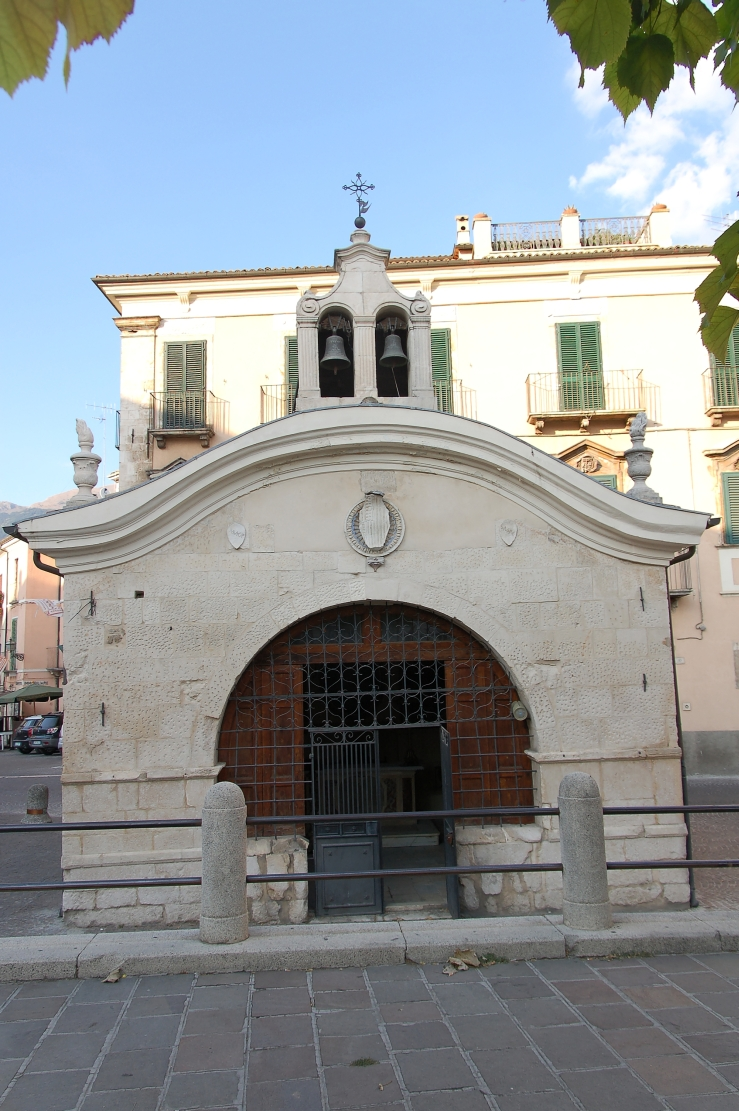
Cappella di San Rocco

- Chiesetta di San Rocco: la chiesa esisteva già nel XV secolo, usata probabilmente come "Sedile" del popolo nella piazza Maggiore, e dopo la pestilenza del Cinquecento venne intitolata al santo attuale. Nel 1521 alcuni fedeli fecero realizzare dei dipinti per decorare l'intero della cappella. Gli studiosi pensano che la chiesa fosse il Sedile popolare nel XV secolo, dove si riuniva la rappresentanza popolare dei tre sindaci della città. La chiesa fu danneggiata nel 1706 dal terremoto, e ricostruita. La chiesa ha una struttura semplice a pianta quadrata in cui, su tre lati, si apre ampio arco centrale a tutto sesto. La facciata prospetta sulla piazza, presentando un coronamento ad andamento curvilineo, convesso al centro, con decorazioni laterali a forma di lanterna. Sul suo apice è collocato il piccolo campanile barocco a vela, con gli archetti a tutto sesto che contengono le campane. Il piccolo vano interno è a navata unica, con calotta circolare decorata col motivo dei cassettoni. La statua interna in legno dipinto raffigura San Rocco, di scuola napoletana. Faceva parte del corredo anche una statua argentea, poggiante su una base cilindrica, donato da Camilla di Giovanni de Capite, il quale veniva esposto il giorno della festa di San Rocco. Tale scultura oggi è conservata per motivi di sicurezza nei musei civici di Palazzo Annunziata.

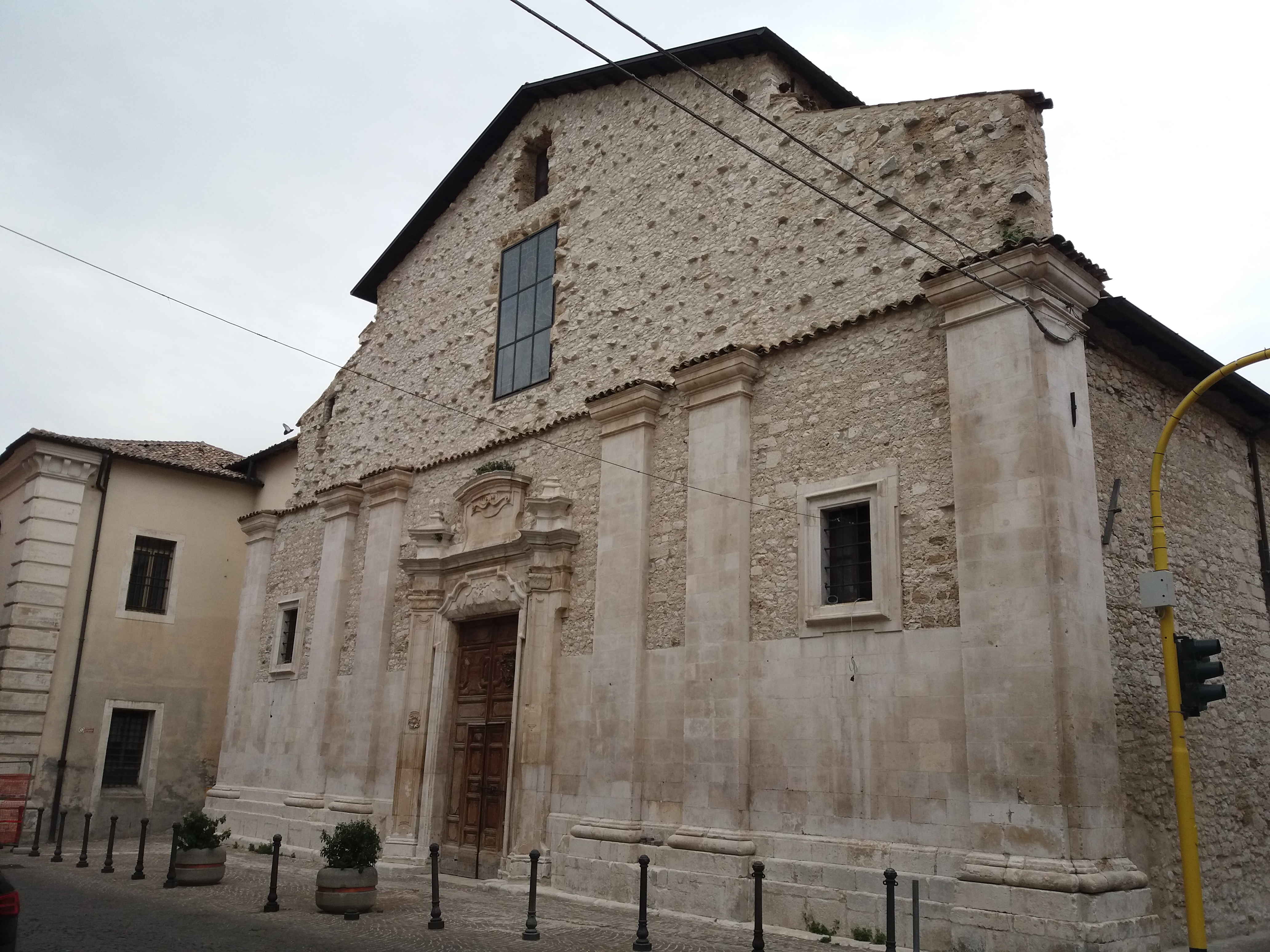
San Domenico

- Chiesa di Santa Lucia: si trova sul corso, presso porta Napoli. Probabilmente faceva parte di un complesso più ampio delle suore Benedettine. Il monastero fu poi chiuso nel 1406 a causa delle lotte familiari dei Merlino e dei Quatrario, sedate poi da San Giovanni da Capestrano; il complesso passò ai Celestini che lo tennero fino al 1656. Dopo il terremoto del 1706 la chiesa fu ricostruita, ma perse completamente il prestigio del passato, poiché non vi aperto più il monastero, e gli ordini si trasferirono altrove. La semplice facciata a coronamento orizzontale e muratura in pietra, presenta un portale in pietra a cornice modanata, sormontato da un piccolo scudo di pietra con le lettere N.G.V.M. (Natività della Gloriosa Vergine Maria). A sottolineare l'asse mediano della facciata è una finestra rettangolare centrale, lungo la parete verso il corso c'è un portale murato di stampo romanico, con lunetta a tutto sesto, e in alto un bassorilievo dell'Albero della Vita con Adamo ed Eva, sormontati a loro volta da un pellicano con l'Agnus Dei. Il simbolo del pellicano fu adottato nel cristianesimo poiché si riteneva si strappasse le carni per darle in pasto ai piccoli in periodo di carestia. L'interno è a navata unica con soffitto a capriate lignee, arricchito da dipinti settecenteschi e statue di Sant'Antonio di Padova e Santa Lucia.
- Parrocchia di Cristo Re: è la principale chiesa moderna di Sulmona, nonché la più interessante. Chiesa principale della zona moderna sulmonese, che si affaccia in piazza Capograssi. Fu realizzata nel 1973 da Carlo Mercuri, concepita come uno spazio chiuso delimitato da un soffitto piano e da un muro in cemento a vista, che si snoda lungo un perimetro sinuoso, con anse e scissure. Un nastro continuo che determina spazi concavi e convessi, nicchie e pilastri; un cilindro a generatrice fantastica che crea un gioco chiaroscurale negli ambienti interni come all'esterno, positivi e negativi. L'illuminazione è realizzata seguendo due principi: dall'alto gruppi di cilindri disposti a rosoni, coperti esternamente con lenti di perspex a doppia parete lasciano vedere il cielo; lateralmente dove in alcuni punti la parete si spezza e si raddoppia il creando delle asole, alcune vetrate strette e alte lasciano filtrare la luce di intensità e tono variabile a seconda dell'ordinamento e dell'altezza del sole.

- Chiesa di San Francesco di Paola: fu costruita nel 1620 dai Padri Paolotti, che ricevettero il terreno dal comune. Il capitano Vincenzo De Benedictis ampliò l'edificio nel 1662, donandolo all'Ordine dei Minimi, e fu ricostruito dopo il 1706, riconsacrato nel 1742. A causa delle precarie condizioni economiche, i Paolotti cedettero la chiesa nel 1770, che divenne la principale cappella delle funzioni cimiteriali, insieme al terreno. I Cappuccini nel 1866 dovettero lasciare il convento di San Giovanni, e rilevarono nella loro proprietà il Convento e il vicino orto, dove si stabilirono. La chiesa però, custodita da un eremita, rimase di proprietà del vescovo fino al 1906. A partire da tale data il vescovo di Sulmona, mons. Nicola Iezzoni, affidò ai Cappuccini la cura pastorale della chiesa. La chiesa ha un prospetto barocco con l'andamento curvilineo della facciata, diviso in due campate di diversa altezza, tripartito da un doppio ordine di lesene. Al centro della porzione inferiore il portale architravato è sormontato da una lunetta poggiante su slanciate lesene che si protendono in alto con pulvini. Nei settori laterali fiancheggiano il portale due ovali con lo stemma dei Minimi con la scritta "Charitas". Al centro della campata superiore in una nicchia c'è la statua del santo dedicatario, e un timpano mistilineo con croce sommitale funge da coronamento del settore mediano del prospetto. In posizione arretrata si trova lo slanciato campanile del 1966, in stile falso barocco, alto 30 metri, traforato da due ordini di monofore su ciascuno dei lati. L'interno è a croce latina di gusto barocco: l'apparato decorativo in stucco e le superfici in finto marmo sono da riferirsi a interventi ottocenteschi.

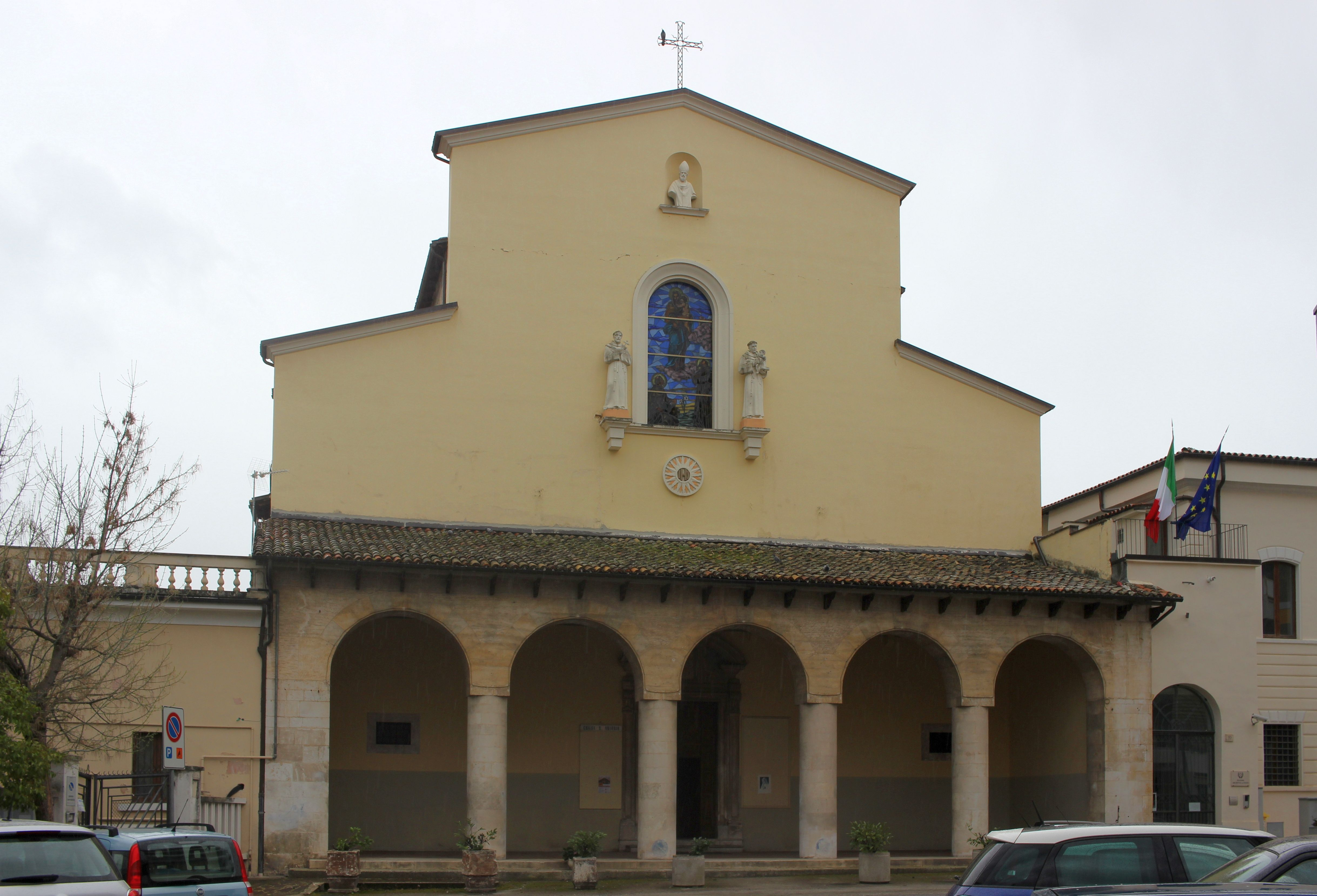
Chiesa di Sant'Antonio

- Convento di San Giovanni Evangelista dei Cappuccini: il monastero fu eretto presso l'antica chiesetta di San Giovanni fuori porta Latina (oggi porta Pacentrana), poiché il luogo della nuova sede dei padri cappuccini sembrò essere più salutare rispetto al vecchio edificio presso la chiesa di San Francesco di Paola. La chiesa di San Giovanni esisteva già nel XV secolo, come dimostra la facciata, e fu ampliata nel Seicento in stile barocco, e i frati vi celebrarono 8 capitolo provinciali. Nel 1866 con la soppressione degli ordini, il convento passò al demanio, e i frati dovettero lasciarlo, trasferendosi presso la chiesa di San Francesco di Paola. Tentativi infruttuosi di riapertura ci furono nel 1885, quando i frati si stabilirono presso porta Napoli, comprendono i terreni di San Francesco di Paola. Nella nuova sede fu celebrato il capitolo provinciale del 21 maggio 1897 che rielesse ministro il padre Giuseppe Incani. Negli anni successivi i cappuccini poterono far ritorno nell'antico convento di San Giovanni, oggi immerso nella zona di espansione nord-est. Il convento ha pianta rettangolare con un grande edificio usato come chiostro e alloggio dei padri, e la struttura della chiesa a pianta longitudinale. Il sagrato ha una croce stazionaria centrale, la facciata a salienti è nello stile rinascimentale abruzzese, con un portico ad arcate alla base. Il campanile è del 1962, realizzato in mattoni, rispettando lo stile antico delle torri abruzzesi. L'interno è a navata unica, conservando lo stile sobrio del primo barocco seicentesco, che si è semplicemente adeguato all'antica pianta medievale con decorazioni di stucchi presso le volte a crociera. L'altare in legno e il prezioso tabernacolo furono eseguiti durante il provincialato del padre Angelo Urbanucci di Bucchianico, secondo la testimonianza di Filippo Tussio; autore fu frate Andrea da San Donato con aiuti.
- Convento di Sant'Antonio di Padova: fu realizzato con l'originale intitolazione a San Nicola della Forma, citato nel catasto del 1376; il convento antoniano con l'ospedale fu realizzato nel 1443 per volere di San Giovanni da Capestrano, quando intervenne per sanare le lotte intestine tra le famiglie Merlino e Quatrario. Il convento fu affidato ai Padri Zoccolanti, a cui seguirono i Riformati nel 1592. Benché danneggiato nel 1706, il convento visse sempre un periodo di grande sviluppo, e si dotò anche di infermeria e di biblioteca, e riconsacrata nel 1740. Il decreto di abolizione degli ordini religiosi del 1809 comportò la chiusura della struttura monastica, usata come caserma delle milizie, lasciando soltanto la chiesa aperta al culto. Nel 1815 il convento fu riaperto per essere nuovamente chiuso nel 1866 con il decreto di Vittorio Emanuele II: il convento divenne carcere giudiziario, attivo fino al 1891, noto col nome di "San Pasquale". Quando il nuovo carcere fu costruito, i locali del convento sono diventati una sezione distaccata dell'Archivio di Stato di Sulmona-L'Aquila. La facciata della chiesa è frutto di una ricostruzione seguita al sisma della Maiella del 1933, rispettando tuttavia i canoni classici dell'architettura romanico-monasteriale abruzzese. La campata inferiore è coperta da un portico, composto da cinque arcate a tutto sesto. Il portale settecentesco è inquadrato da un'elegante cornice modanata in pietra e da un ordine a fascia sormontato da mensole; il timpano spezzato accoglie un'edicola fatta realizzare dalla famiglia Mazzara, che ebbe il patronato della chiesa nel Settecento. La pianta interna a croce latina con unica navata è coperta da volta a botte lunettata e cupola presso il presbiterio. Le pareti sono scandite da lesene dipinti a finto marmo, con capitelli corinzi dorati; gli affreschi e le decorazioni fanno parte del rimaneggiamento tardobarocco dell'Ottocento. L'organo ligneo monumentale si trova in controfacciata, realizzato dalla famiglia Fedeli di Camerino (1756).

### Architetture civili

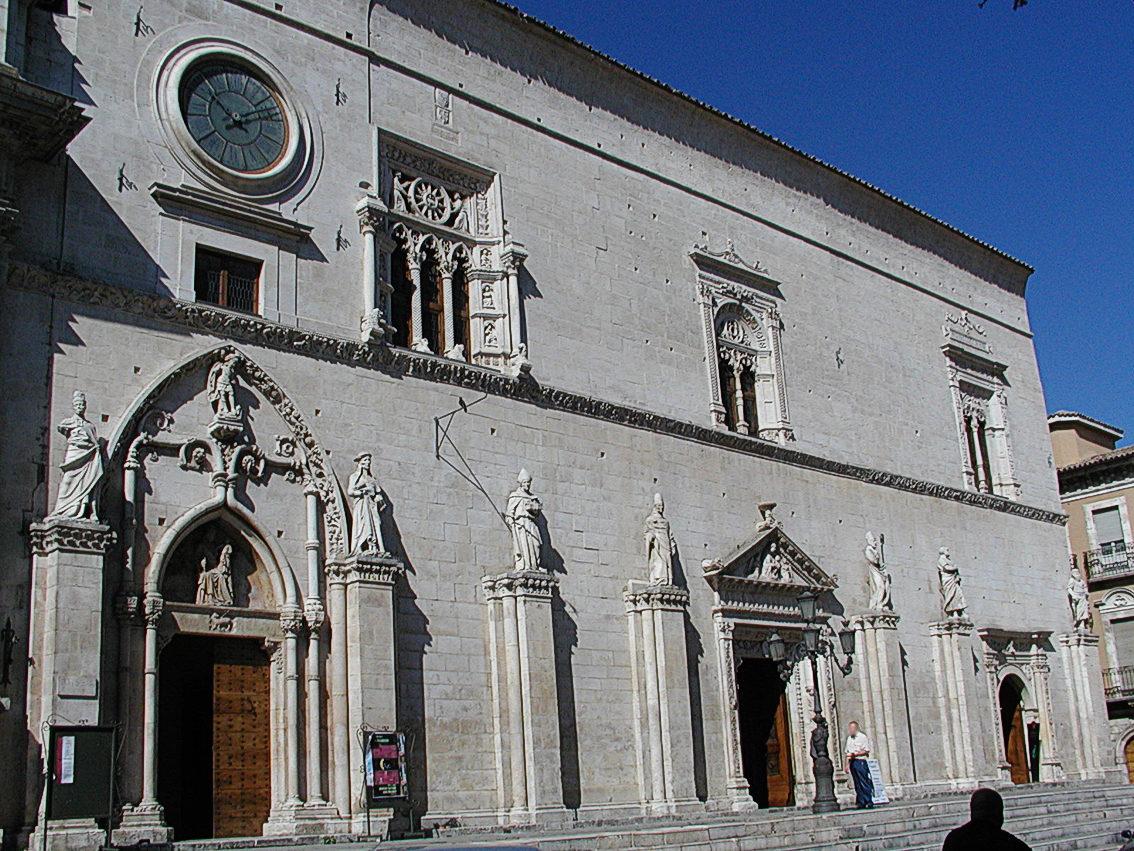
Palazzo Annunziata

- Palazzo Annunziata: fa parte del complesso monastico della Santissima Annunziata. L'attuale conformazione è del tardo '400, con alterazioni all'interno dopo il sisma del 1706. La facciata è quella meglio conservata nel progetto originale, dato che l'interno è stato modificato dopo la soppressione dell'ordine, e l'installazione del Museo Civio. La parte più antica del palazzo è il settore con la porta dell'Orologio; tale orologio fu installato nel XVI secolo; il portone presenta come elementi decorativi la statua di San Michele, due coppie di colonne per lato che si prolungano oltre i capitelli, attorcigliandosi in simmetriche volute, per poi assottigliarsi e terminare in rosoncini. Di poco superiore c'è la trifora ornata da colonnine tortili poggianti su leoni accovacciati e statuine a tutto tondo; presso gli stipiti sono raffigurate le Quattro Virtù, sul lato opposto il simbolo dell'Agnello Mistico dentro una raggiera, sostenuta da due angeli. Al di sopra è posto lo stemma civico. La parte centrale del palazzo è di stampo rinascimentale; il portale principale dà accesso alla Cappella del Corpo di Cristo, adornato da ghirlande, festoni, timpani, volute, figure animali di rettili e uccelli, nella parte mediana ci sono due piedritti con due tondi e un gruppo scultoreo della "Madonna col Bambino tra angeli". Il portale è sovrastato da una bifora con due angeli che sorreggono lo stemma del Pio Ente della Casa Santa dell'Annunziata, decorato da motivi a candelabra e ricchi trafori. L'ultima parte laterale del 1519-22 possiede un portale abbastanza classico, privo di timpano e di ridotte dimensioni; entro due tondi posti nei pennacchi sono rappresentati l'Angelo Gabriele e la Vergine. Nella base dei piedritti c'è lo stemma dell'Annunziata, e presso i pilastri i Quattro Dottori della Chiesa Gregorio Magno, Bonaventura, Sant'Agostino e San Girolamo.

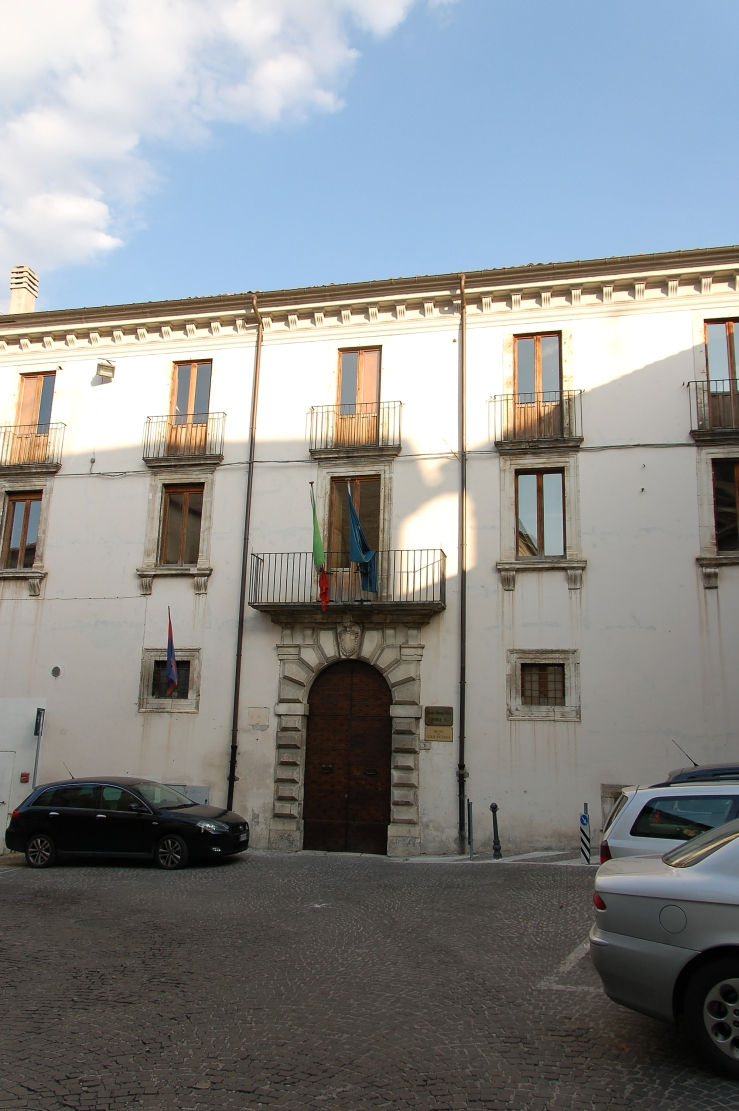
Palazzo Sardi

- Palazzo Sardi: è una struttura tardo cinquecentesca, e settecentesca. Del prospetto cinquecentesco originale rimangono sul largo Angeloni, le finestre quadrotte del pianterreno, il portale in bugnato liscio con men sole che sorreggono il balcone superiore, e infine lo stemma araldico in chiave di volta, con la testa di un satiro. Nella ricostruzione post 1706, varie modifiche furono apportate, come nel settore delle finestre del secondo piano, il cornicione con le mensole usato per unire la composizione della facciata. Nel cantonale su via Marselli è riconoscibile l'imposta dell'arco di porta Manaresca, e delle mura medievali. Dell'epoca settecentesca sono il fronte meridionale, un contrafforte in pietra e l'aggiunta di un balcone presso l'ordine delle finestre cinquecentesche, e le coppie di bifore dell'ultimo piano.

- Palazzo Tabassi: è tra i più significativi esempi di dimora gentilizia rinascimentale, costruito nel XV secolo da Mastro Pietro da Como (1449), come indica la scritta sul portale. Il palazzo fu di proprietà dei Tabassi, che lo comprarono nel 1672 dalla famiglia De Capite. Dopo il 1706 fu in parte ricostruito, senza che però la pianta originale fosse alterata. Il palazzo si sviluppa su due livelli, conservando il portale classico durazzesco; agli angoli della cornice in mostra appaiono due scudi con lo stemma dei Tabassi. Ciò che colpisce di più è la splendida finestra bifora in stile tardo gotico, unica superstite del piano superiore, ricambiato dopo il 1706. La finestra richiama le decorazioni del complesso dell'Annunziata, finemente lavorata con fregi e decori: sugli stipiti fiancheggiati da colonnine poggia una grande mostra a sesto acuto, che ne ripete il motivo a girali vegetali; il pilastro centrale sostiene due arcatelle a sesto acuto trilobate e nella partitura superiore, un oculo centrale esalobato ad archetti laterali.

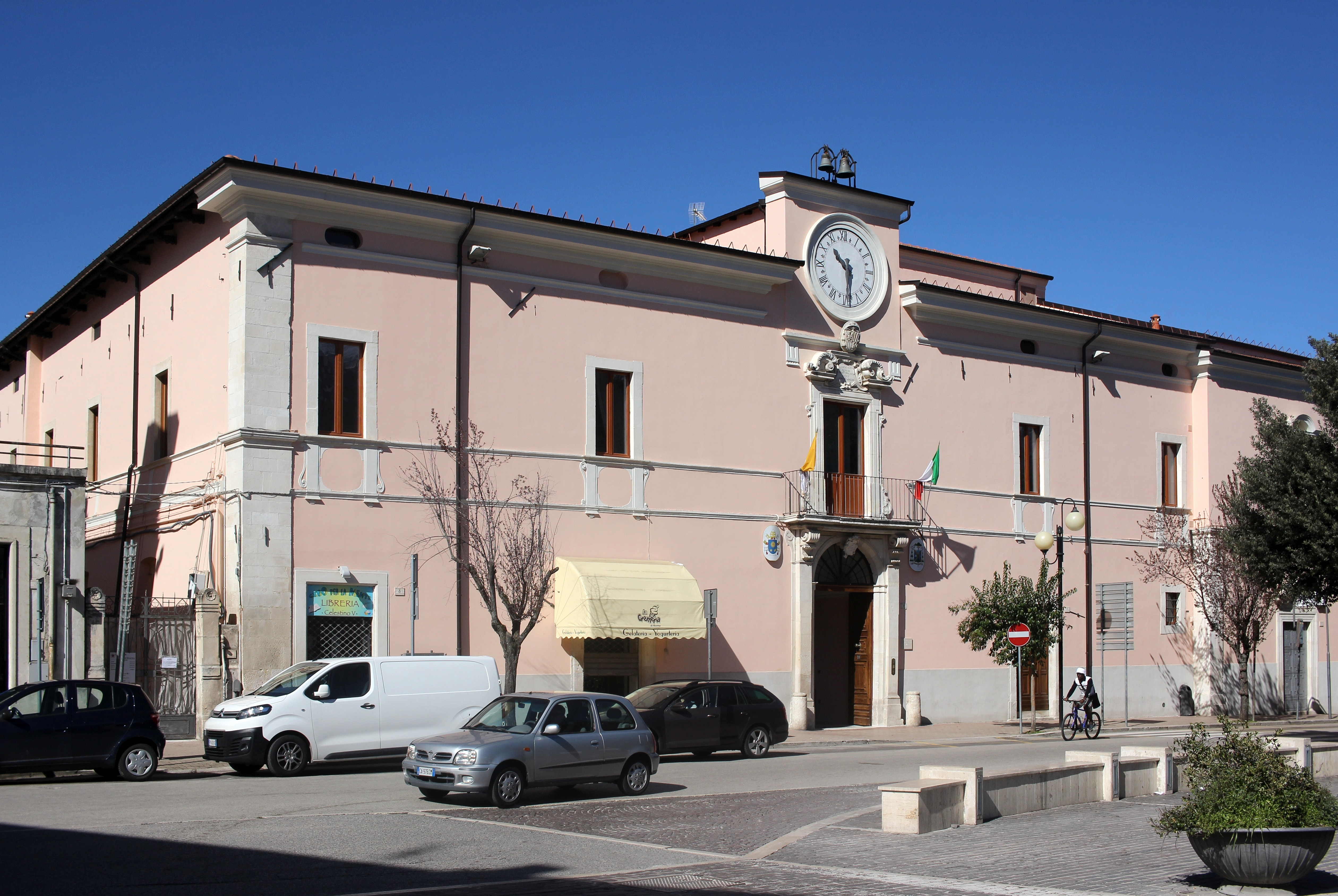
L'Episcopio

- Palazzo del Vescovado: il palazzo si trova accanto alla villa comunale, ricostruito completamente dopo il 1706 come voluto dal vescovo Bonaventura Martinelli. Il vecchio episcopio era adiacente alla cattedrale, ma nel progetto fu spostata la collocazione di poche centinaia di metri. Con le somme elargite da papa Clemente XI il progetto doveva essere di imponenti proporzioni, ma non venne realizzato secondo il disegno originale. Il palazzo fu ricostruito nel 1715, comprendente sede vescovile, seminario e piccola chiesa della Concezione. Il palazzo venne saccheggiato nel 1799 per l'acquartieramento delle truppe francesi, e danneggiato non in maniera grave coi terremoti del 1915 e del 1933. La facciata è impostata su due livelli sovrapposti, divisi da un'alta fascia modanata, e si conclude con un sottotetto con aperture ellittiche. L'asse mediano è rimarcato dalla successione verticale portale-balcone-orologio civico; le mensole sono arricciate a rocchetto, e sorreggono la balconata centrale sopra il portale. Il coronamento è in pietra a volute, cartiglio centrale e stemma apicale; il cartiglio reca un'iscrizione dipinta riguardante l'erezione del palazzo, iniziato a costruire dal 1709, per volere del Martinelli. Dalla zona centrale si dipartono al piano terra i semplici ingressi dei locali commerciali, e dal piano nobile coppie di finestre rettangolari impreziosite da sottodavanzali con ordine a fascia. Accanto all'edificio, sulla destra, c'è la barocca chiesa della Concezione.
- Palazzo Capograssi: si trova in via Papa Innocenzo VII, costruito nel 1319 quando la famiglia Capograssi si trasferì a Sulmona. Confine con il rione Sestiere porta Iapasseri. Il palazzo fu ristrutturato nel XV secolo, inglobando parte del Palazzo Meliorati, e probabilmente vi nacque Cosmato di Gentile nel 1336, che diventerà papa Innocenzo VII. Le insegne araldiche dei Meliorati (uno scudo dalla banda caricata da stella caduta accompagnata da due cotisse e chiavi di San Pietro decussate) sono scolpite sull'architrave dell'ultimo balcone di sinistra, insieme all'iscrizione in cui si menziona, oltre al nome del pontefice, quello del nipote Ludovico Meliorati II, che possedette il palazzo nel 1470. La parte più antica del palazzo risale al 1574, anno della ristrutturazione di Dionisio Capograssi; ha caratteri a salienti, con davanzali poggianti su mensole modanate e il portale, che conserva le affinità di quelli durazzeschi quattrocenteschi. L'impaginato fa uso di specchiature, vicine al gusto classico cinquecentesco. Altra particolarità sono gli stemmi: scudo troncato nel I (azzurro) del grifo (d'oro), uscente dalla partizione; nel II (d'argento) alle tre bande (di rosso).

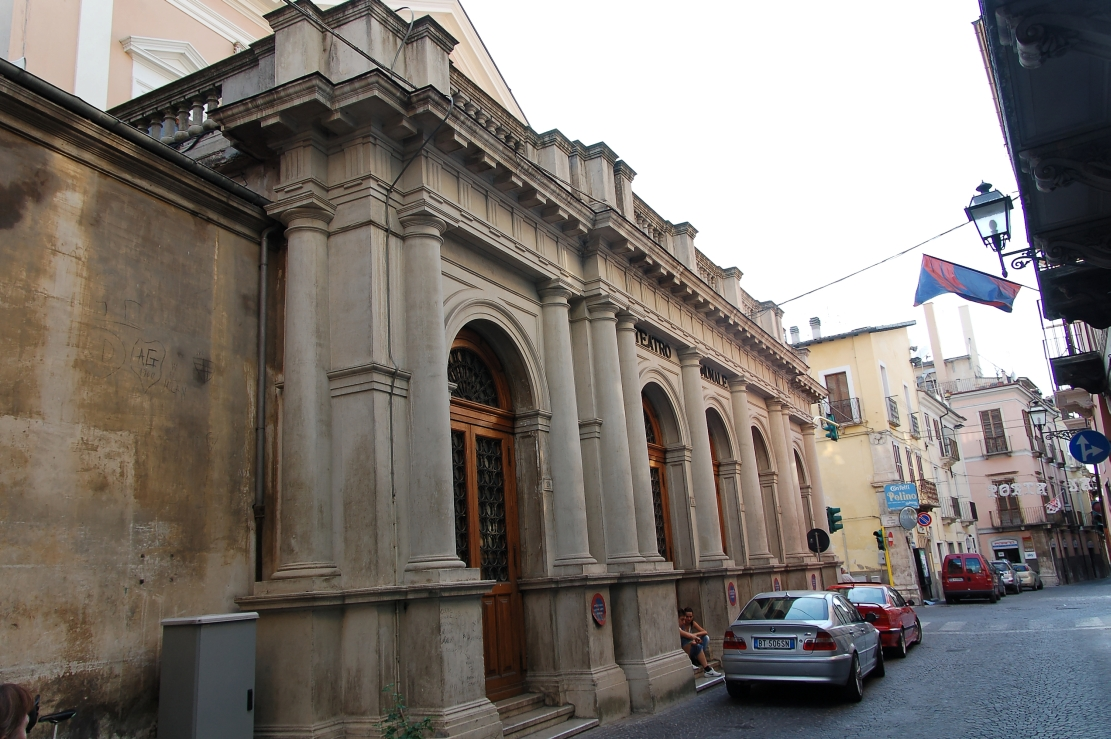
Teatro Mario Caniglia

- Palazzo Corvo o Corvi: si articola in due corpi di fabbrica, uno del XVI secolo, con il portale simile a quello di Palazzo Sardi, e l'enorme edificio settecentesco che sorge sul vicolo del Vecchio, articolato verticalmente su tre piani, di cui l'ultimo modificato nel Novecento. Il portale principale immette nel cortile, sul fianco destro si accede attraverso una doppia rampa di scale, che conduce al piano nobile. Il linguaggio architettonico è caratterizzato da una compostezza del tipo classico, con decorazioni a motivi vegetali e floreali, di gusto cinquecentesco. Il prospetto dell'edificio è asimmetrico, poiché il progetto prevedeva la costruzione di un grande palazzo che arrivasse fino al corso Ovidio, mai realizzato, con l'uso di paraste tuscaniche al piano terra e ioniche, con intelaiature orizzontali e delle cornici del davanzale. Bisogna ricordare che a Sulmona esistono molti palazzi della famiglia Corvi, un altro è il Palazzo Corvi-Zazzera oppure il condominio Corvi di viale Roosevelt civico 33.[23][24]
- Teatro comunale "Maria Caniglia": si trova sul viale Antonio De Nino, uno dei cardi di porta Iapasseri che confluiscono nel corso Ovidio. Noto anche come "Teatro Littorio", è uno dei teatri d'opera rappresentativi dell'Abruzzo. L'avancorpo d'ingresso richiama lo stile neoclassico; il prospetto principale presenta semicolonne doriche, che inquadrano cinque arcate a tutto sesto, che sostengono una trabeazione con fregio costituito dall'alternanza di metope e triglifi. La parte superiore della facciata, dove si aprono finestre con timpano triangolare, è conclusa da un classico frontone; all'interno una ricca decorazione a stucco contraddistingue vestibolo e fumoir; ad impreziosire la sala sono i piccoli lampadari in cristallo di Boemia. I posti a sede sono 700, distribuiti tra l'ampia platea, con orma a ferro di cavallo, su 65 palchi, separati da archi ribassati ripartiti in 4 ordini, un anfiteatro e il loggione.
- Palazzo Colombini: risale al XVI secolo, anche se la struttura attuale è settecentesca, con interventi del dopoguerra. Della struttura originaria rimane il portale durazzesco, con l'emblema della famiglia; tracce di un altro stemma dei Colombini si trovano sul pilastrino di pietra posto all'inizio della gradinata dell'attiguo palazzo al civico 26. Lo stemma rappresenta un'alleanza matrimoniale: ovale accartocciato e partito con le insegne dei De Capite.
- Palazzo Sanità: appartenne alla nobile famiglia umbra di Todi, e risale al XV secolo, benché dopo il 1706 sia stato modificato. Il portale durazzesco a sesto ribassato sarebbe opera di Pietro da Como, che lavorò a Sulmona nel 1449 presso il Palazzo Tabassi. L'arco è inquadrato da cornice rettangolare modanata, che nasce poco al di sotto della linea d'imposta; i piedritti sono lisci e privi di elementi decorativi. Al piano superiore esterno ci sono due finestre bifore gotiche, che sono l'emblema artistico del palazzo. Attraverso il portale si accede a una corte interna rettangolare, caratterizzata da un portico a quattro arcate, sul quale si affacciano portali ogivali; l'accesso da via Solimo ha un arco a tutto sesto con decorazioni a specchiature, che si raccorda con volute al timpano curvilineo di coronamento. Presso i lati del portico sono conservati scudi gotici delle famiglie influenti di Sulmona nel periodo del XIV secolo.
- Palazzo Grilli De Capite: il palazzo dopo il 1706 fu acquistato e ristrutturato dalla famiglia Grilli di Pescocostanzo, che lo possedette fino al 1887, quando passò ai De Capite. Gli stemmi in pietra posti sul portale sono delle copie degli originali, nel restauro del 2006; il palazzo rappresenta uno dei maggiori esempi del barocco civile sulmonese: gli episodi di maggior rilievo sono situati in corrispondenza dei due sistemi portale-finestra; il tono decorativo e chiaroscurale si riduce i corrispondenza dei settori intermedi (portali minori-sopraluce-finestra), per poi rinvigorirsi e marcare le estremità del prospetto con il motivo portale minore-sopraluce-balcone minore. Tutti gli elementi architettonici concorrono al ritmo del prospetto con forme e soluzioni decorative diverse, sempre più complesse a partire dalle finestre quadrate con conchiglia sopraluce, per passare alle finestre con stipiti a terminazione piana, e fastigio centrale con conchiglia, alle porte finestre dei balconi minori e a quelle dei balconi maggiori con terminazione a profilo curvilineo, per giungere alla fine ai portali di accesso inquadrati da lesene ribattute, e sormontate da volute che inquadrano il fastigio barocco.

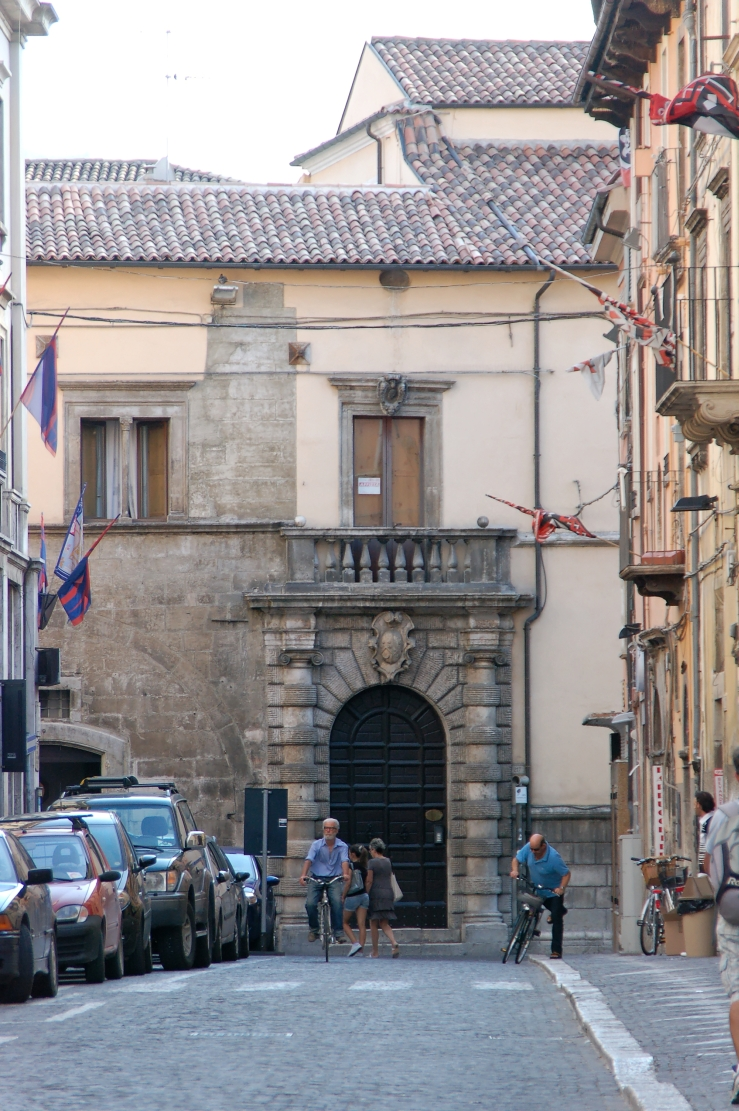
Palazzo Dalle Palle, visto da viale Antonio De Nino

- Palazzo Giovanni Veneziano Dalle Palle: si trova lungo il corso Ovidio, con un lato rivolte in piazza XX Settembre, fatto erigere nel 1484 dal veneziano Giovanni Dalle Palle. In origine l'ingresso principale era verso la piazza XX Settembre, ma modifiche ci furono dopo il 1706. Il portale antico fu ricollocato al centro della nuova facciata come ingresso principale, ed è sormontato dalla nicchia con San Giorgio a cavallo. Il portale gemello a sesto ribassato risale al Settecento, con profilo a chiglia, fiancheggiato da colonne ioniche su basamento, e trattato con bugnato rustico che si insinua fin sul fusto delle colonne. Il fornice d'ingresso reca al centro uno scudo, con le insegne della famiglia Trasmondi Sala, sormontato dall'elegante balaustra del davanzale del piano nobile. Su questo prospetto si apriva un portico sostituito da tre arcate. Sui piloni di sostegno erano collocate delle statue su mensole, una delle quali rappresentante una sirena con due delfini. Le uniche strutture superiori, risalenti al tardo Quattrocento, sono le eleganti finestre bifore ingentilite da esili colonnine centrali, e la finestra del balcone centrale.

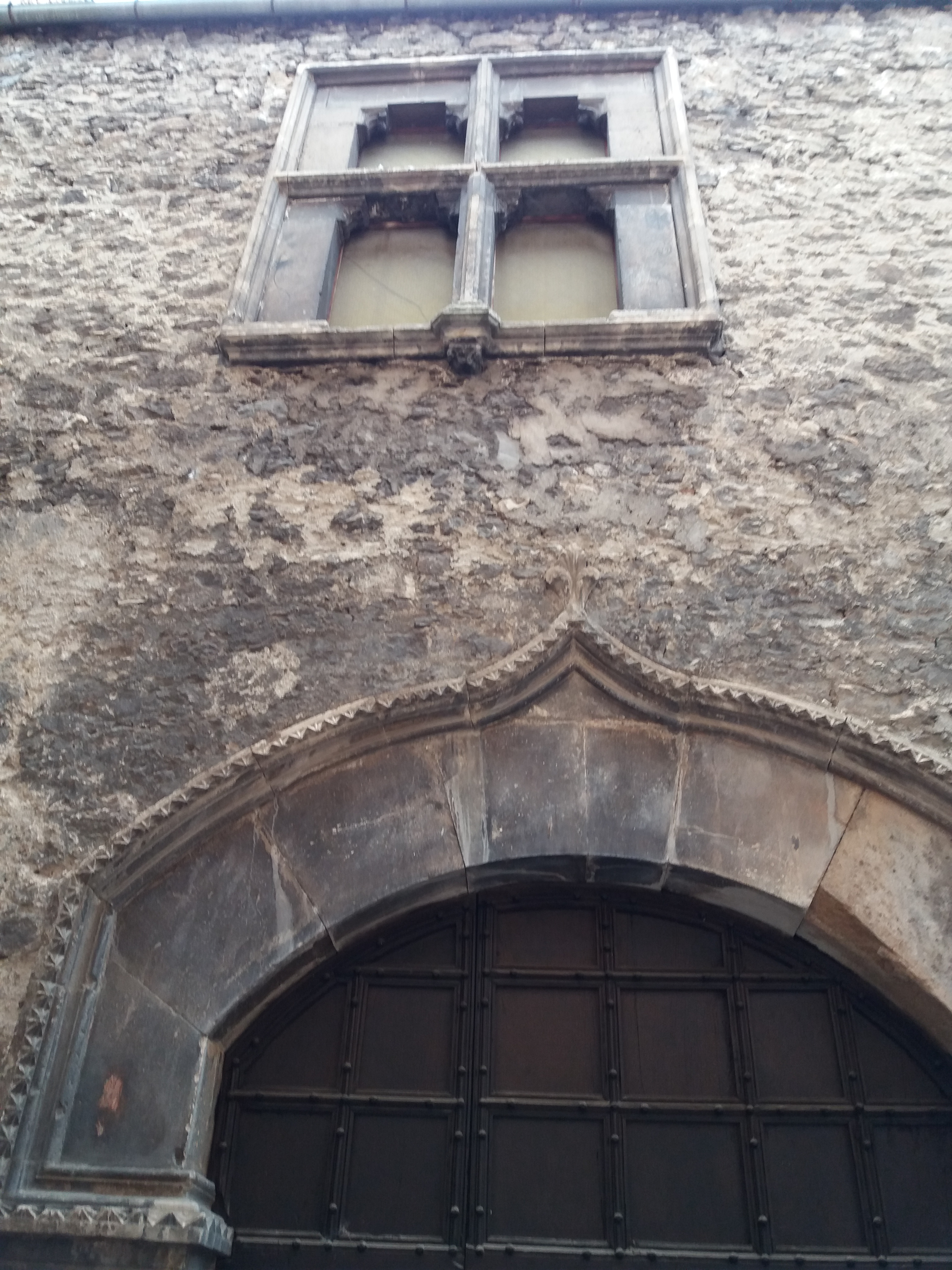
Casa medievale di Giovanni Sardi

- Casa gotica di Giovanni Sardi: si trova nel vico dei Sardi. Il piccolo edificio medievale appartenne ai Sardi della Sardegna, ristrutturato da Giovanni nel 1477, come attesta l'insegna sull'architrave della finestra. Il prospetto frontale in pietra faccia vista presenta un portale durazzesco, molto frequente nell'architettura locale nel Medioevo; il pilastro centrale ottagono reca le stesse modanature della cornice, e le quattro luci sono arricchite ciascuna da una coppia di mensole angolari a voluta. In alto si trova un'ampia finestra guelfa leggermente fuori dall'asse rispetto al portale, con motivi decorativi tardogotici e rinascimentali. L'interno è strutturato attorno a una piccola corte centrale a pianta trapezoidale, con pavimentazione in selci, di cui tramite una breve scalinata con parapetto e corrimano, si sale al piano superiore; un appartamento in particolare è decorato da un loggiato coperto da una tettoia in legno, costituito da arcate impostate su quattro colonne angolai a ottagono.
- Palazzo Mazzara: il palazzo fu costruito su un antico edificio completamente distrutto nel 1706, presenta motivi decorativi tipici del barocco, con prospetti compatti e fasciati alle estremità da possenti cantonali in pietra da taglio, sul modello dei palazzi nobiliari sulmonesi del periodo. Il palazzo fu costruito intorno al 1748, anno in cui il notaio Patrizio di Sebastiano redasse l'atto di proprietà dei Mazzara. La pianta è quadrata, al piano terra ci sono vari ingressi per i locali commerciali, con trattamento decorativo ottocentesco a fasce orizzontali. Il piano nobile vi sono finestre con lesene scanalate di ordine ionico e timpani curvilineo; si alternano balconi mistilinei con ringhiere in ferro battuto "alla spagnola". Il cortile interno, a pianta quadrata, è circondato su tre lati da un portico ad archi sostenuti da pilastri. Il piano nobile è molto decorato da volte con rilievi a stucco dorato, medaglioni vari a soggetto mitologico; il vano minore ossia la sala da pranzo ha un affresco della favole di Amore e Psiche. Due porte lignee di Ferdinando Mosca mettono in comunicazione la stanza con la grande sala da ballo con affreschi barocchi del Giudizio di Paride. Altre stanze hanno pitture a tempera con scene sempre a sfondo mitologico classico, bucolico e pastorale. Nella stanza matrimoniale del palazzo c'è una volta a padiglione con un rosone centrale a motivi vegetali e medaglioni ovali con una coppia di sposi uniti da una catena e altri simboli estetizzanti della vita coniugale. Adiacente c'è la biblioteca privata con l'attiguo studiolo, dal soffitto riccamente decorato.
- Palazzo Alicandri - Ciufelli: appartenuto alla fine del '600 alla famiglia Zavatta di Pacentro, il palazzo fu da questa ricostruito, e poi passò alla famiglia Granata, acquistato nel 1819 dal sacerdote don Nicola Ciufelli che lo lasciò in eredità alla nipote Rosa Maria Ciufelli, sposata nel 1811 con Carlantonio Alicandri. Da questo momento la famiglia prese il nome Alicandri-Ciufelli, e anche il palazzo venne così chiamato: uno stemma di alleanza matrimoniale tra le due casate si trova sul balcone sovrastante l'ingresso. La facciata è interamente intonacata, ad eccezione dei cantonali in pietra squadrata, si articola su tre livelli che si caratterizzano per la diversa tipologia delle aperture e delle decorazioni. Al piano terra il portale ad arco è incorniciato da lesene ioniche arricchite da specchiature e ribattute lateralmente con motivo di orecchioni, dall'ordinanza architettonica e dalla chiave di volta dell'arco di accesso si dipartono le mensole che sostengono il balcone; finestre quadrotte, alternate a portali, scandiscono il piano. Gli affacci del piano nobile, caratterizzato dall'alternanza di balconi e finestre, sono accomunati dall'elegante motivo di mostre modanate in pietra, e dal timpano mistilineo con il motivo a conchiglia.

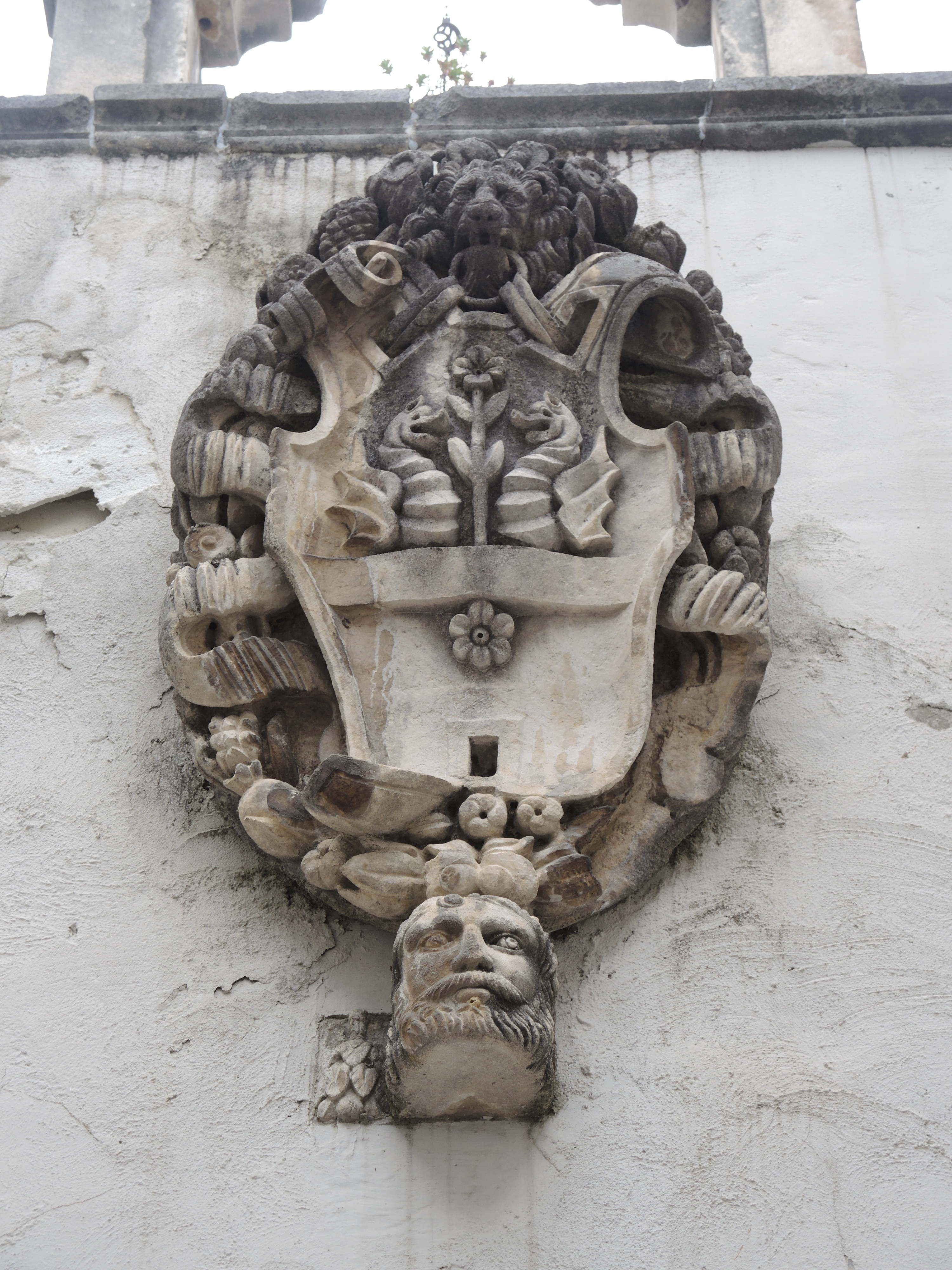
Stemma Tabassi

- Palazzo Tabassi da Pescina - Mazzara: il palazzo conserva l'aspetto originale, ad eccezione del prospetto su via Mazara, restaurato nel XIX secolo, con l'aggiunta di un monumentale portale d'ingresso, in cornici marcadavanzale in stucco, delle finestre quadrotte del piano ammezzato, e del cornicione modanato. Elemento di spicco del prospetto è il portale durazzesco ad arco ribassato, inserito nella cornice rettangolare che, in corrispondenza della linea d'imposta dell'arco, si ripiega su sé stessa. L'interno di pregevole ha il piano nobile, sulla volta a crociera dell'atrio è dipinto dentro una ricca cornice lo stemma del casato, e lungo la parete di sinistra una targa ricorda il soggiorno di inglesi illustri nella struttura, legati al nobile Angelo Maria Scalzitti, giornalista e scrittore. La corte interna presenta sul lato destro l'arco di accesso alla gradinata che porta ai piani superiori, e più in alto una loggia su due ordini, con coppia di arcate al piano nobile e tre arcatelle in quello sovrastante; gli altri lati del cortile sono movimentati dalla presenza di finestre rinascimentali.
- Palazzo Mazzara di porta Filiamabili: i Mazzara a Sulmona sono presenti già dal 1332, e iscritti nell'elenco delle case patrizie censite nel 1572. Dopo il 1865 la famiglia si divise in due tronconi: i Mazara marchesi di Torre de' Passeri e l'altro legato con la baronia di Schinaforte, i quali comunque ebbero numerose dimore in città. Il fronte principale del palazzo, articolato su tre ordini, è caratterizzato dalla successione dell'ingresso monumentale, al pianterreno, dell'unico balcone al piano nobile, e della finestra al livello superiore. Il portale è inquadrato da una coppia di lesene che sorreggono una trabeazione di gusto classico con triglifi, sormontata dalle mensole del balcone, con finestra a coronamento orizzontale, sulla quale campeggiano le insegne della famiglia. Lo stemma è inquadrato da volute che fungono da raccordo con la finestra rettangolare del piano superiore. Al secondo piano le finestre presentano mostre in pietra a coronamento orizzontale, le aperture al piano nobile sono invece arricchite da mensole inginocchiate. Attraverso l'androne di ingressi si accede al terrazzo, collegato con gradinata al giardino interno. Sulla volta dell'androne risalta lo scudo con l'arma del casato, del fine '800.
- Palazzo Pretorio: risale al 1490, sede del Capitano di Città. L'edificio si inseriva nel cuore del centro storico, nel distretto di porta Salvatoris (borgo Santa Maria), Fontana del Vecchio, voluta dal capitano Polidoro Tiberti, e l'acquedotto medievale. Sembra che la regina Giovanna I d'Aragona, venuta a conoscenza che la città si stava adoperando per edificare un palazzo di corte, invitò la comunità a contenere le spese, per concentrarsi sull'industria della lana. E forse per questo il palazzo ha un aspetto molto austero. Tuttavia poco rimane dell'opera originale perché fu riedificato nell'800. Il 18 giugno 1863 siccome il vecchio palazzo era in condizioni precarie, venne demolito e ricostruito, ultimato nel 1914. Lo schema compositivo dell'edificio originale è noto grazie alla testimonianza di Augusto Campana su un disegno di Pietro Piccirilli: aveva l'ingresso principale su via Mazara, mentre il prospetto laterale si affacciava sul corso. Al livello superiore erano collocate eleganti bifore rinascimentali, e aveva un'iscrizione: "Per volontà dei sovrani aragonesi il divino Ferdinando Re di Sicilia e Giovanna sua inclita moglie Sulmona edificò come sede del Capitano e dei Nobili un palazzo piuttosto austero che sontuoso nell'anno della nascita di Cristo 1490". Per la nuova costruzione ottocentesca venne scelto il linguaggio neorinascimentale, articolato su tre livelli, al pianterreno trattato a bugnato liscio, sei portali.

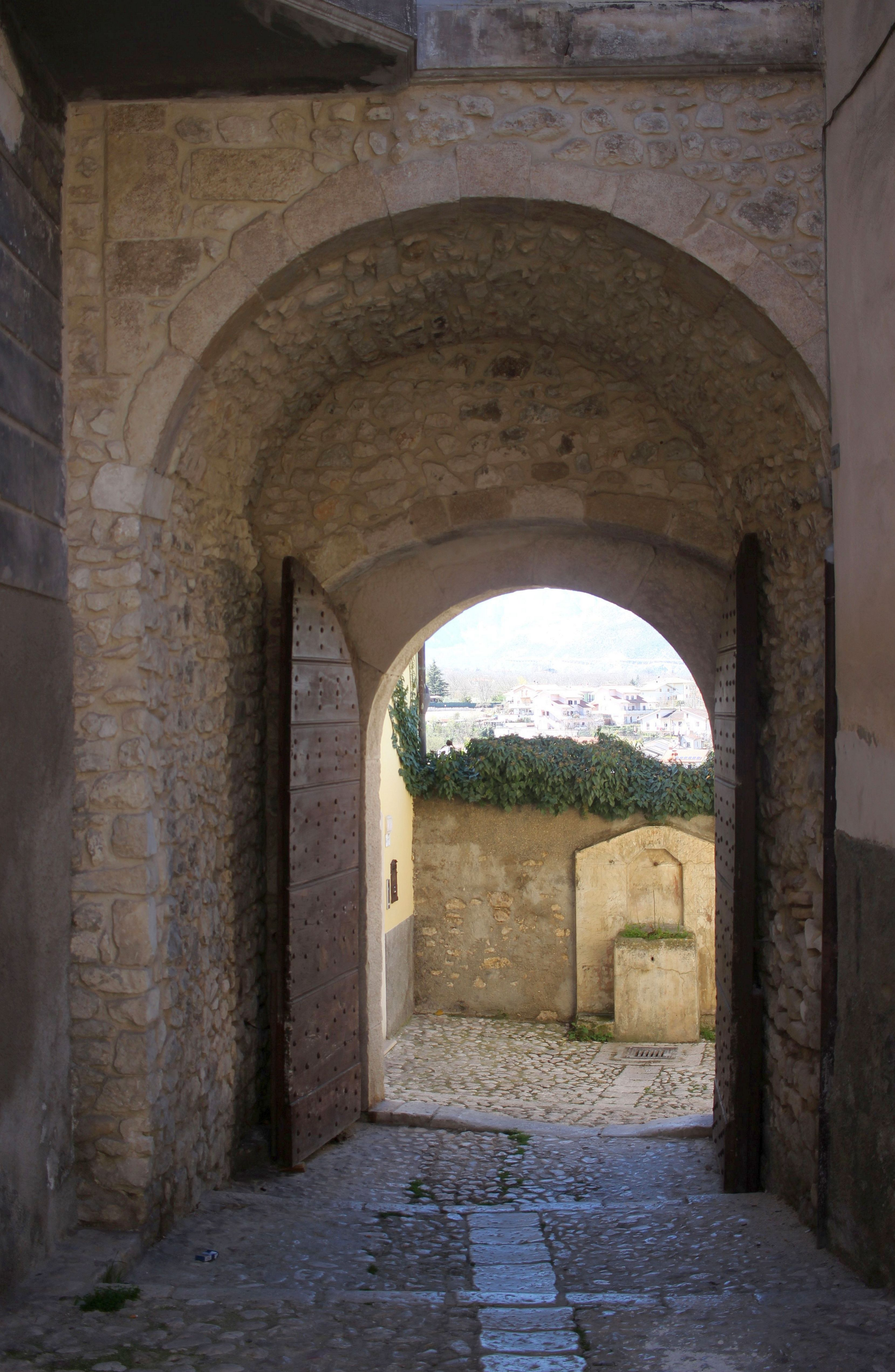
Porta Molina

- Palazzo Anelli: è in piazza Garibaldi, ricostruito dopo il 1706. Nel 1844 il palazzo, nominato Zampichelli, divenne proprietà di Luigi Anelli-La Rocca. La struttura ha imponente facciata articolata su tre livelli principali: il piano terra con le botteghe con portali di pietra a sesto ribassato e finestre quadrotte; il piano nobile fasciato di sotto da cornici marcapiano e marca-davanzale, sulle quali poggiano le finestre a timpano mistilineo; il secondo piano dove si alternano finestre a timpano curvilineo, spezzato con volute. La facciata si conclude con l'alto cornicione di pietra su mensole; lo spigolo orientale che immette su via Margherita, è sottolineato dal possente cantonale in pietra che si alleggerisce verso l'alto, seguendo il passo delle cornici marcapiano del prospetto sulla piazza. Il portale è ad arco con voluta in chiave, inquadrato da un ordine di paraste tuscaniche che sorreggono l'architrave sormontato da un fastigio barocco con volute a conchiglione.
- Palazzo Meliorati Liberati: il palazzo fu costruito nel XVI secolo, appartenuto prima ai Meliorati, in seguito a Ludovico Magagnini e infine definitivamente ai Liberati. Alla luce di studi sui piccoli scudi a testa di cavalli presso il fregio del portale, è stato sfasato il legame dell'edificio con il casato papale di Innocenzo VII. Marino Liberati nel 1563 avrebbe acquistato il portale da Gerolamo De Capite, a cui aggiunse i due stemmi. La facciata principale vede una persistenza di caratteri decorati tardogotici, che si innestano in un impaginato di facciata ormai tardorinascimentale. Un esempio è rintracciabile nel trattamento decorativo delle finestre del piano nobile, dove il sobrio disegno cinquecentesco delle aperture a coronamento rettilineo, inquadrate da ordine a fascia, è impreziosito da lobature tardogotiche dell'intradosso degli archi. Pienamente cinquecenteschi sono gli accessi al piano terra, le finestre del secondo piano e il portale d'ingresso. La struttura si organizza attorno a una corte interna con un porticato con scala di raccordo al piano superiore, e piccolo loggiato laterale con archi a tutto sesto, su colonnine scanalate di ordine composito ed intradosso a lacunari con rosoncini.
- Antica fabbrica di confetti Pelino: l'antico stabilimento ha un aspetto austero che rievoca i caratteri liberty, fondato dal Cavalier Mario Pelino. Oggi è sede del Museo dell'Arte e Tecnologia Confettiera (1988), diviso in due ambienti. Nel primo la stanza è dedicata all'esposizione delle antiche macchine del mestiere per la produzione dei vari tipi di confetti. La sezione riguarda anche la storia del confetto sulmonese, mediante pannelli espositivi e cimeli, insieme a ritratti della famiglia Pelino. La seconda stanza è una ricostruzione del tipico laboratorio di lavorazione del XVIII secolo, con utensili e apparecchiature speciali per macinare, tostare e lucidare il confetto.
- Palazzina liberty di piazza Vittorio Veneto: è stata realizzata nel primo decennio del Novecento. Si caratterizza per un elegante impaginato di facciata, giocato sulla sovrapposizione di quattro settori orizzontali, sovrapposti e trattati con materiali, decorazioni e cromie differenti. Alla fascia del basamento in pietra grigia, che accoglie le aperture dei locali, fa da contrappunto la muratura d'intonaco chiaro, a ricordi orizzontali, che si interrompe all'altezza d'imposta degli archi ribassati delle finestre e dei portali del pianterreno, per lasciare posto alla porzione del prospetto, finita ad intonaco di color ocra, nella quale si aprono slanciate bifore a sesto ribassato, in corrispondenza dei balconi, e monofore in versione scala minore delle prime. Il cornicione, sorretto da elaborate mensole in cemento decorato a finto legno, e la linea d'imposta delle finestre del piano nobile, corre un'elegante fascia decorata con motivi vegetali e geometrici dai toni chiari.

### Acquedotto Svevo

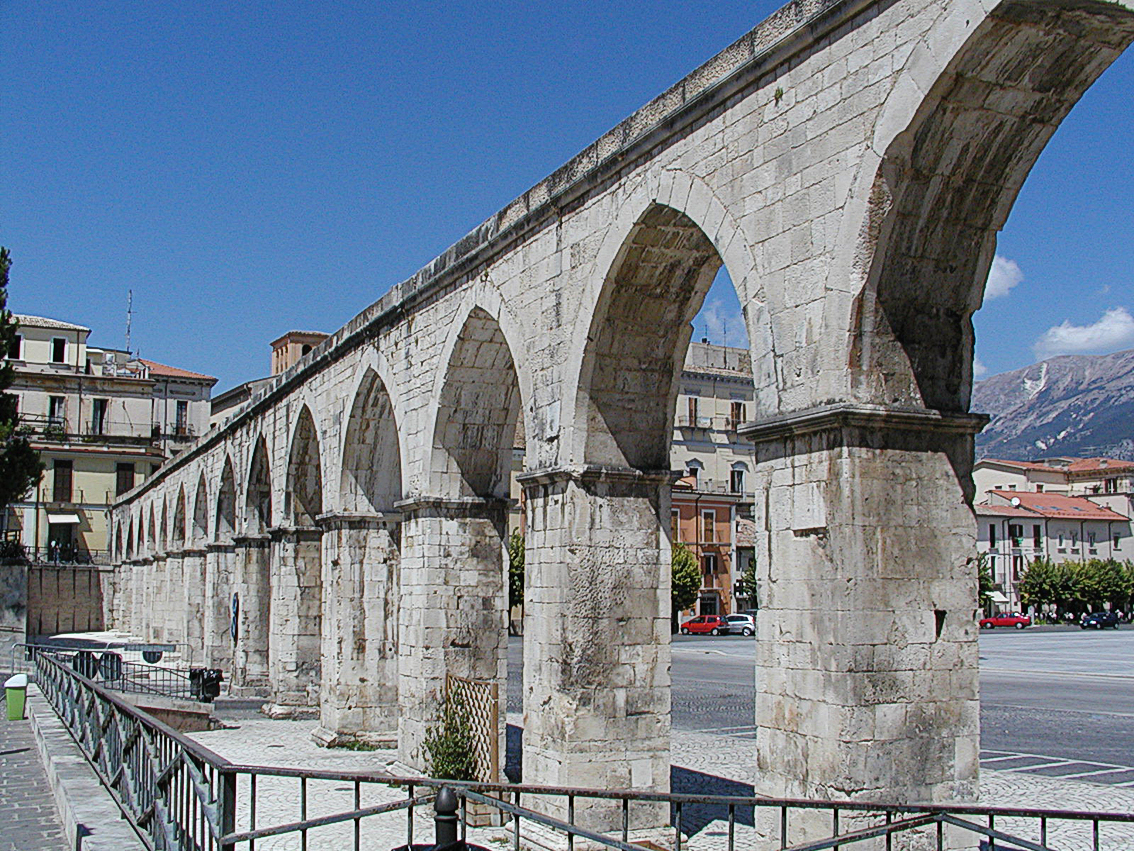
L'acquedotto medievale

Secondo alcune fonti all'epoca romana era già presente un acquedotto. L'Acquedotto Svevo fu costruito nel XIII secolo da Manfredi, figlio di Federico II di Svevia, per creare un canale nel centro cittadino per il trasporto acquifero dalla montagna di Pacentro fino alla piana di Pratola Peligna. Fu ridimensionato nel XVII secolo e tagliato nel 1706 con il grave terremoto. Oggi l'acquedotto si trova nella parte occidentale di piazza Garibaldi, delimitandone il confine con il corso Ovidio.
Ha arcate a tutto sesto in bianca pietra della Maiella; è composto da tre tronchi: il primo lungo 76 metri con 15 archi gotici, il secondo 24 metri con 5 archi, e l'ultimo pezzo che ha un solo arco a tutto sesto lungo 4,92 metri. Il dislivello complessivo tra il primo e l'ultimo punto dell'acquedotto è di 106 metri di lunghezza, per un totale di 10 metri di dislivello.
Il traffico vi scorre a passaggio limitato alfine di non danneggiare la struttura. Su un lato è posta una lapide commemorativa per un incidente automobilistico del 3 giugno 1979, quando dei giovani tifosi in trasferta a Cassino morirono picchiando la testa che sporgeva dai finestrini del bus.

### Porte cittadine e fontane

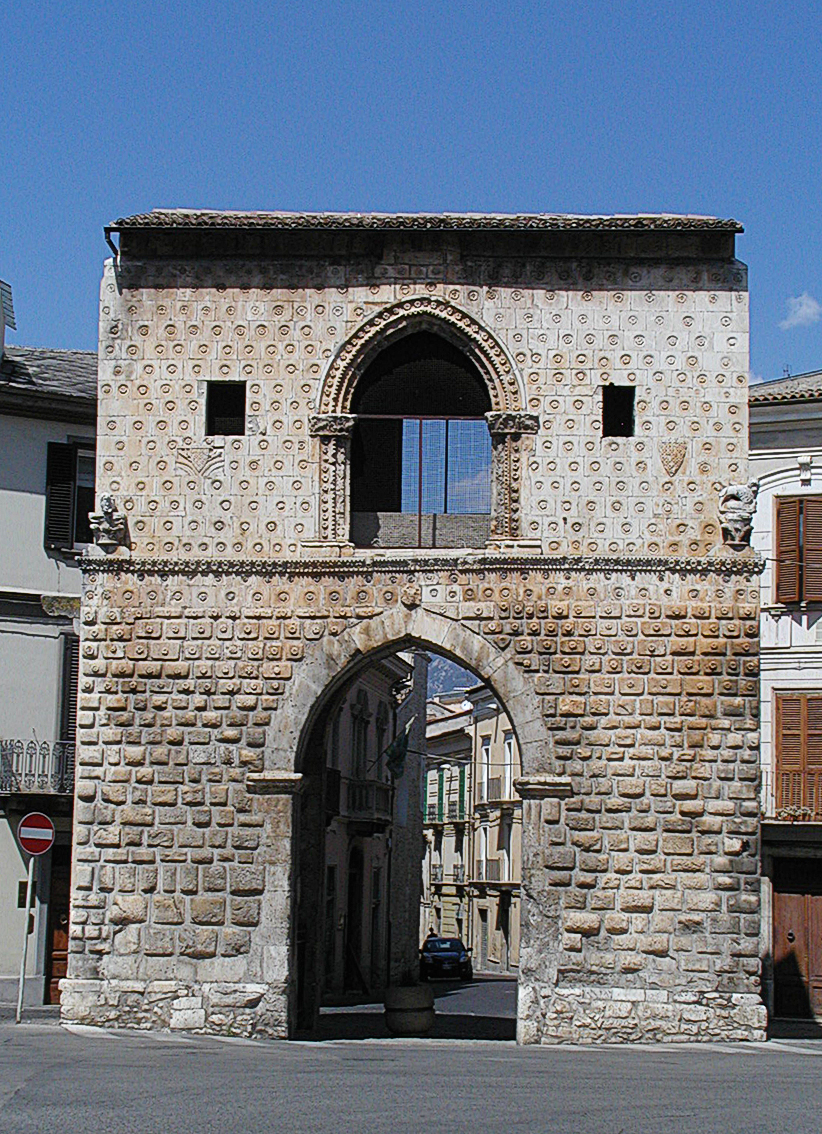
Porta Napoli.

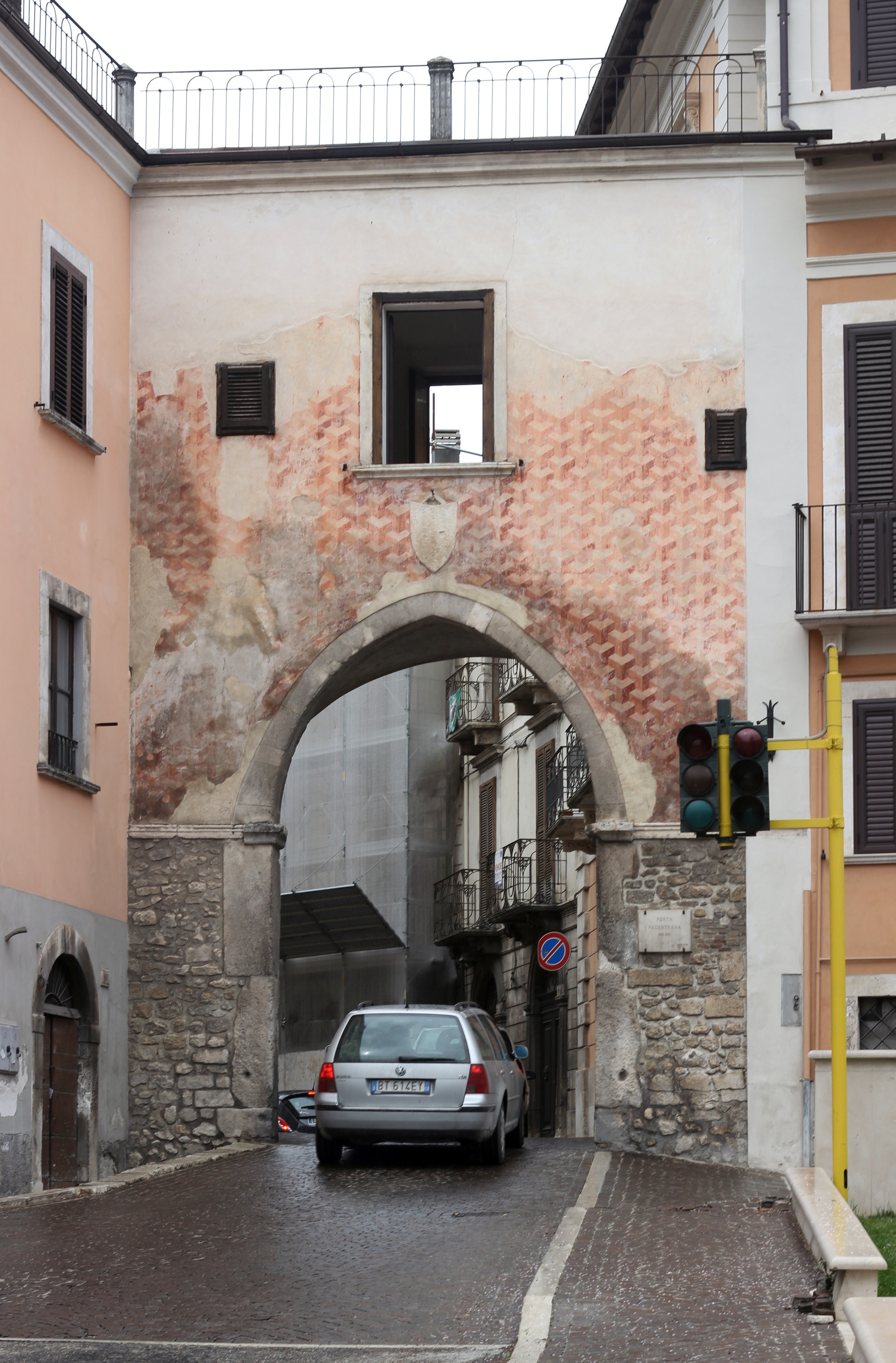
Porta Pacentrana.

- porta Romana (1428): la prima citazione nel catasto è del 1376, successivamente venne chiamata porta San Matteo, perché vicino ai ruderi dell'omonima chiesa fuori le mura. Il restauro definitivo ancora oggi visibile è del 1429, come attesta l'iscrizione, dove si trova uno scudo con l'iniziale M. Probabilmente si tratta di Meo de Buzu, cittadino vissuto in quell'epoca, che la fece restaurare. La porta è l'unica ad avere un arco a tutto sesto, e fa parte della prima cinta muraria trecentesca; l'arco è sostenuto da robusti pilastri che si concludono verso l'imposta con una cornice modanata che fascia i due prospetti, interrompendosi in corrispondenza della chiusura a saracinesca. Il danno probabilmente è dovuto al terremoto del 1706.
- porta Napoli (1338): Eretta nei primi anni del XIV secolo come porta Nova, ha conservato intatta la sua struttura a pianta rettangolare, anche se con il terremoto del 1706 ha perso le merlature della sommità. La decorazione del fronte si articola in bugnato rustico marcato in basso, e attenuato verso l'alto; negli ultimi cinque fianchi compaiono rosoncini centrali, che si appiattiscono perché sotto la cornice marcapiano al bugnato fanno comparsa conci più regolari. In asse con la porta si apre una finestra in origine bifora, con motivi simili ai piccoli rosoni; vi sono rilievi con una scena di caccia a sinistra, e di sacrificio a destra: fungono da mensole per i piedritti da cui si eleva l'arco a sesto acuto. A fianco c'è il finestrone centrale gotico con sotto degli stemmi angioini; la decorazione è completata da capitelli scolpiti e leoncini provenienti da altri monumenti scomparsi, posti all'estremità della cornice. Nella facciata che volge sul corso c'è un'icona della Madonna col Bambino, recuperata da una chiesa distrutta, risalente al 1338
- porta Pacentrana (1376): detta anche "porta Orientis", restaurata nel 1376, è posta nel lato orientale dove si giunge da Pacentro. La facciata esterna intonacata è dipinta con un motivo a cubi prospettici sui toni del color mattone su fondo bianco, disposti a spina di pesce. L'arco a sesto acuto s'imposta su semplici cornici modanate. I piedritti di sostegno, soprattutto quello di sinistra, non sembrano accordarsi con le cornici d'imposta, poiché la porta subì rimaneggiamenti. Al di sopra della chiave dell'arco c'è uno scudo araldico in pietra scalpellato, difficilmente leggibile. Ai lati si trovano tratti della cinta muraria.
- porta S. Antonio (XVIII secolo): sostituì nel Trecento la vecchia porta Filiamabili, inclusa nel primo recinto. Prima di essere intitolata a Sant'Antonio di Padova era nota come "porta delle Capre", e nel Seicento "porta del Crocifisso". La parte superiore per l'alloggio delle guardie, quando cadde in disuso, fu adibita come casa privata. In un documento decurionale del 1816 si evince che Domenico Granata, gestore della cartiera cittadina fuori le mura, aveva ridotto ad abitazione la parte superiore la porta, appendendo inoltre lo stemma del suo casato sull'arco. L'arco ogivale esterno risale alla fine del Duecento, quello del prospetto interno invece è posteriore, realizzato con materiale di minor pregio. Entrambi gli archi sono ribassati da lunette, e quello di fuori presenta un affresco rinascimentale di Sant'Antonio da Padova.
- porta Filiamabili (XIV secolo): la porta è situata presso l'angolo sud-occidentale della prima cinta muraria in via Manlio d'Eramo, l'unica conservatasi perfettamente senza manomissioni nei secoli. Fu solamente rafforzata quando venne costruita la seconda porta di Sant'Antonio, posta alla base di rampa d'accesso nel più ampio recinto murario. La prima menzione della porta risale al 1196, e il nome proviene da un canonico: Amabile de' figli Amabili, probabilmente il finanziatore di un restauro. La porta infatti venne rinominata "Filiorum Amabilis" e poi in italiano Filiamabili. Le attuali strutture della porta sono trecentesche; il fronte esterno è caratterizzato dal paramento in conci di pietra, che giunge fino al vertice dell'arco a sesto acuto del fronte esterno. L'arco è decorato da cornice modanata, e s'imposta su mensole modanate, sostenuto da robusti piedritti in pietra squadrata. Il varco del prospetto interno è intonacato, e segue il profilo della curva della volta a botte, che copre il passaggio e sostiene il corpo soprastante.
- porta Japasseri (XIV- XV secolo), della porta rimangono le imponenti fondamenta laterali.
- porta Bonomini (XV - XVIII secolo): il nome è l'italianizzazione di Johannis Bonorum Hominum, un personaggio che provvide alla ricostruzione della stessa durante il Medioevo. Il varco si apre a nord-ovest dell'antico recinto murario, sull'angolo opposto a porta Iapasseri. La prima costruzione risale all'Alto Medioevo, ripristinata in forme gotiche nel Trecento. Oggi la porta purtroppo conserva i piedritti di base in pietra, che risalgono a un restauro del 1708, immediatamente dopo il grave terremoto, che distrusse la parte superiore dell'arco a sesto acuto. Esso fu sostituito da un architrave in legno, rimosso negli anni '80 perché fatiscente.
- porta Santa Maria della Tomba (XV- XVI secolo): risale al XIV secolo circa, anche se oggi appare in forme seicentesche: ha un arco a tutto sesto, tamponato da una lunetta affrescata con la Deposizione, opera del pittore Vincenzo Conti (1808). L'inserimento della lunetta ha trasformato l'originaria struttura ad arco in rettangolare, costituita da piedritti a blocchi di pietra terminanti in mensole di sostegno e architrave ligneo. Si apre lungo il secondo tratto di cinta muraria, proprio presso la strada che costeggia la chiesa da cui la porta prende il nome.
- porta Saccoccia (XV secolo): la porta si apre lungo il tratto orientale della seconda cinta muraria, che tra la fine del Duecento e del Trecento estese il perimetro dell'abitato. Nel 1755 fu apposto uno stemma sulla porta, aperta dopo il terremoto del 1706. La porta però è già esistente come entrata secondaria nel Medioevo; il nomignolo Saccoccia risale al XVI secolo, quando la zona del rione era dominata dalla famiglia. La porta consta di un arco a sesto ribassato, sostenuto da piedritti, in blocchi squadrati di pietra. Il piedritto di destra è fortemente smussato, riparato da cemento. All'interno dell'arco dall'alto restano i supporti di legno dei cardini, e presenta un aspetto settecentesco. Lo stemma di una pecora reca la data 1755 con il nome di Pietro Antonio Pecorillo.
- porta Molina (XIII secolo): era un secondo accesso del sestiere, esistente già dal 1168, come riferisce il Chronicon di Casauria. Per la prima volta è stata definita "molina" dal presbitero Giovanni Ardengi, benché nel XIII secolo fosse chiamata "porta Sant'Andrea" per via della vicina chiesa oggi scomparsa. Tale chiesa era detta Sant'Andrea Intus, successivamente distrutta nel 1706. La porta tuttavia si è conservata perfettamente, poiché restaurata, e presenta un arco a tutto sesto in pietra concia, senza mensole d'imposta e con le ante in legno in situ. All'interno è preceduta da una volta a botte di altezza maggiore, raccordata alla porta per mezzo di una lunetta.

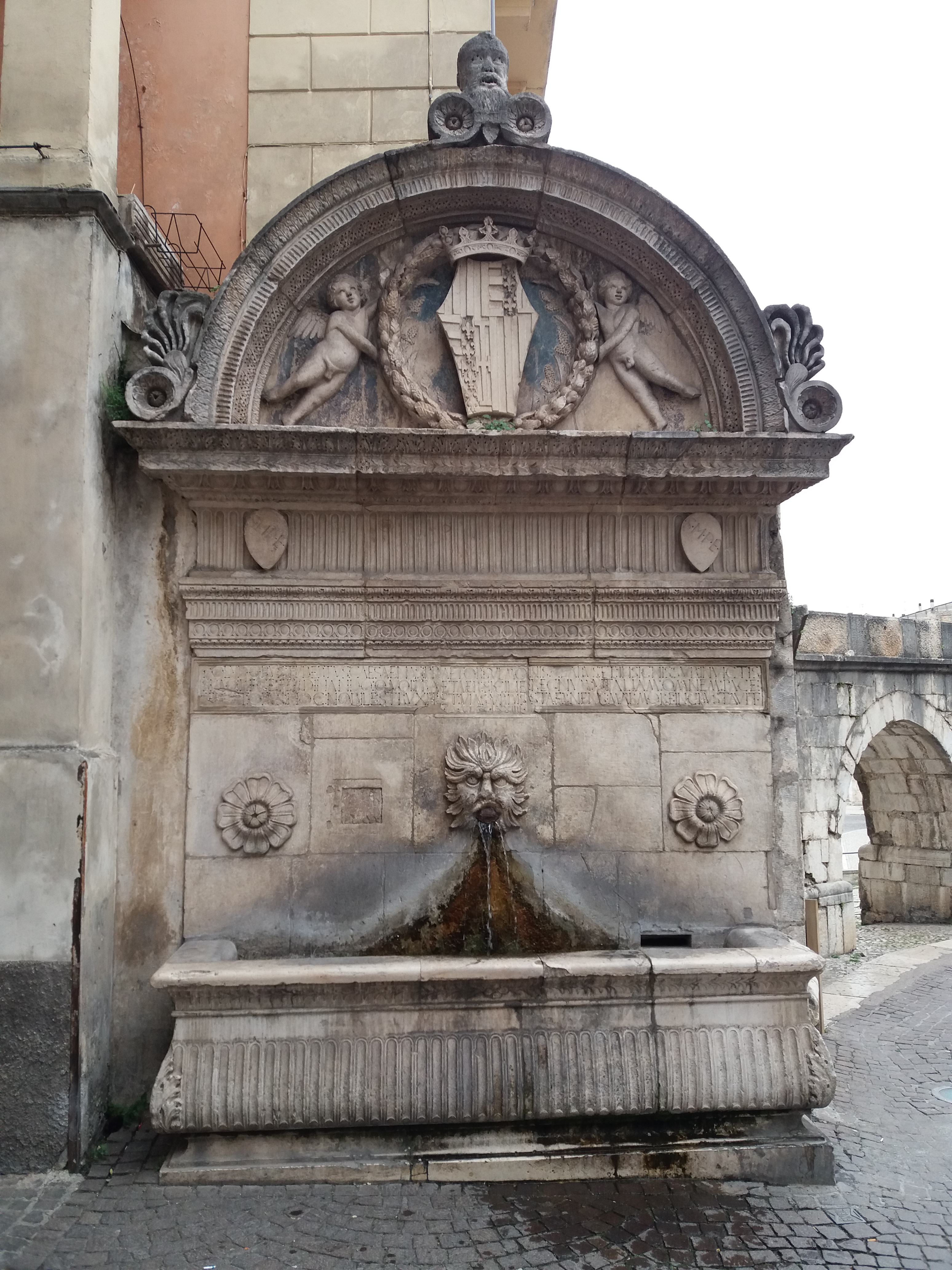
Fontana del Vecchio.

- Fonte Sant'Agata: si trova presso la chiesa di San Filippo, e ha origini medievali. Ma è stata ricostruita nel XVI secolo dalle maestranze lombarde, decorata con lo stemma cittadino e di quello della famiglia Lannoy, i principi di Sulmona. La vasca in pietra è decorata dal bassorilievo con i due stemmi ai lati estremi, affiancati da due formelle a motivi floreali di stampo romanico. Sotto di questi ci sono tre mascheroni dalle forme umane e faunistiche che dalla bocca mostrano le cannelle.
- Fontana del Vecchio: si trova lungo il corso Ovidio, collegata all'estremità dell'acquedotto medievale, il che la rende tra le fontane storiche sulmontine più famose e apprezzate. La fontana esisteva prima del 1474, quando il capitano Polidoro Tiberti la fece restaurare secondo il gusto rinascimentale. Benché modificata nella parte inferiore nel 1901, poiché la semplice vasca quadrata fu sostituita da una a sarcofago molto più decorata, con motivi a baccellature, il monumento si presenta abbastanza conservato nell'aspetto originario. La fontana è composta dalla vasca appoggiata alla parete dell'acquedotto, e dal monumento scolpito sulla parete stessa, con il mascherone dalle forme antropomorfe, molto simile a un fauno, da cui il nome "vecchio", affiancato da due rosoncini laterali, e da una cornice monumentale con due putti che sorreggono lo stemma civico. Lo stemma si trova in una profonda lunetta di gusto rinascimentale, e vari rilievi sono il coronamento all'aragonese entro una ghirlanda di fiori e frutti, sorretta dagli angioletti, in funzione acroteriale la testa barbuta del fauno. Una tradizione identifica il vecchio con il mitico fondatore di Sulmona: Solimo, uno degli amici dell'eroe troiano Enea, altri invece dicono che sarebbe una rappresentazione araldica della nobile famiglia de' Vecchis.
- Fontanone monumentale di piazza Garibaldi: è una delle fontane più note della città, situata al centro di piazza Maggiore, realizzata per il refrigerio dei commercianti e dei popolani. Nel 1821 ci fu un primo progetto comunale, con affidamento dell'opera al pescolano Felice di Cicco, il quale propose di usare la pietra della piazza, e venne ultimata nel 1823. La fontana è organizzata su una vasca ottagonale di 3,20 m di diametro, al cui centro si erge una scogliera tufacea che sorregge il tronco di una colonna decorata con motivo di larghe foglie in caulicoli. Sullo stelo di quest'ultima poggia un grande bacile, sovrastato da un più piccolo, sempre sorretto da una colonna. L'intera struttura originalmente poggiava su un basamento di tre gradoni digradanti, a cordonatura. Nel 1933 in occasione della ripavimentazione della piazza, fu realizzato il secondo bacino ottagonale.

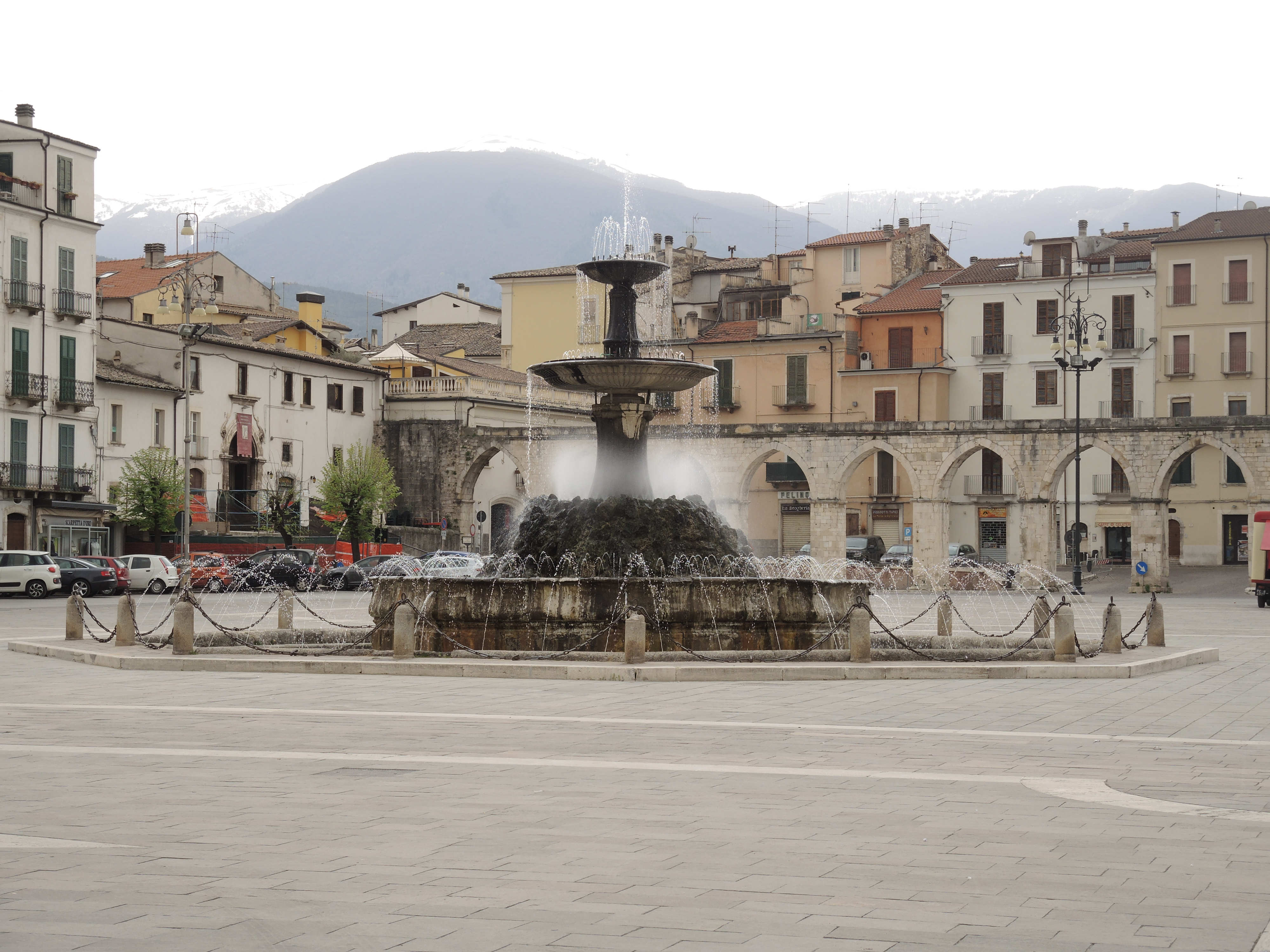
Fontana di piazza Garibaldi.

- Fonte di porta Iapasseri: collocata ai piedi del tratto nord-orientale dell'ex cinta muraria, esisteva già prima del 1600, dato che in quell'epoca fu restaurata, con l'aggiunta di due vasche laterali in funzione di abbeveratoio. Si tratta di un grande abbeveratoio lavatoio che raccoglieva le acque sorgive da una polla situata nei pressi della chiesa di Santa Maria della Potenza (oggi scomparsa). La fontana in pietra concia è giocata sul motivo di tre arcate cieche a tutto sesto a profilo modanato: quella centrale poggia su mensole; le due laterali minori insistono lateralmente su possenti piedritti a base quadrata. Nelle tre lunette sono collocati gli stemmi di Sulmona, ai due lati e al centro quello dell'alleanza matrimoniale del principe Filippo II Lannoy e la consorte Porzia Guevara. I mascheroni delle cannelle sono antropomorfi, e risalgono al Medioevo.
- Fontana monumentale della Santissima Annunziata: si trova sul sagrato della basilica omonima, datata 1847, anche se per via di un'iscrizione si ritiene che la fonte abbia origini più antiche, almeno XVIII secolo, quando i popolani richiesero un prolungamento delle acque della Fontana del Vecchio fino alla zona dell'Annunziata. La fontana si erge su un basamento di pietra ad anello, di due gradini su cui è alloggiata la vasca circolare, dal profilo a gola rovesciata, e decorata da baccellature; uno stelo centrale con scanalature ad elementi vegetali sorregge un bacile più piccolo, con lo stesso motivo ornamentale.
- Fonte di Santa Maria di Roncisvalle: si trova presso la chiesetta omonima, tra le più antiche della città, lungo il tratturo Celano-Foggia. Benché la fontana sia datata 1376, forse ha origini più remote, se non addirittura romane: si presenta a forme tardo cinquecentesche, con struttura semplice del tipo a muro e coronamento orizzontale. Il paramento è in pietra squadrata, possiede quattro mascheroni a getto dall'aspetto antropomorfo.
- Fontana di Fonte d'Amore: collocata ai piedi del Monte Morrone, presso l'Abbazia di Santo Spirito, la fontana avrebbe dei collegamento con il poeta Ovidio, poiché la stessa targa commemorativa riporta Sulmo mihi patria est, gelidis uberrimus undis milia qui novies distat ab Urbem decem (Tristia, IV), e poiché il poeta negli Amores fa riferimento al suo amore per la sulmontina Corinna. Inserita in un piccolo spiazzo con pavimentazione in selciato, la fontana presenta una struttura semplice, costituita da muro rettangolare in pietra squadrata a cornice. L'acqua sgorga dalle cannule di due rosoncini laterali, oltre che da una fenditura molto larga, al centro.

### Monumenti pubblici

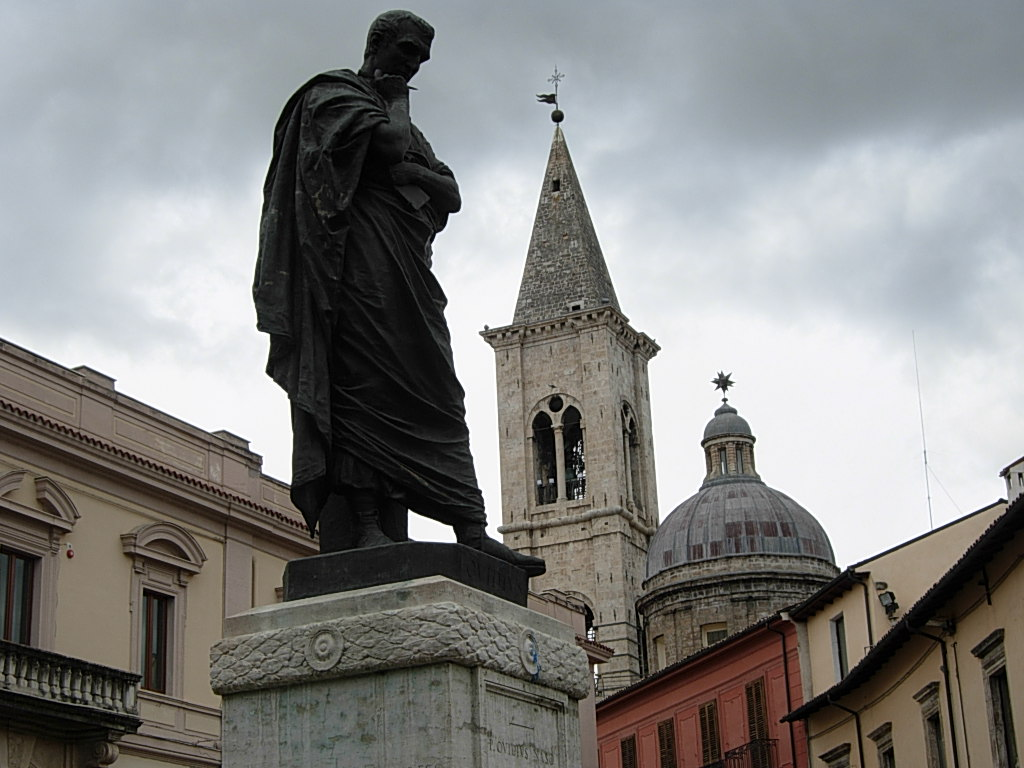
Monumento a Ovidio

- Statua di Publio Ovidio Nasone: si trova in piazza XX Settembre, e fu voluta sin dal 1857 per celebrare il poeta sulmonese. Il progetto però si trascinò per vari anni fino all'inaugurazione il 20 aprile 1925. Il monumento è stato realizzato dallo scultore romano Ettore Ferrari, e mostra un pilastro in marmo con delle sculture bronzee in rilievo, la dedica al poeta a dei versi latini dedicati alla città. Sopra il piedistallo sta la statua in forme classiche in bronzo, rappresentante il poeta pensoso, con un libro stretto nella mano sinistra, poggiata sotto il gomito della destra con cui sorregge la guancia, nell'atto di meditare.
- Monumento a Celestino V: si trova sul corso Ovidio sud, da piazza Garibaldi, e rappresenta l'eremita raffigurato come un viandante anziano, seduto sopra un tronco, con gli animali ai suoi piedi, e il bastone da pellegrino.
- Monumento ai caduti: si trova presso l'ingresso al corso dalla villa. Noto anche come "Cippo di Carlo Tresca", dedicato all'anarchico antifascista sulmonese, assassinato nel 1943. Il grande cippo in marmo ha pianta quadrangolare, la cui linearità è spezzata da una cornice marcapiano verso la cima. Su ogni lato ci sono delle corone d'alloro in bronzo, mentre sul lato principale è rappresentato un bassorilievo bronzeo di un uomo giacente, con accanto la dea Vittoria. Il monumento infatti è stato costruito anche per celebrare i caduti sulmonesi nella prima guerra mondiale, per cui era stato costruito dopo il 1918, durante il periodo fascista, con forme classiche.
- Monumento a Benedetto XVI: è stato realizzato nel 2016 in occasione della visita pastorale di Papa Benedetto XVI nel 2010, fortemente voluto dal vescovo Monsignor Angelo Spina. Realizzato in bronzo, si trova dietro la cattedrale di San Panfilo, in una piccola aiuola, e raffigura il pontefice nell'atto di benedire.
- Monumento al ferroviere: si trova presso la stazione ferroviaria e si tratta di un antico locomotiva a vapore con targa commemorativa, in ricordo dei ferrovieri morti durante il bombardamento della città il 30 agosto 1943.

### Il campo d'internamento 78 di Fonte d'Amore

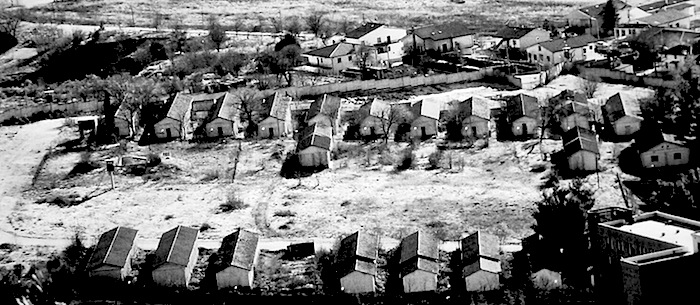
Veduta aerea del campo di internamento di Fonte d'Amore.

Si trova nella località omonima, e rappresenta uno dei campi di prigionia di guerra più grandi dell'Abruzzo, nonché uno dei meglio conservati. Durante l'occupazione tedesca, Sulmona assunse un ruolo importante per la mobilità delle truppe e dei materiali bellici, per via dello snodo ferroviario delle quattro linee dirette a Roma (via Avezzano), Pescara, Napoli (via Castel di Sangro), e Terni (via L'Aquila). A poca distanza a Pratola Peligna sorgeva uno stabilimento adibito a polveriera per la fabbricazione di munizioni, e ciò risultò un buon centro di acquartieramento delle truppe, e successivamente per la cattura di prigionieri politici, e di combattenti nemici da internare in campi di lavoro, data l'asprezza del territorio del Morrone.

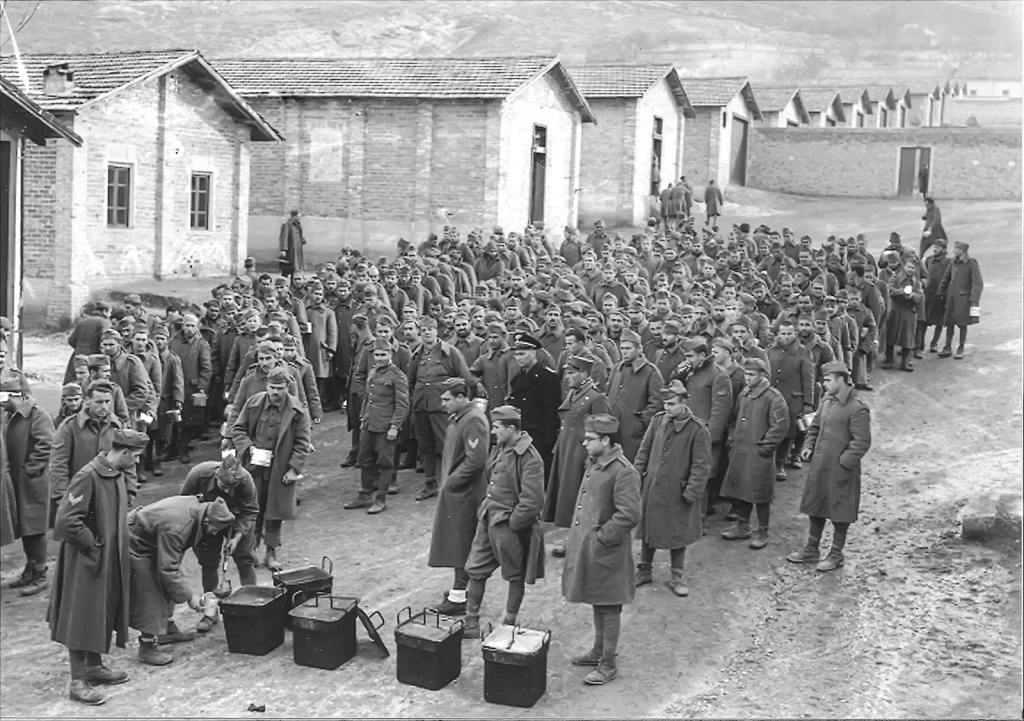
Prigionieri di guerra nel campo di internamento di Fonte d'Amore.

### Siti archeologici

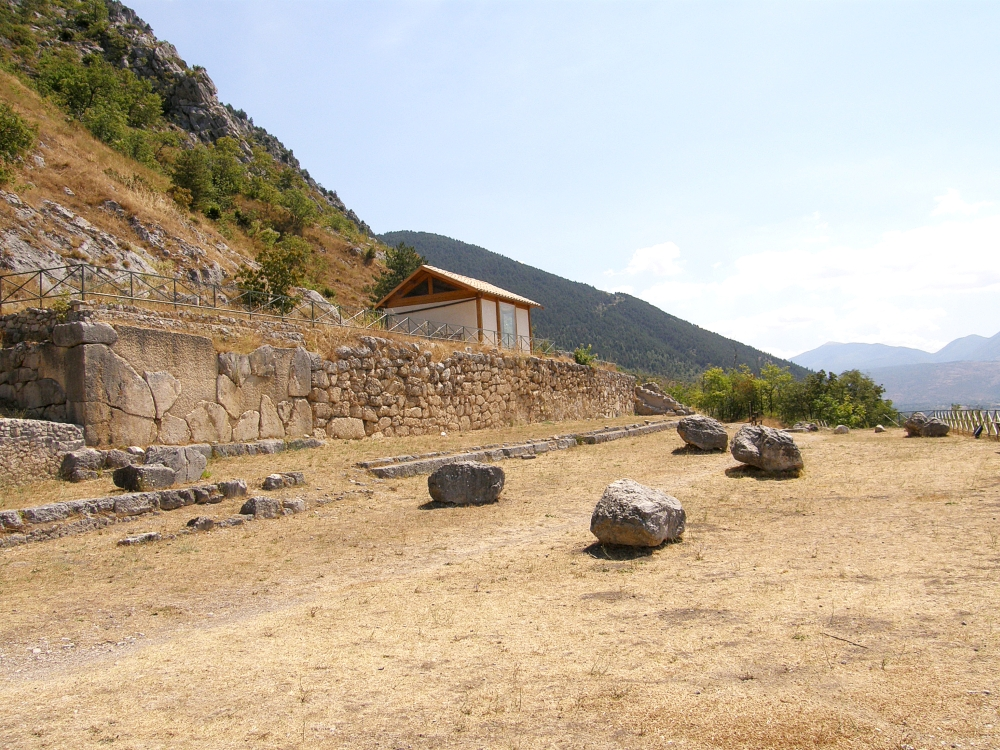
Area archeologica del santuario di Ercole Curino

- Santuario di Ercole Curino: si trova alle pendici del Monte Morrone, sotto l'eremo di Sant'Onofrio. Il culto di Ercole presso i Peligni era diffuso già nel V secolo a.C., e probabilmente a quest'epoca risale il tempio originario, ampliato nel II secolo a.C., e trasformato durante il dominio romano in un vero e proprio santuario, seguendo i canoni di matrice ellenistico-romana. Nel II secolo d.C. un terremoto provocò una frana che fecero collassare le strutture di riempimento, benché il sito continuò ad essere frequentato, soprattutto come cava di materiale per la costruzione di chiese. La struttura è organizzata su due livelli a terrazze artificiali, dopo gli scavi e i restauri effettuati nel 1957. La base inferiore è costituita da un muro di sostruzione in opus reticulatum, con un piazzale con 14 ambienti a volta, evidentemente locali di servizio, tranne l'ultimo locale, adibito a ingresso porticato al santuario. Sulla gradinata superiore erano collocati un piccolo donario e una fontana in pietra, dove i fedeli su purificavano prima di accedere al tempio. Si conservano decorazioni parietali a mosaico policromo, con elementi decorativi tipici del repertorio ellenistico, vegetali, delfini, onde del mare, folgori, con riferimento a Giove. Vi si trova un'iscrizione di un restauro voluto dall'ex pretoriano Caio Settimo Pompilio. Notevole è stato il ritrovamento della scultura di Eracle a riposo, conservata nel museo archeologico di Chieti.
- Domus romana: si trova presso il museo civico della Santissima Annunziata. Fu rinvenuta nel 1991, e risale al II secolo d.C.: l'ambiente si identifica attorno allo spazio meglio conservato dell'impluvium, sopra cui furono costruite le strutture medievali. Notevoli sono degli affreschi del terzo stile pompeiano, ritraenti la Hierogamia tra Dioniso e Arianna, e la disputa di Eros e Pan. Tale domus è stata inclusa nella sezione archeologica dei musei civici.
- Altri siti d'interesse archeologico sono l'area archeologica di Case Pente, collocata a sud-est del territorio comunale e Sagizzano, antico insediamento scomparso della zona pedemontana del monte Morrone.

### Strade e Piazze

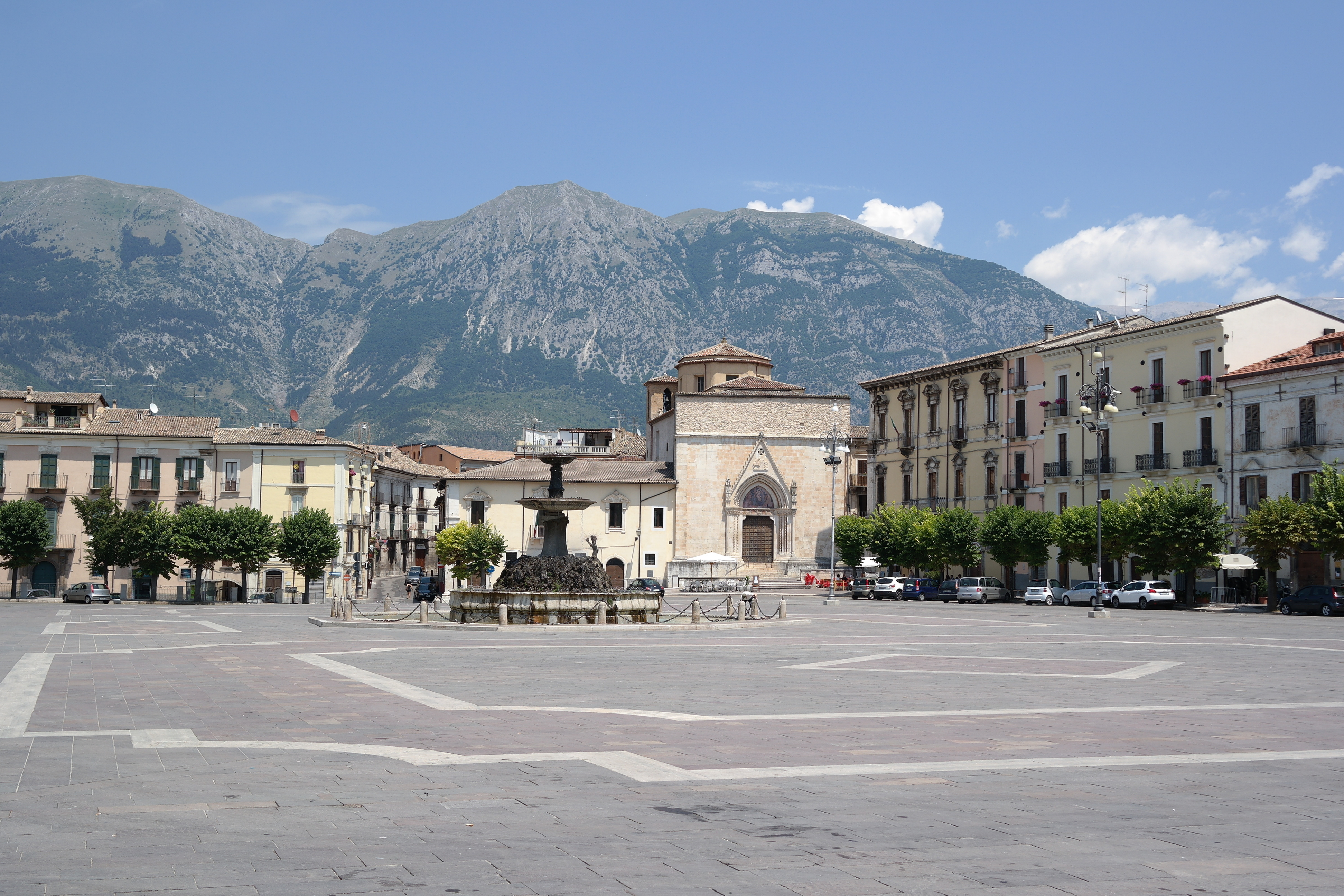
Piazza Garibaldi o del Mercato.

- Corso Ovidio (arteria principale del centro storico), fruibile dalla villa o dalla porta Napoli, con i monumenti della piazza Garibaldi, la piazza XX Settembre con la statua di Ovidio, la piazzetta dell'Annunziata e lo slargo della villa.
- Piazza XX Settembre, caratteristica principale il monumento a Ovidio, il palazzo del "gran caffè" e delle botteghe storiche del confetto.
- Piazza Garibaldi (piazza Maggiore), caratterizzata da planimetria rettangolare, con uno spicchio dell'acquedotto medievale e una fontana monumentale sul versante opposto, coronato dalle chiese di San Filippo Neri e San Rocco.
- Piazza Carlo Tresca, si trova all'ingresso della villa, adornata dal monumento commemorativo.
- Piazza Plebiscito, piccola piazza caratterizzata dalla chiesa di Santa Maria della Tomba.
- Piazza Duomo, la piazza della cattedrale, diminuita nell'area dalla costruzione della villa comunale.
- Piazza Giuseppe Capograssi, piazza moderna, con la sede del tribunale e procura della Repubblica, rappresentata dalla chiesa di Cristo Re.

### Parchi e aree naturali

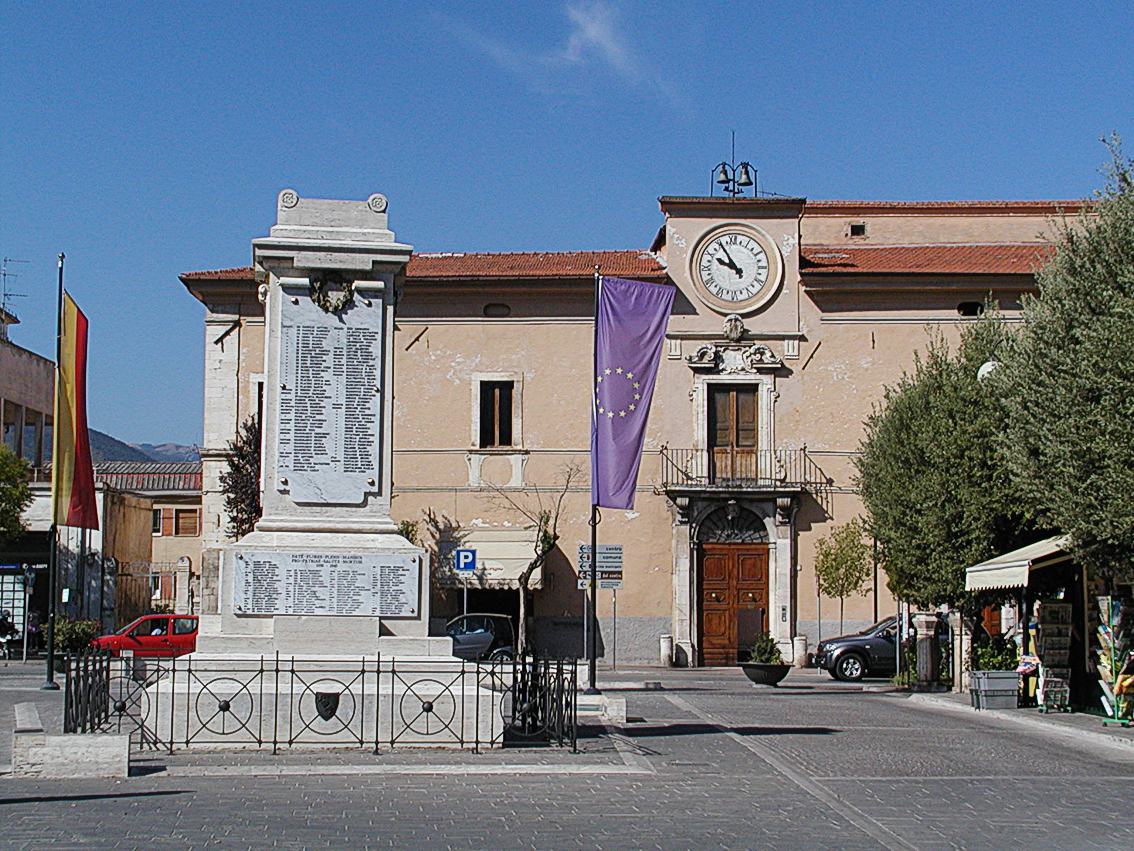
Ingresso alla villa comunale dal cippo Carlo Tresca.

- Villa comunale: costituisce un'ampia porzione del centro cittadino, che parte da sud allo sbocco del corso Ovidio su piazzale Carlo Tresca, fino al sagrato del duomo di San Panfilo. Con la delibera comunale del 4 maggio 1867 si attuò il progetto della costruzione di un'area di svago e passeggio; l'area fu livellata, bonificata, abbellita con fontane, piante da giardino e la costruzione di un'orchestra per i concerti pubblici della banda. Specialmente, prima della rimozione di essa, l'orchestra si esibiva durante la festa del patrono San Panfilo. Nel primo '900 l'area divenne uno dei punti nevralgici della vita sociale sulmonese, e nei pressi vi fu costruito lo stadio Pallozzi. Nel dopoguerra l'area fu circondata da palazzine costruite durante il boom economico, senza che però ne venisse alterata l'armonia. Il giardino è stato realizzato da Luigi Rovelli, avente una forma geometrica rettangolare allungata, che si sviluppa per 800 metri, dal piazzale Tresca fino alla cattedrale. In posizione simmetrica al suo interno si trovano due fontane peschiere circolari con la colonna centrale in tufo.
- Parco fluviale Augusto Daolio: si trova lungo le scarpate del fiume Vella attorno al centro storico. Anticamente coperto da terreni coltivati e dall'originale vegetazione a pioppeto, l'area è rimasta a lungo inutilizzata fino al progetto realizzato del parco fluviale, inaugurato nel 1999. Il parco è multiuso, per i giochi dei bambini, per le passeggiate e per le escursioni, nonché provvisto di un anfiteatro per gli spettacoli.

## Società

### Evoluzione demografica
Abitanti censiti

### Lingue e dialetti

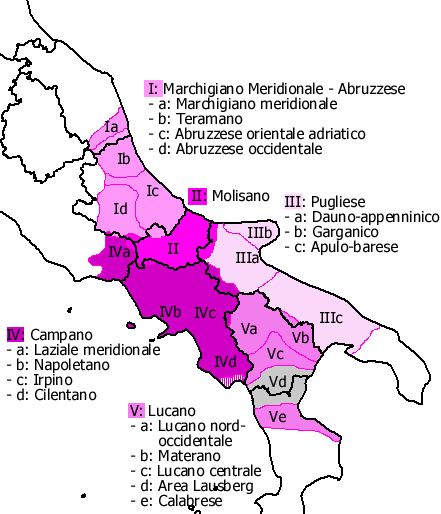
Dialetti italiani meridionali

Il dialetto parlato a Sulmona e nel suo circondario, oltre che nell'area pescarese appena ad est delle gole di Popoli, si inserisce nell'area peligna del gruppo dei dialetti abruzzesi occidentali. Le parlate dell'area peligna metafonizzano, come quelle sabine, date -u/-i finali, utilizzando però la cosiddetta metafonesi "napoletana" o "sannita": perciò per le vocali aperte è/ò si verifica la dittongazione, generalmente con esito ié/uó, mentre per le chiuse é/ó vi sono i rispettivi esiti i/u.

### Istituzioni, enti e associazioni
Istituzioni di cui Sulmona è sede:
- Comunità montana Peligna
- Parco nazionale della Maiella (sede operativa)[26]

## Cultura

### Istruzione

#### Biblioteche
- Biblioteca comunale Publio Ovidio Nasone
- Archivio di Stato dell'Aquila sezione di Sulmona
- Biblioteca diocesana (Polo Museale di Santa Chiara)
- Biblioteca dell'agenzia regionale per la promozione culturale "Giuseppe Capograssi"
- Biblioteca convento di Sant'Antonio
- Biblioteca convento di San Francesco di Paola
- Biblioteca - Emeroteca della casa per la pace di Sulmona

#### Scuole
Hanno sede a Sulmona cinque scuole primarie e tre scuole secondarie di primo grado e due istituti di secondo grado superiori.

#### Università
Il polo universitario di Sulmona ospita alcuni corsi dell'università degli Studi dell'Aquila.

### Musei
- Museo civico nel Palazzo della SS.ma Annunziata (con le sezioni archeologica, storico-artistica e Domus di Arianna)
- Museo dell'arte e della tecnologia confettiera
- Museo di storia naturale
- Museo diocesano
- Pinacoteca civica “E. Ferrari”
- Museo del costume popolare abruzzese-molisano e della transumanza
- Pinacoteca Provinciale “I. Picini”
- Museo dell'immagine e delle tecniche fotografiche
- Museo della Cattedrale di San Panfilo[28]

### Media

#### Stampa
- Magazine Sulmona

#### Radio
- La6radio[29]

#### Televisione
- Onda Tv Sulmona[30]
- Videoesse[31]

### Teatro
- Teatro comunale Maria Caniglia
- Piccolo teatro di via Quatrario
- Opera dei Pupi Italici

### Cinema
Elenco dei film girati in tutto o in parte a Sulmona:
- Fontamara (1977) di Carlo Lizzani.Confetti sulmonesi

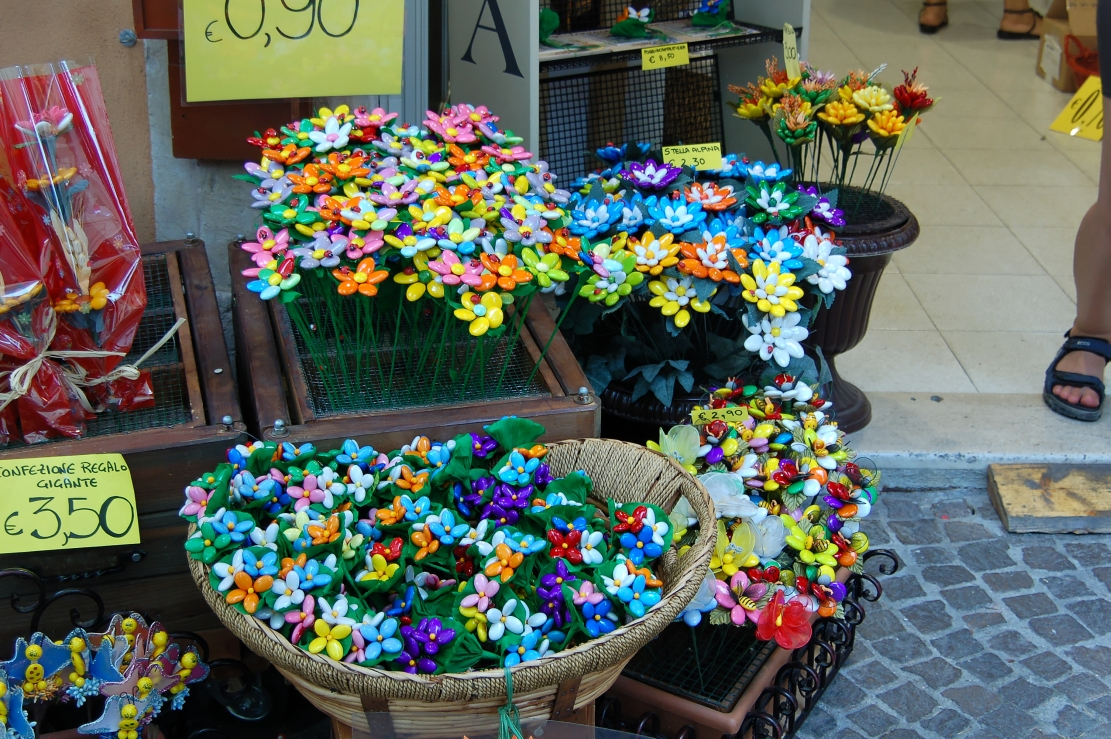
Confetti sulmonesi

- Parenti serpenti (1992) di Mario Monicelli
- The American (2010) di Anton Corbijn
- Un Natale con i fiocchi (2012) di Giambattista Avellino
- Cloro (2015) di Lamberto Sanfelice

### Cucina

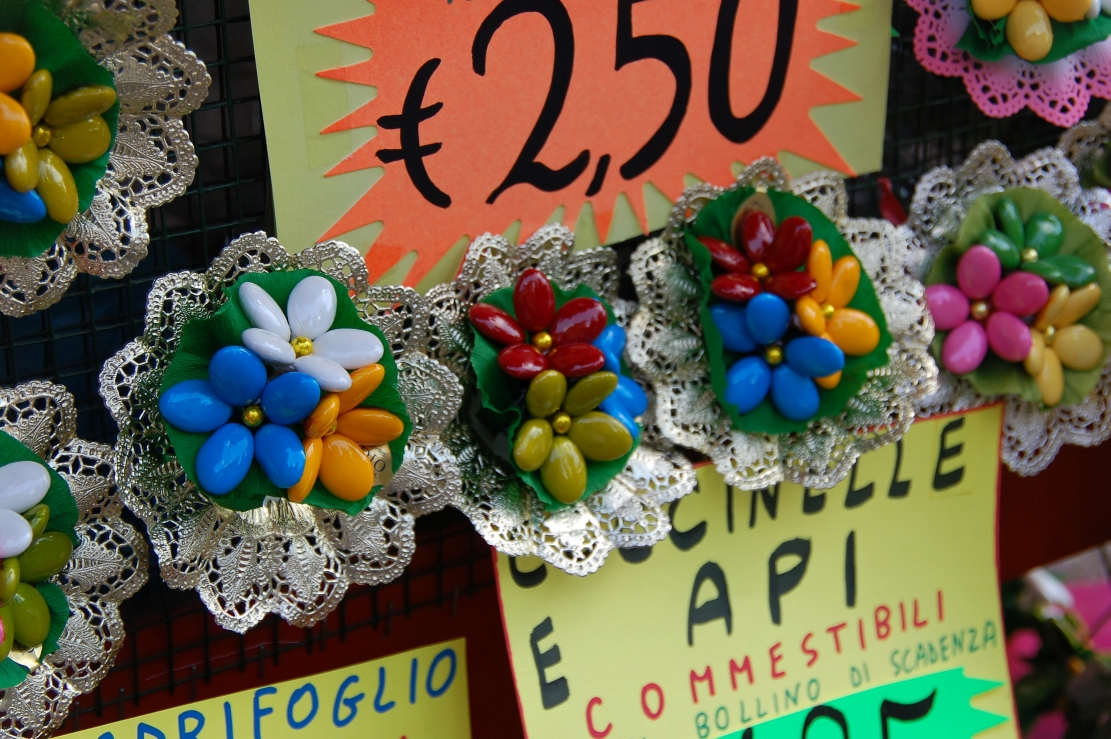
Varietà del confetto di Sulmona: il confetto quadrifoglio

La gastronomia sulmonese impiega i prodotti orticoli della Valle Peligna, fertile terra già apprezzata da Plinio: fra questi spicca l'aglio rosso di Sulmona, un ecotipo d'antica e tradizionale coltivazione, prodotto unico in Italia per il colore rosso vinoso delle tuniche, nonché per il sapore particolarmente intenso.
Accanto agli immancabili maccheroni alla chitarra conditi con sugo d'agnello, alle sagne e fagioli e alle carni ovine (tra cui gli arrosticini, piccoli spiedini di pecora), l'autentica particolarità della gastronomia locale è l'uso alimentare di ingredienti insoliti, la cui disponibilità è connessa alle colture specifiche. Tra essi emergono le zolle, scapi fiorali dell'aglio, preparate lesse in insalata o conservate sott'olio, e i fiori di zucca, passati in una pastella e fritti. I piaceri della tavola hanno il loro contributo D.O.C.: il rosso montepulciano d'Abruzzo, il rosato cerasuolo e il bianco trebbiano nascono dal frutto della viticoltura Peligna, anch'essa nota già ai Romani.
Sulmona è nota non solo per aver dato i natali al poeta latino Ovidio ma anche per la produzione dei confetti, le cui tecniche di produzione e ricette si tramandano da secoli, documentato con certezza dal 1783, e successivamente prodotto principalmente dallo stabilimento della famiglia Pelino.
Non solo confetti fra i dolci: anche torroni artigianali, scarponi e ceci ripieni, tradizionali dolci natalizi, fiadoni, dolci al formaggio pecorino, immancabili a Pasqua e, regina dei dolci, la cassata sulmonese, insieme di pan di Spagna creme e croccante.

### Arte
Sulmona, al livello architettonico, è la "città del gotico abruzzese", poiché nel tessuto urbano si conservano molto bene, che in altri borghi circostanti, abitazioni, chiese ed altre tracce varie del periodo XIII-XV secolo. Uno dei primi esempi dell'arte locale, a parte la scultura romana, è il mosaico pavimentale del santuario di Ercole Curino, ritraente l'eroe greco e Giove attorniato da cornici a festoni.
Tuttavia come detto lo stile architettonico che prevale a Sulmona è il gotico internazionale italiano, o "tardo gotico", visibile specialmente nell'esterno delle chiese, e in un solo caso nell'interno della chiesa di Santa Maria della Tomba. Quasi sempre ricorrente nelle principali facciate di quest'epoca artistica, è il portale ad arco a tutto sesto, con ampio strombo, realizzato nella maggior parte degli esemplari sulmontini (della facciata del duomo, di Santa Maria della Tomba, di San Francesco d'Assisi, da Nicola Salvitti, quello di San Panfilo, è datato 1391). Quello più antico risulta essere il portale d'epoca angioina della chiesa di Sant'Agostino, rimontato dopo il sisma del 1706 sulla chiesa di San Filippo Neri, ornato da magnifica ghimberga a gattoni, mostrando delle affinità con portali dello stesso periodo (metà XIII secolo) della cattedrale di Ortona e del duomo di Teramo, benché questo fosse stato realizzato mezzo secolo più tardi.

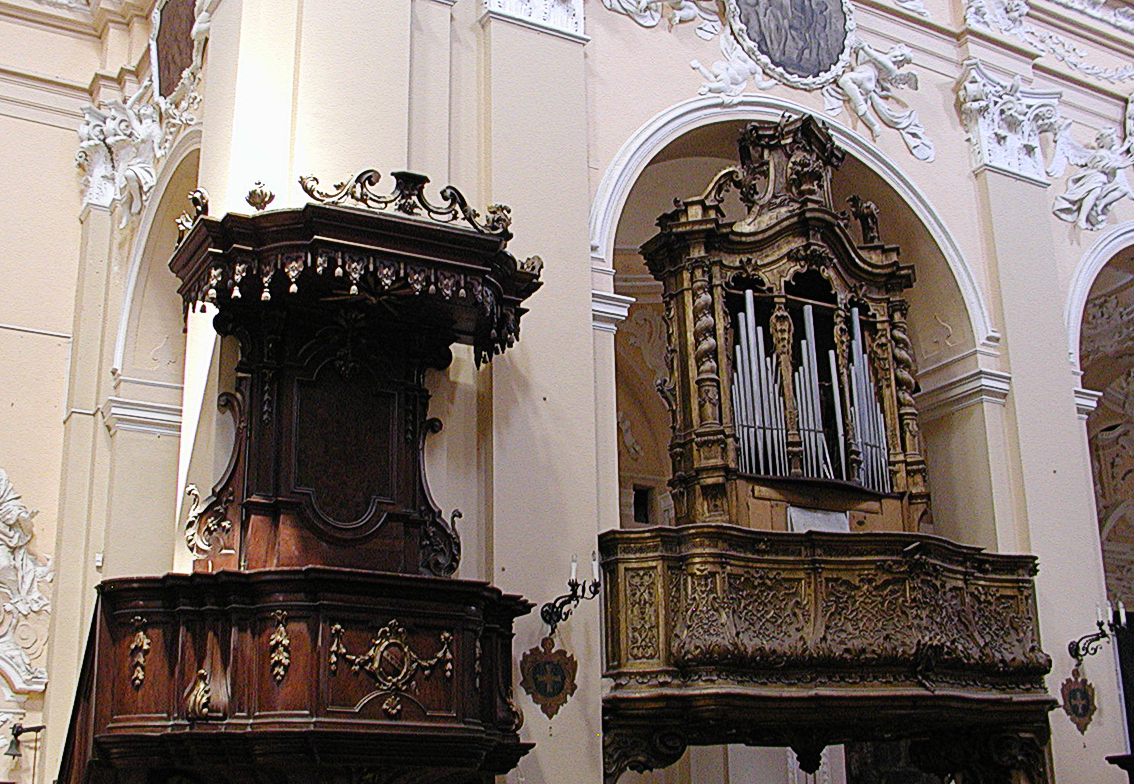
Pulpito ligneo ed organo vecchio della basilica dell'Annunziata

Altri esempi di architettura civile gotica di metà XV secolo, nella ricostruzione della città dopo il sisma del 1456, si hanno nella casa medievale di Giovanni Sardi, con la finestra bifora, nel Palazzo dei Tabassi, famiglia favorita della casata Sveva, di cui oggi resta l'esempio della finestra gotica ad archi trilobati, mentre in piazza del Mercato si staglia la mole dell'acquedotto di Manfredi di Svevia, realizzato nel 1256, in puro stile gotico. A causa di ricostruzioni e terremoti, Sulmona si presenta in una veste architettonico-urbana molto variegata, a cominciare dalle tracce romane sparse nei fondaci delle abitazioni del centro, alle fortificazioni medievali della doppia cinta muraria, di cui restano i più famosi accessi (quasi tutti gotici del XIV-XV secolo) di porta Napoli, porta Sant'Antonio, porta Filiorum Amabilis, porta Pacentrana, porta Romana, le abitazioni, e i portali delle chiese, di cui si registrano i tardo romanici (XII-XIII secolo) presenti sul fianco del duomo e sulla "rotonda" della chiesa di San Francesco della Scarpa. Il gotico, come si è detto, non ha interessato soltanto le facciate con i rosoni a raggiera ed archetti in mostra, ma anche i campanili che hanno fatto scuola e sono stati modello d'imitazione per i borghi dell'area Peligna, di cui oggi restano tre esemplari: quello migliore della torre campanaria della basilica dell'Annunziata, quello dell'abbazia di Santo Spirito al Morrone, coevo del primo, e quello della chiesa madre della Misericordia a Pacentro. Il primo fu progettato dal napoletano Matteo Colli, nel 1565-1590 completato dal maestro Alessio da Sulmona, caratterizzato da uno squisito stile tardo gotico, scandito a più livelli da cornici con finestre bifore, e una terminante cuspide piramidale.
Esemplare resta anche la facciata del complesso monumentale dell'Annunziata, prospettante sul corso Ovidio, eretta nel XIV secolo, ma rifatta più volte a causa dei terremoti; tale passaggio di vari stili è rintracciabile nella diversità dei tre portali di accesso, da sinistra verso destra, e nei finestroni che li sovrastano: da sinistra il primo settore è chiaramente gotico con eleganti ed elaborate cornici che racchiudono personaggi sacri, santi e in un girale del finestrone a trifora il monogramma di Cristo con la Madonna col Bambino; gli altri invece, man mano che si avvicinava l'arte rinascimentale, persero la decorazione molto particolareggiata, riaccostandosi a un modello più classico.
Dell'epoca rinascimentale, a causa della grave devastazione tellurica del 1706, si conserva poco e niente, se non esempi scultorei presenti nei palazzi o nelle chiese. La ricostruzione ovviamente in stile barocco ha interessato tutta la città, i palazzi e le chiese, quasi nessun interno è rimasto in piedi, se non quello di Santa Maria della Tomba, e la cripta al piano sotterraneo del duomo, sicché quasi tutte si presentano in una veste barocca o neoclassica. Gli esempi migliori sono gli interni della basilica di Santa Chiara affacciata su piazza Garibaldi, la chiesa di Santa Caterina Martire e l'interno della Badia Morronese, insieme all'esterno.

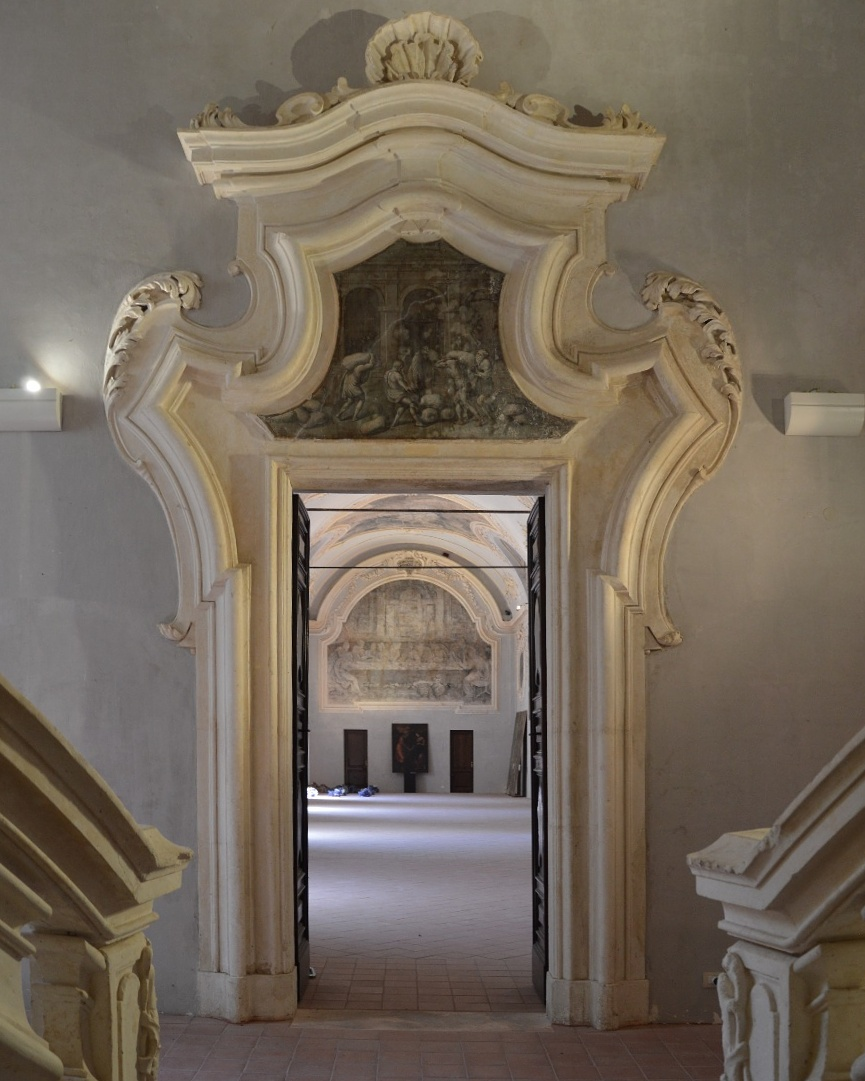
Arco mistilineo con il timpano ornato dalla conchiglia, presso lo scalone doppio dell'Abbazia di Santo Spirito del Morrone

L'esterno e l'interno di Santa Chiara furono rifatti da Andrea Fantoni (famiglia ticinese), rappresentano un modello unico del barocco abruzzese montano, che ha fatto scuola a varie altre maestranze locali per la ricostruzione delle chiese circostanti. Il prospetto inquadrato da un ordine di lesene binate su alto basamento di pietra, è finito da intonaco e si conclude in alto col timpano curvilineo spezzato, che accoglie nel mezzo un fastigio barocco in stucco e oculo ellittico centrale. Classico esempio ricorrente sulla cornice del portale centrale, come in molti altri di Sulmona e delle chiese circostanti, è il timpano mistilineo con il motivo della conchiglia centrale, mentre in altri casi c'è una coppia di putti. Per l'interno, Fantoni, che curò anche la ricostruzione a pianta ellittica della chiesa di Santa Caterina, ripropose il semplice impianto planimetrico a sala unica della chiesa, misurando nuovamente la distribuzioni degli spazi con elegante alternanza di pieni e di vuoti, venne realizzata all'altezza del transetto una cupola ellittica a profilo ribassato, sui perimetrali vennero aggiunte due nicchie per lato con gli altari minori, mentre la distribuzione e la realizzazione dei marmi lavorati, così come per la basilica dell'Annunziata e per il cappellone della SS. Vergine Annunciata, fu commissionata alle maestranze di Pescocostanzo, già attive in vari cantieri abruzzesi tra L'Aquila e Sulmona, per la ricostruzione dei soffitti lignei. Sostanzialmente la ricchezza dell'interno delle chiese sulmonesi, oltre alle tele e ad opere scultoree in legno o in pietra, consiste nella sapiente distribuzione, su ispirazione di modelli romani e napoletani, di stucchi, pennacchi, cornici di altari e statuette di santi e putti.
L'ispirazione romana è ancora più presente nel caso della facciata dell'Abbazia di Santo Spirito, ispirata forse al modello della chiesa di San Carlo alle Quattro Fontane di Francesco Borromini, così come lo scalone monumentale a doppia rampa, che introduce all'interno. La cantoria della controfacciata fu realizzata da Giovanni Battista Del Frate (1682); mentre nella cappella Caldora-Cantelmo si conservano i lavori del mausoleo di Restaino Caldora di Gualtiero d'Alemagna, che realizzò anche il sepolcro funebre di Pietro Lalle Camponeschi nella chiesa di San Biagio a L'Aquila, esempio della presenta del pieno gotico in Abruzzo in ambito di scultura (un altro mirabile esempio di scultura sacra a carattere monumentale è la Madonna col bambino o "Madonna delle fornaci", del XII secolo, conservata su una parete della cripta del duomo), e del ciclo di affreschi della cappella della metà del Quattrocento (sulle Storie della Vita di Cristo, con al centro la Deposizione). Si tratta di uno dei pochi esempi di pittura parietale ancora conservata in città, dopo il ciclo delle "storie Francescane" del convento di Santa Chiara.
In sostanza, ancora oggi è possibile vedere numerose corrispondenze, nei borghi della valle Peligna, con gli edifici civili e religiosi della città di Sulmona, soprattutto per quanto concerne l'arte barocca, e più avanti l'arte eclettica del liberty e decò (anni '10-'20 del Novecento), come dimostrano i villini del viale Kennedy, o dei casali all'ingresso del borgo medievale di Pacentro, o del tessuto urbano barocco-ottocentesco di Pratola Peligna.
Al livello artigianale, Sulmona conserva una parte di un lontano passato di fiorenti botteghe artigiane, specializzate nell'oreficeria. Le botteghe e le maestranze produssero su committenza, di reali e monaci, varie opere, per lo più a carattere religioso, come piccole cassette reliquario, o croci astili. Su ispirazione dei maestri del centro Italia, l'oreficeria sulmonese si fece conoscere a Roma e Napoli dal XIII al XV secolo, iniziando dal momento in cui grazie a Federico II divenne nel 1233 la capitale d'Abruzzo. Con i privilegi di Ladislao di Durazzo re di Napoli, quando la città poté coniare i Bolognini, Sulmona divenne il principale centro dell'oreficeria in Abruzzo, con il proprio marchio di fabbrica impresso sulle, opere ossia l'iscrizione SMPE (abbreviazione del verso ovidiano "Sulmo mihi patria est"). Tra i maestri si ricordano Barbaro da Sulmona che realizzò il busto reliquario di San Nicandro per Venafro (Molise), e Cicco di Francesco da Bentenvenga, di cui alcune opere sono conservate nel museo civico della città di Sulmona. Tale fenomeno artistico culminò nei lavori del maestro Nicola da Guardiagrele, che rappresentò il canto del cigno di quest'arte, già decaduta nella metà del Quattrocento.

### Eventi
- Aprile: Sulmona Comics & Games

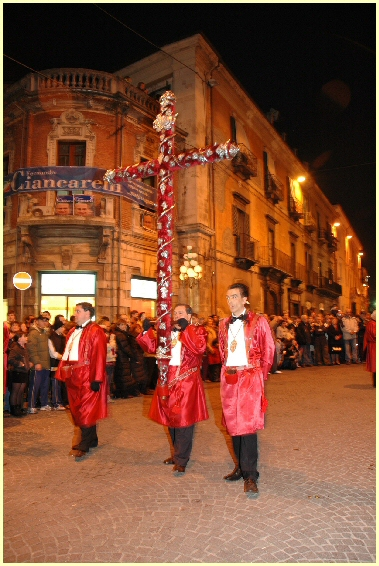
Processione del Venerdì Santo

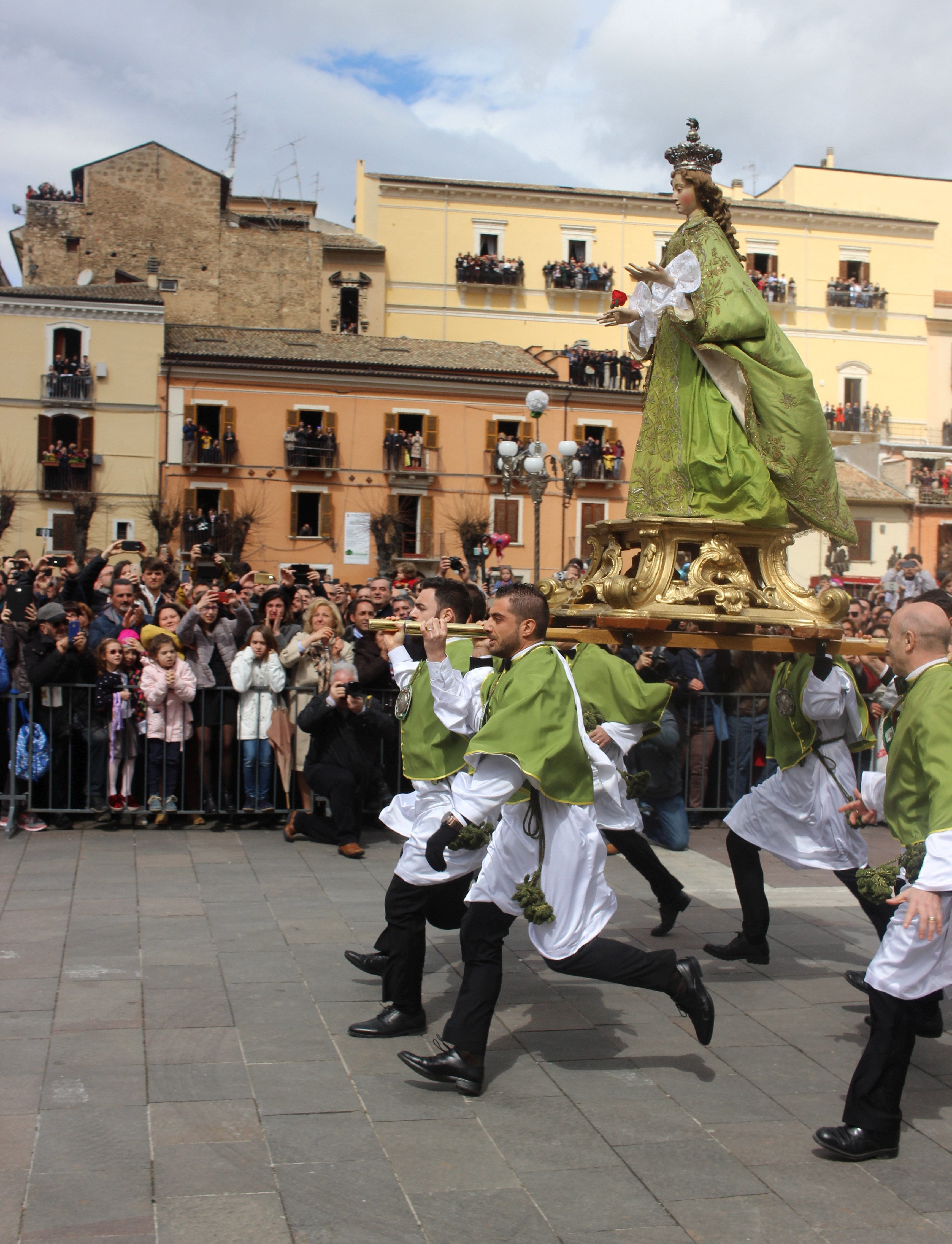
La Madonna che scappa in piazza

- Inizio agosto: Giostra cavalleresca
- terza settimana di agosto: Muntagninjazz, piano piano per Sulmona
- Fine agosto: Sulmona Rock Festival - Eremo di S. Onofrio
- settembre: Concorso Internazionale di canto lirico "Maria Caniglia"
- ottobre: Concorso Internazionale di pianoforte "Città di Sulmona" - Sulmona Comics & Games
- Da ottobre ad aprile: stagione concertistica della camerata musicale sulmonese
- novembre: Sulmonacinema Film Festival festival del giovane cinema italiano a concorso, dal 2016 Sulmona International Film Festival, concorso internazionale di cortometraggi.
- dicembre - Premio nazionale "Un giorno insieme - Augusto Daolio - città di Sulmona" per cantautori e gruppi emergenti (organizzato dall'associazione culturale Premio Augusto Daolio in collaborazione con il Nomadi fans club "Un giorno insieme").

#### Settimana santa
I riti della Settimana santa sulmonese sono i più suggestivi d'Abruzzo, conosciuti sia in Italia che all'estero. La loro origine risale documentariamente al Medioevo (anche se, nella loro forma attuale, sono solo del XVII o XVIII secolo) e sono organizzate dalle più importanti confraternite cittadine: l'arciconfraternita della Trinità (con sede nell'omonima chiesa lungo corso Ovidio) e la confraternita di Santa Maria di Loreto (con sede nella chiesa di Santa Maria della Tomba). I membri dei due sodalizi sono detti rispettivamente trinitari e lauretani; a Sulmona sono chiamati popolarmente anche rossi (i trinitari, per la loro tunica rossa) e verdi (i lauretani, per il colore della loro mozzetta). Il rito della settimana santa prevede la processione del Venerdì santo dalla chiesa della congrega della Santissima Trinità per le vie del centro storico, con solenne marcia. Su ispirazione della ben più antica "Madonna che véle" di Introdacqua, il giorno di Pasqua è diventata tradizione far incontrare le statue della Madonna con Gesù Cristo risorto in piazza Garibaldi. La statua della Vergine Addolorata, in veste nera per il lutto, viene fatta uscire dalla chiesa di San Filippo Neri, mentre la statua di Gesù è posta presso l'acquedotto medievale, ed a mezzogiorno la statua della Vergine, scortata da San Pietro e San Giovanni Evangelista, si libera delle vesti del lutto, mostrando un vestito verde (quello della confraternita dei lauretani), una rosa rossa nella mano, e viene fatta correre verso il figlio, e da qui il rito della "Madonna che scappa".

#### Giostra cavalleresca di Sulmona

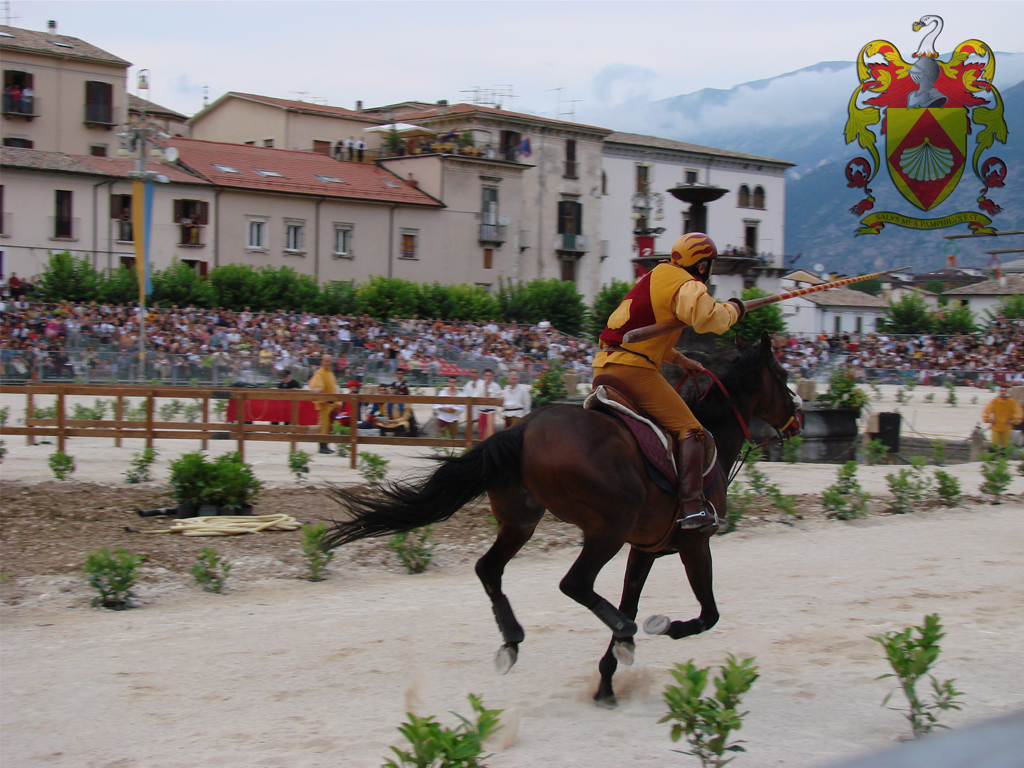
Giostra cavalleresca

La giostra cavalleresca di Sulmona era una manifestazione rinascimentale della città che si teneva due volte l'anno, in aprile e a ferragosto, e consisteva in tre assalti alla lancia portati contro un bersaglio umano, il cosiddetto "mantenitore", da un cavaliere munito di una lancia con vernice bianca sulla punta.
Il punteggio era assegnato da un "mastrogiurato", il cui giudizio era insindacabile, che dichiarava il vincitore in base alla parte del corpo colpita ed all'eventuale perdita di sangue.
La manifestazione è stata rievocata a partire dal luglio del 1995 e vede la partecipazione dei quattro sestieri e dei tre borghi in cui è stato diviso il territorio cittadino, che si affrontano nella piazza Maggiore (piazza Garibaldi).
Si svolge in due giornate, l'ultimo sabato e l'ultima domenica di luglio.
I cavalli corrono percorrendo un ovale completo e quindi un otto, in circa 30 secondi e i cavalieri devono colpire degli anelli. Il punteggio di ogni singola sfida viene determinato dal numero di "botte" agli anelli (massimo 3 per ogni cavaliere); in caso di parità si tiene conto del valore dei singoli anelli, di diverso diametro (quello da 10 cm di diametro vale 1 punto, da 8 cm 2 punti e da 6 cm 3 punti); in caso di ulteriore parità si tiene conto della velocità.
Alla gara seguono un corteo storico, la sfida dei capitani, e cene all'aperto nei borghi e nei sestieri.

#### Lotteria Nazionale di Sulmona
Nel 1992 la città di Sulmona fu sede di una delle lotterie nazionali, la "Lotteria di Sulmona": il concorso internazionale di canto lirico "Maria Caniglia" venne legato alla lotteria con primo premio da 2 miliardi abbinato alla cantante vincitrice, Mariana Tarassova (biglietto E 37149, venduto a Pontedera). La serata finale dell'evento lirico, il 29 marzo, fu trasformata in evento televisivo nazionale RAI per la lotteria di Sulmona e si tenne al Teatro comunale. La lotteria fu fortemente voluta dall'allora sottosegretario alle finanze, Domenico Susi.

## Economia

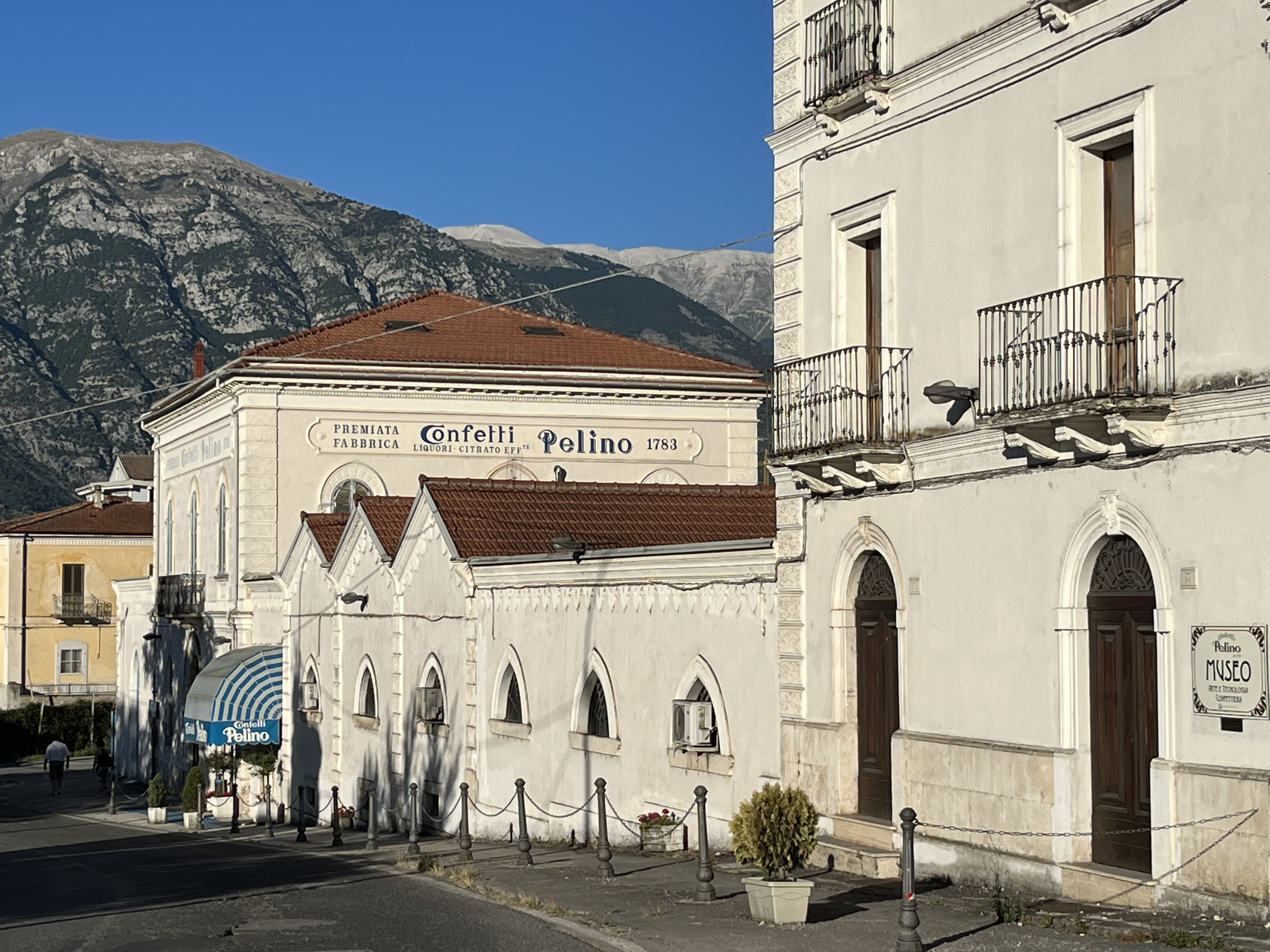
Stabilimento storico della Confetti Pelino in Via Stazione Introdacqua, ora sede del Museo Pelino.

### Artigianato
Tra le attività economiche più tradizionali, diffuse e rinomate vi sono quelle artigianali, come la tessitura finalizzata alla realizzazione di tappeti, arazzi e coperte caratterizzati da temi geometrici e vegetali, oltreché l'arte orafa e quella del confetto. Importanti sono anche le produzioni di mobili rustici e le lavorazioni del ferro battuto.

### Industria
Dagli anni '60 in poi Sulmona si è sviluppata verso nord, ai confini con Roccacasale e Pratola Peligna, creando un grande complesso industriale denominato "Località produttiva", attraversato dal viale della Repubblica. Il comprensorio è vario, e le attività più note sono la produzione all'ingrosso di tessuti e confetti.

### Turismo
Sin dal primo Novecento, ma con sviluppo economico al livello regionale, poi nazionale e infine mondiale, Sulmona è stata frequentata dal turismo. Inizialmente il turismo era di matrice culturale, per le bellezze architettoniche angioino-aragonesi che la città ancora mostra, nonostante i vari terremoti e la disarticolazione degli elementi architettonici rinascimentali-barocchi. Successivamente, dal secondo dopoguerra, Sulmona è diventata famosa in Italia grazie alla produzione dei tipici confetti, per la valorizzazione del patrimonio artistico-culturale-monumentale, e successivamente grazie all'istituzione del Parco nazionale della Maiella, di cui Sulmona è sede amministrativa insieme a Guardiagrele. Il trovarsi alle pendici del Monte Morrone, o delle sorgenti delle gole di San Venanzio a Raiano, ha permesso una nuova forma di turismo basato sull'escursionismo, oltre a quello culturale gastronomico nel centro della città.

## Geografia antropica

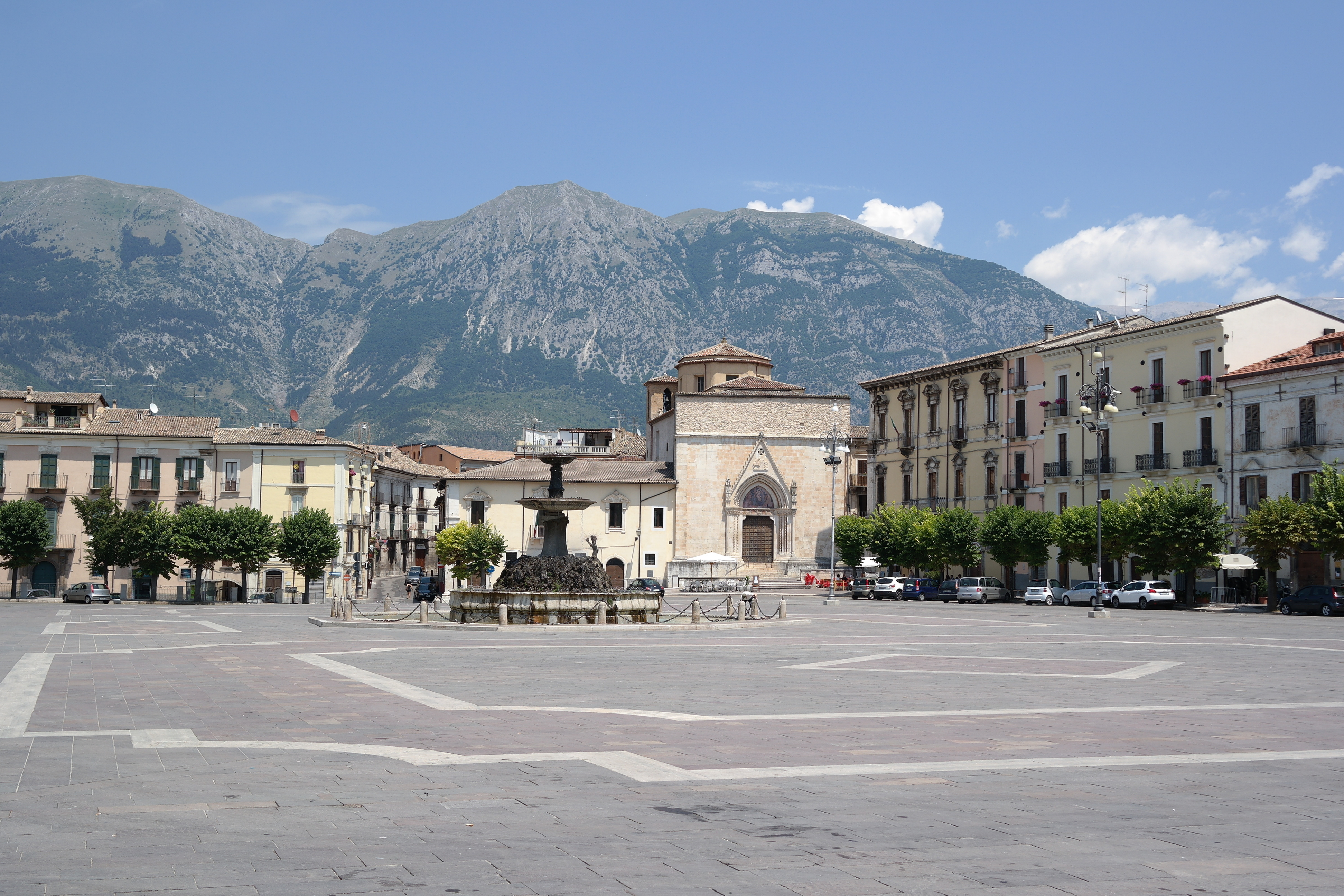
Piazza Garibaldi.

Sulmona ha sostanzialmente conservato l'aspetto antico, raccolto attorno alle mura, benché siano state smantellate, o inglobate nelle abitazioni tra il Settecento e l'Ottocento. Il centro storico ha una forma ellittica, sopra un'altura lambita dal fiume Vella, con i relativi quartieri (sestieri), attraversato dal cardo massimo del corso Ovidio, che nella zona baricentrica attraversa piazza Maggiore (o di Giuseppe Garibaldi). La zona moderna a sud, appena fuori porta Napoli, fa parte del quartiere dell'ospedale, antico contado dei Frati Cappuccini (che risiedevano presso la chiesa di San Francesco di Paola), zona soggetta allo sviluppo edilizio già dal primo Novecento, con la costruzione della caserma "Cesare Battisti", del primo ospedale civile, poi ospedale "Santissima Annunziata", e del cimitero civile comunale.
Ad est la favorevole posizione di una seconda altura lambita dal fiume, ha permesso lo sviluppo negli anni '60 della Cittadella Giudiziaria, collegata al centro antico mediante ponte Capograssi, che immette al viale De Nino, fino al corso. La cittadella è provvista del Tribunale, dei principali istituti scolastici superiori, e della chiesa moderna di Cristo Re.
Una sorta di piccolo "borgo" costituitosi nel tardo Ottocento è quello di San Panfilo, alle porte del centro storico, conservato attorno alla cattedrale di San Panfilo, composto di caratteristiche abitazioni in stile locale, con la villa comunale attorniata dal villini liberty, e da un grande viale che porta a nord alla stazione ferroviaria.

### Centro storico

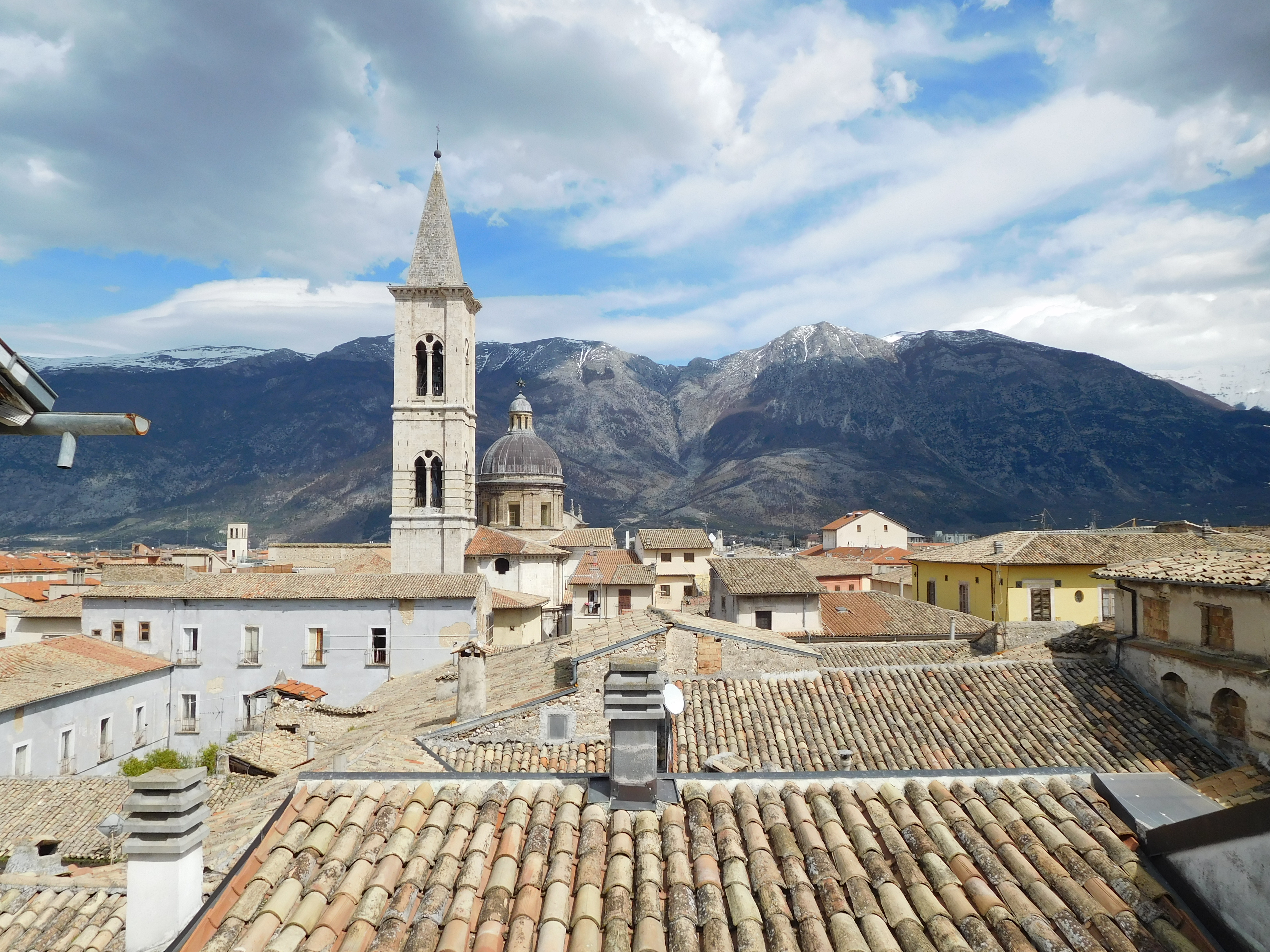
Veduta dl campanile della basilica della Santissima Annunziata

Diviso in sei distretti: distretto di porta Sancti Pamphili o di san Martino a nord, sull'asse dell'attuale corso Ovidio, affiancato a nord-ovest dal distretto di porta Bonomini e a nord-est dal distretto di porta Iapasseri. Il distretto di porta Salvatoris occupa il territorio posto a sud lungo l'asse del corso ed è affiancato a sud-ovest dal distretto di porta Filiamabili e a sud-est dal distretto di porta Manaresca. Extra moenia, cioè oltre la prima cinta muraria, sorgono a sud il borgo di Santa Maria della Tomba e il borgo di Sant'Agata, affiancati dal borgo Pacentrano (detto anche di Sanctae Margheritae) e a sud-est dal Borghetto. A nord, invece, si sviluppa il borgo di San Panfilo. Dal 1995, per ragioni eminentemente organizzative e funzionali alla disputa della giostra cavalleresca, l'associazione culturale che organizza l'evento equestre ha diviso il centro abitato in 4 "sestieri" (all'interno della prima cinta muraria) e 3 "borghi" (due a sud circondati dalle mura della seconda cinta) ed uno a nord: ciascuna entità territoriale, che è stata dotata di uno stemma, di uno scudo e di un motto, partecipa annualmente al palio della "giostra cavalleresca".
- Sestiere porta Manaresca: pende il nome dalla scomparsa porta posta tra via Federico II e largo Mercatello (la stessa porta prenderebbe il nome dal conte Manero, fiscale del rione e Conte di Valva), situata alla sommità di via Marselli (Costa dei Sardi), delimitato dal vico del Vecchio, dalla via nuova Federico II, la circonvallazione orientale, via Pansa, via Antonio De Nino e corso Ovidio. Si tratta di uno dei quartiere più grandi della città. Ha vinto il Palio della Cordesca nel 2003-2004-2006-2011, il Palio della giostra nel 1995-2001-2009-2011-2013-2015-2016. I colori: azzurro, rosso e oro, il blasone è trinciato, nel I d'azzurro al grappolo d'uva d'oro, nel II di rosso pieno; lo scudo timbrato da elmo d'acciaio a becco di passero, posto di tre quarti a destra, ornato di cercine e coppia di svolazzi di rosso d'azzurro. Il cimiero: un leocorno nascente d'oro, il motto: primus inter pares. I monumenti maggiori sono il Palazzo di Giovanni Falle Palle sul corso Ovidio, il monumento a Ovidio su piazza XX Settembre, Palazzo Sardi, Palazzo Corvi, la chiesa di Santa Caterina, Palazzo Grilli-De Capite, il Palazzo Colombini, la casa gotica di Giovanni Sardi.
- Sestiere porta Filiamabili: in latino era detto "Filiorum Amabilis", prendendo il nome dalla porta medievale perfettamente conservata nelle forme trecentesche. Agli inizi dell'XI secolo l'antico Solimona era descritta come rinchiusa in un'originaria cinta muraria disposta seguendo il castrum romano. La porta di accesso posta a sud-ovest, e a nord di piazza Garibaldi, è menzionata nel 1196. In questi anni il sestiere divenne uno dei fulcri della vita cittadina e commerciale, con le botteghe poste lungo via Quatrario, antico decumano della romana Sulmo. Il blasone è troncato, trinciato, tagliato d'oro e d'azzurro, alla punta squamata d'azzurro e d'oro di tre file. Scudo timbrato da elmo d'acciaio, con la visiera chiusa, posto di tre quarti a destra e ornato di cercine e coppia di lambrecchini d'azzurro e d'oro. Il cimitero: un drago nascente d'argento, il motto: Semper Amabilis. Comprende la porzione sud ovest del centro storico che lambisce il corso Ovidio fino all'asse di piazza Garibaldi. Ha come confini via Manlio d'Eramo, la circonvallazione orientale, corso Ovidio, via San Cosimo, via Quatrario, parte di via Corfinio, via Salvatore Tommasi e il largo Mazara. I monumenti principali sono porta Filiamabili e la coeva di Sant'Antonio, il Palazzo San Francesco con annessa biblioteca civica, sede comunale (via Mazara), la chiesa di San Francesco della Scarpa, con il caratteristico portale strombato e la "rotonda" prospettante sul corso Ovidio, la chiesa del Carmine, Palazzo Meliorati e Palazzo Mazzara.
- Sestiere porta Iapasseri: comunemente conosciuto come "porta Japasseri", in latino Joannes Passarum dal nome di Giovanni de Passeri, coltore fiscale, è posto all'angolo sud-orientale del primitivo abitato tra la circonvallazione orientale, ponte nuovo Capograssi che si collega a via De Nino, via Pansa, via De Nino, corso Ovidio e piazzale Carlo Tresca. La porzione quadrangolare del sestiere è delimitata da via De Nino, via Gramsci, che comincia dal sagrato della chiesa di San Domenico, arrivando sino a via Panfilo Scudieri, confluendo con via Papa Innocenzo VII; altre vie d'importanza che delimitano il quartiere all'interno sono via Iapasseri, via Morrone, via Pastore. Il sestiere ha vinto il Palio della Cordesca nel 2014, il palio della giostra cavalleresca nel 1998, 2002 e 2018. I colori dello stemma sono nero, rosso e argento; il blasone è troncato, inchiavato, nel primo di nero al triplo arco d'argento, il mediano più alto, nel secondo di rosso pieno. Lo scudo da torneo ha tacca a destra, timbrato da elmo d'acciaio e becco di passero, di tre quarti a destra, ornato di cerchie e coppia di svolazzi, a destra di rosso foderati d'argento, a sinistra di nero foderati d'argento. Il cimiero ha un'aquila, il motto è: "per aspera ad astra". Si conservano gli stipiti di questa porta sulla via orientale, poi di interesse la chiesa di San Domenico, il teatro comunale "Maria Caniglia", la fonte Japasseri e il Palazzo Sanità.

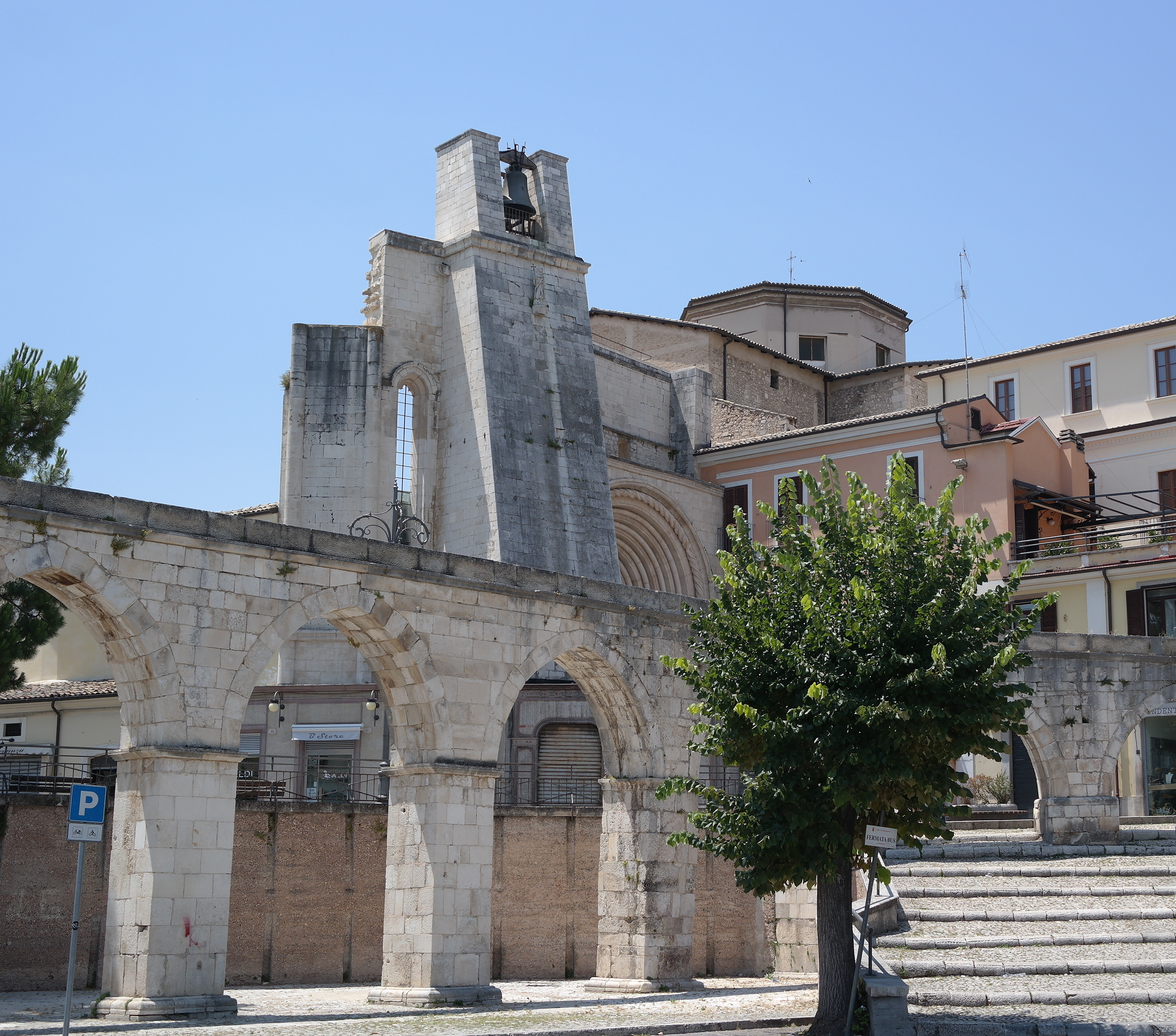
Acquedotto svevo e la "rotonda" di San Francesco della Scarpa

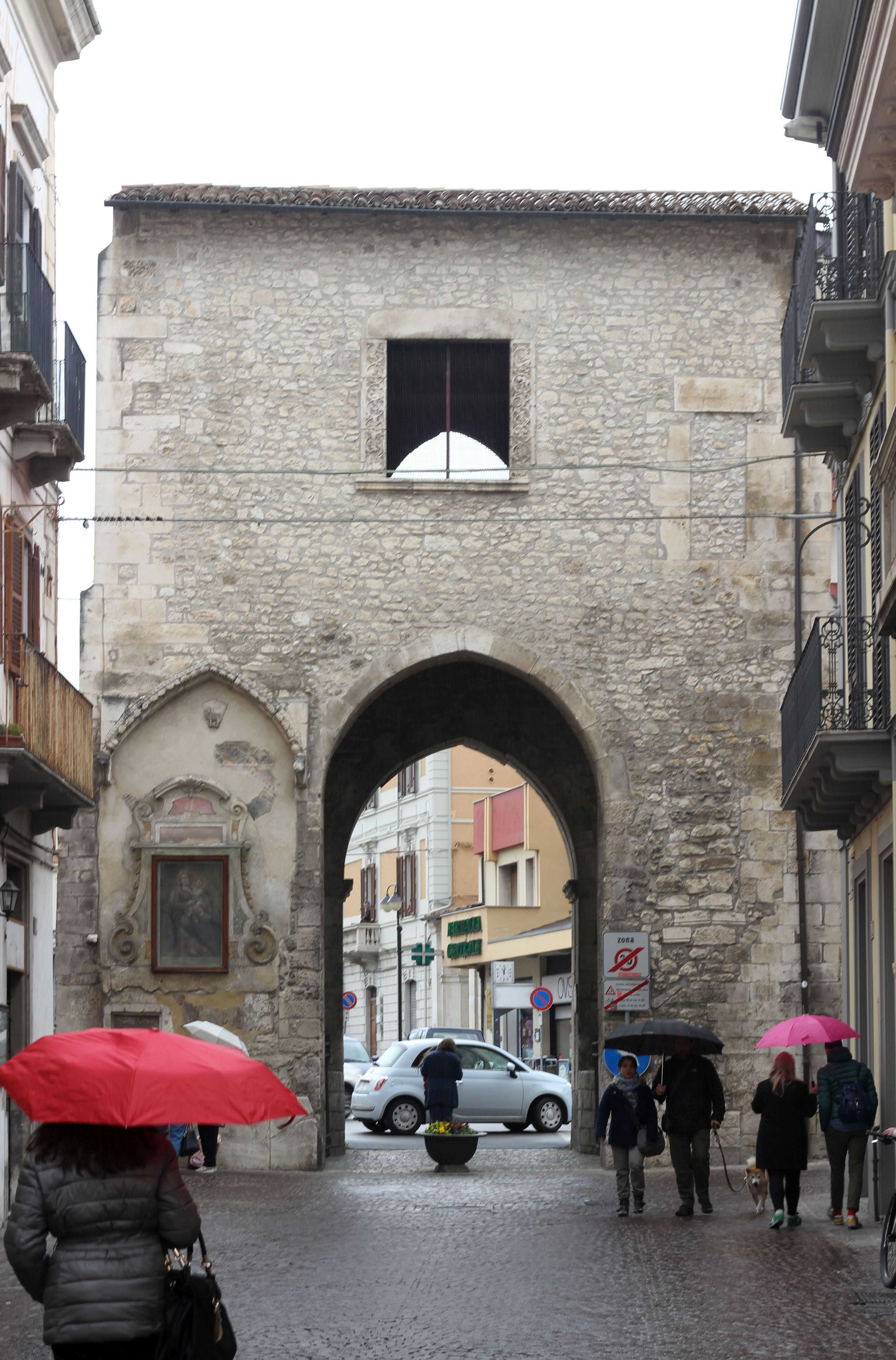
Porta Napoli vista dal corso Ovidio

- Sestiere porta Bonomini: adiacente alla porta omonima, situata all'inizio della discesa di porta Romana (prende il nome da Giovanni Buonuomo, ebreo aquilano che si arricchì a Sulmona, restaurando probabilmente la cinta muraria); comprende tutta l'area nord ovest adiacente alla porta stessa, da via Barbato fino al corso Ovidio, piazza XX Settembre a nord, ed a largo Salvatore Tommasi, parte di via Corfinio (nord) e via San Cosimo. Il sestiere ha vinto il Palio della Cordesca nel 2016, quello della giostra cavalleresca nel 2000 e 2010. I colori sono l'oro, il rosso e il verde, il blasone: d'oro tagliato e innestato di quattro pezzi sul losangato di rosso e di verde, trinciato di otto pezzi e tagliato in due. Lo scudo timbrato da elmo d'acciaio, a bigoncia, posto di pieno profilo e ornato da coppia svolazzi a destra di rosso e d'oro, a sinistra di verde e d'oro. Il cimiero: testa di cinghiale al naturale, strappata e difesa di rosso; il motto è: fato et facto. I monumenti sono: il complesso della Santissima Annunziata con chiesa e palazzo che include le sedi del Museo civico, poi la domus romana sotterranea del I sec., la chiesa della Santissima Trinità lungo il corso Ovidio, la chiesa di San Gaetano, il Palazzo Tabassi, casa Caldirari, la chiesa di San Pietro e quella di Santa Maria ad Nives e infine i piedritti dell'antica porta Bonomini che chiudeva le mura ad ovest.
- Borgo Pacentrano: abbraccia la parte sud-orientale del centro, e prende il nome da porta Pacentrana (perché si accedeva da Pacentro), oppure porta Orientis. All'esterno è attraversato dalla circonvallazione orientale, e le vie principali sono via di porta Pacentrana, via del Borghetto, via Federico II, via Probo Mariano e via Margherita. Comprende anche porta Saccoccia con la Piazzetta Sant'Agata. Ha vinto il Palio della Cordesca nel 2012-2017, il Palio della giostra nel 1999. I colori sono l'oro, rosso e argento, il blasone: di rosso, ai due leoni affrontati e coronati, l'uno d'oro l'altro d'argento, armati e lampassati, dell'uno nell'altro, accompagnati nel campo da un'ombra di sole dorato, al disco bordato e cuneato di 16 pezzi di rosso, alternati a raggi. Lo scudo è timbrato da elmo d'acciaio e becco di passero, di tre quarti a destra e ornato di svolazzi di rosso, foderati d'oro. Il cimiero è a testa di leone strappata d'oro e lampassata di rosso, il motto: unguibus et dentibus. I monumenti di interesse sono la piazza Garibaldi, la chiesa di San Filippo Neri, la fontana di Sant'Agata, il fontanone della piazza maggiore, la chiesa e convento di Santa Chiara d'Assisi con l'acquedotto svevo, la porta orientale, la chiesetta di San Rocco, il Palazzo Alicandri-Ciufelli su piazza Garibaldi
- Borgo Santa Maria della Tomba: include la zona di piazza Plebiscito con la chiesa di Santa Maria, via del Tempio, via Capitolina, la circonvallazione Occidentale, via Panfilo Serafini e la parte del corso Ovidio fino a porta Napoli. Ovviamente il suo nome proviene dalla chiesa principale, affacciata su piazza Plebiscito; ha vinto il Palio della Cordesca nel 2013, il Palio della giostra nel 2007-2014. I colori sono l'oro, argento e verde, il blasone è d'oro al giglio di verde, calzato e ritondato del secondo. Lo scudo è sagomato e timbrato da elmo d'acciaio a becco di passero, posto di tre quarti a destra e ornato di cerchie e coppia di svolazzi di verde foderato d'oro. Il cimitero: grifone nascente d'oro, armato e lampassato di rosso, il motto: assunta est Maria. I monumenti sono la chiesa di Santa Maria della Tomba, la chiesa di Santa Lucia dei Benedettini, porta Napoli, porta Santa Maria della Tomba.
- Borgo San Panfilo: include tutta la parte settentrionale del centro storico da via di porta Romana, piazzale Carlo Tresca, la circonvallazione orientale, via Matteotti e via Roosevelt. All'interno si trova la cattedrale di San Panfilo, posta dietro la villa comunale. Il tutto era circondato da una cinta muraria poi demolita, che presso la cattedrale includeva porta San Panfilo, e all'ingresso del corso la porta Sant'Agostino, demolita dopo il 1706. Fuori le mura si trovavano anche due chiese, oggi scomparse, dedicata a Sant'Andrea extra moenia e a Sant'Agata. Ha vinto il Palio della Cordesca nel 2015, il Palio della giostra nel 1997-2017. I colori: oro, rosso porpora e argento, il blasone: d'oro alla losanga di rosso porpora confinante ai quattro bordi dello scudo, caricata della conchiglia di San Giacomo, d'oro. Scudo è timbrato da elmo d'acciaio a visiera chiusa, di pieno profilo a destra e ornato di cercine e coppia di svolazzi d'oro, foderati di rosso porpora. Il cimiero: una testa di cigno strappata al naturale, tenente il becco nero e una conchiglia d'oro. Il motto: salus mea Pamhpilus est. I monumenti di interesse sono la cattedrale di San Panfilo posta davanti alla monumentale villa pubblica, il Palazzo Episcopale su via Roosevelt, la torretta cilindrica della circonvallazione orientale, il cippo di Carlo Tresca e la porta Romana, al confine col sestiere di porta Bonomini.

### Frazioni
Acqua Santa, Albanese, Cavate, Badia-Bagnaturo, Banchette, Case Bruciate, Case Lomini, Case Panetto, Case Susi Primo, Case Susi Secondo, Casino Corvi, Faiella, Fonte d'Amore, Le Marane, Santa Lucia, Torrone, Tratturo Primo, Tratturo Secondo, Vallecorvo, Zappannotte.

## Infrastrutture e trasporti

### Autostrade
- Autostrada Roma-Torano-Pescara, uscita Pratola Peligna - Sulmona

### Strade
- Strada statale 17 dell'Appennino Abruzzese ed Appulo-Sannitico
- Strada statale 479 Sannite
- Strada statale 487 di Caramanico Terme

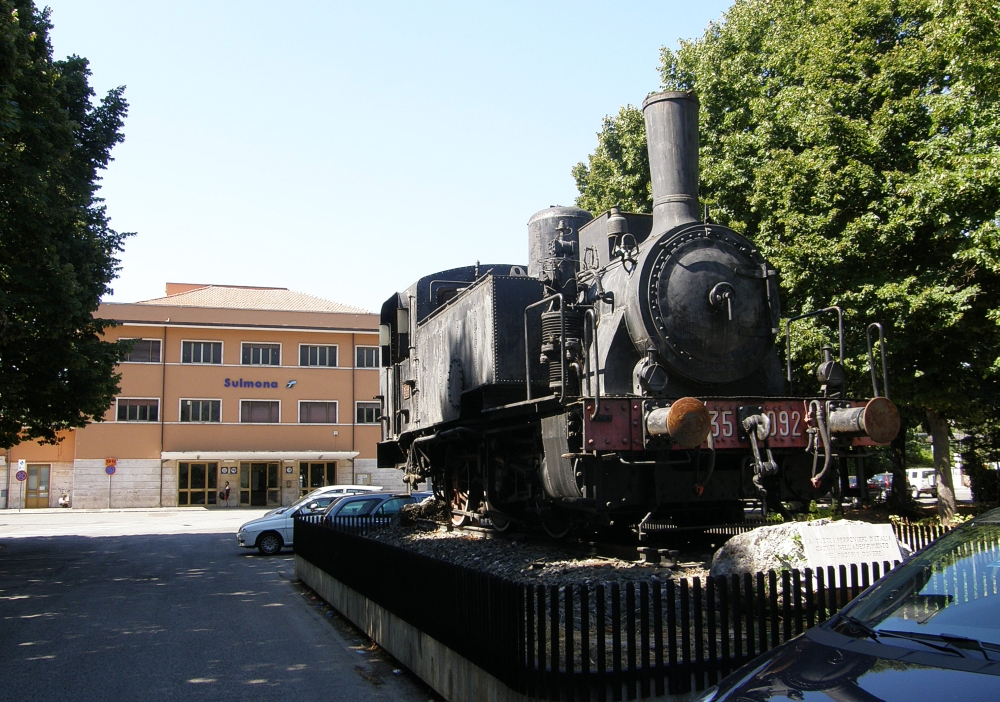
Stazione ferroviaria

### Ferrovie

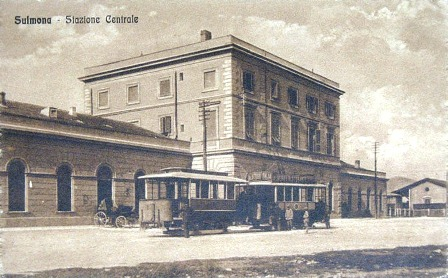
Immagine storica della stazione ferroviaria

Sulmona è servita dalle tre stazioni di Sulmona Introdacqua sulla Ferrovia Sulmona-Isernia, Sulmona (dotata di officina per il ricovero e manutenzione dei treni) sulle ferrovie Roma-Sulmona-Pescara e Terni-Sulmona e Santa Rufina sulla bretella operativa da dicembre 2024 che collega le ferrovie Roma-Pescara e Terni-Sulmona. Presso la stazione di Sulmona è presente l'unico deposito locomotive in Abruzzo appartenente al Gruppo Ferrovie dello Stato Italiane.
In passato era attiva anche una linea tranviaria, che collegava la stazione ferroviaria con il centro cittadino.

## Amministrazione

### Consolati
- Consolato del Canada[33]

Il Consolato del Canada è stato presente sul territorio per 9 anni: dal 1998 al 2007; attivo per le regioni Abruzzo, Molise e Marche. Il console onorario fu Laureano Leone. Per effetto di una riduzione dei costi delle rappresentanze canadesi all'estero, il consolato di Sulmona è stato infine soppresso.

### Gemellaggi
Sulmona è gemellata con:
- Zante
- Hamilton
- Burghausen
- Costanza[35] città dove Ovidio fu relegato dall'imperatore Augusto nell'anno 8 d.C. e dove morì nel 18 d.C.

## Sport

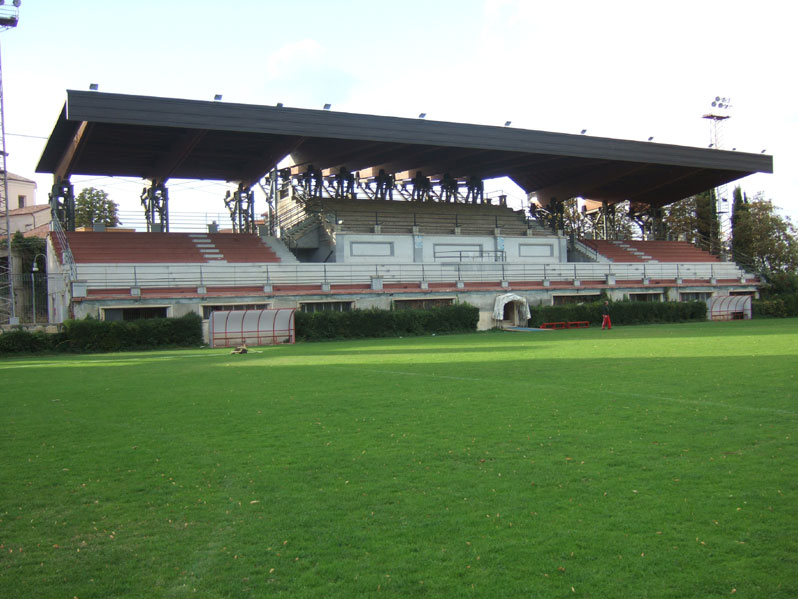
Stadio Pallozzi

Ha sede nel comune la società calcistica Sulmona Calcio, fondata nel 1921.
Per cinque volte Sulmona è stata sede di arrivo di tappa del Giro d'Italia.
- 1911 9ª tappa Ancona-Sulmona, vinta da Ezio Corlaita.
- 1925 8ª tappa Benevento-Sulmona, vinta da Giovanni Brunero.
- 1926 7ª tappa Foggia-Sulmona, vinta da Alfredo Binda.
- 1928 4ª tappa Arezzo-Sulmona, vinta da Alfredo Binda.
- 1992 6ª tappa Porto Sant'Elpidio-Sulmona, vinta da Franco Vona.

Nel 2004 il comune ha ospitato le specialità su strada dei XXXII Campionati mondiali di pattinaggio di velocità in linea.

### Impianti sportivi
- Stadio Comunale "Francesco Pallozzi"
- Impianti sportivi "Nicola Serafini" comprensivi di Palazzetto dello sport, Stadio del rugby e Stadio di atletica[36].
- Tennis Club Sulmona e Piscina comunale.